# Chapelle Notre-Dame du Kreisker
Pour les articles homonymes, voir Chapelle Notre-Dame, Notre-Dame, Briec#Autres chapelles et Saint-Avé.
La chapelle Notre-Dame du Kreisker (en breton léonard Chapel Introun Varia ar C'hreizkear, en latin ecclesia Beatæ Mariæ de Medio-Villæ), « porte d'entrée » de la ville épiscopale de Saint-Pol-de-Léon, est un édifice majeur de l’architecture religieuse bretonne.
« Morceau d’architecture le plus hardi qu'il eût jamais vu » selon Vauban en route pour Roscoff, son clocher de granit haut de soixante-dix-huit mètres, le plus haut monument gothique de Bretagne, est le prototype de nombreux clochers-à-jour bretons. Collégiale dédiée au culte marial, le Kreisker accueillait les pèlerins du Tro Breiz. Orgueil des corporations marchandes qui l'ont financé et décoré, il a servi d'hôtel de ville aux trois ordres et de salle capitulaire aux confréries bourgeoises des XIVe, XVe et XVIe siècles puis, abritant à l'occasion une psallette, de chapelle dévolue à partir de 1680 à un séminaire, renommé en 1784 Collège de Léon, avant d'achever d'être ruiné par la Révolution.

## Étymologie

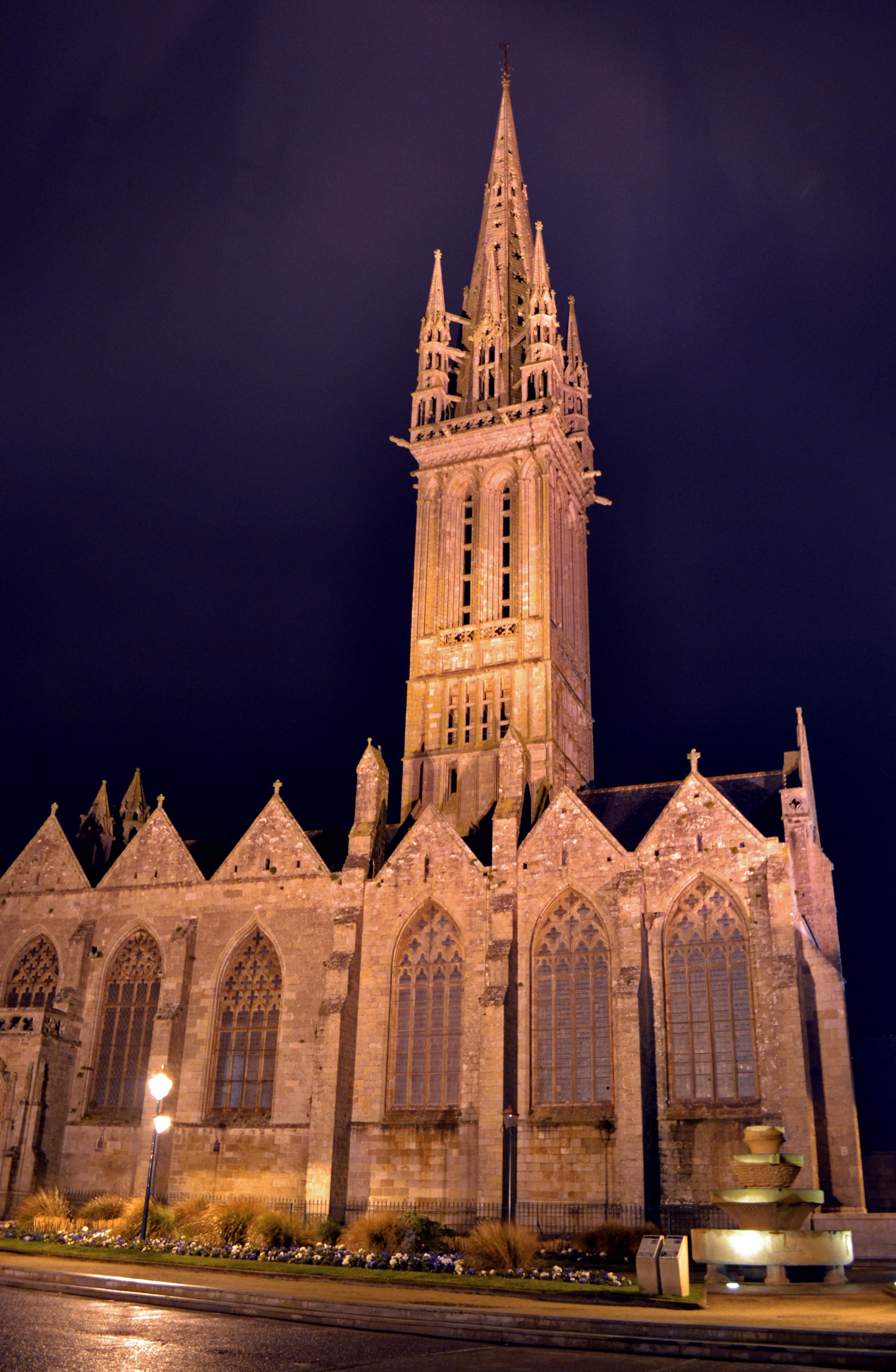
Le Kreisker la nuit.

En l'absence de documents, l'écriture et l'origine du mot ont donné lieu à discussion. L'orthographe Kreisker, au lieu de Creisquer, Creizker, Creisker, Creisqueur..., date de l'époque romantique et de la réforme Le Gonidec. Promue au XXe siècle par le renouveau celtique, elle est devenue prédominante sans effacer totalement l'orthographe Creisker.
La traduction littérale Kreiz-kêr, en breton léonard kreiz kear, suggère une implantation de la chapelle au « milieu de la ville ». Des chercheurs ont imaginé l'étymologie Ker-iz-ker, le « bas de la ville », pour s'accorder à sa situation topographique au bord de l'enceinte fortifiée. C'est ainsi que l'abbé Castel estime[réf. souhaitée] que Kreisker désignerait le centre fortifié, non pas spirituellement, mais matériellement, militairement, du fait de sa position par rapport aux remparts médiévaux.
Certains, tels l'abbé Peyron, remarquent le nom de Christ Caer, au sens de « crucifix de la ville », tel qu'il est mentionné dans l'acte de fondation du Collège de Léon. Pol de Courcy note que la chapelle se trouve en effet dans le territoire de l'ex paroisse dite du Crucifix, un des sept vicariat du minihy de Léon.
Dans les actes du XVe siècle, qui sont conservés aux archives du Finistère, le nom est toujours écrit Creizkaer, ce qui montre que le phénomène de fausse étymologie s'est produit plus tardivement. L'archéologie clôt les spéculations. La chapelle se dresse en effet au centre de la cité de l'Antiquité, où se croisent le cardo, ex-Grande rue et actuelle rue du général Leclerc, et le decumanus, actuelle rue Verderel. L'excentration de ce premier cœur de ville ne date que des constructions du Moyen Âge, l'élévation d'un rempart aujourd'hui disparu puis, sur l'hypothétique tombeau de Conan Mériadec, d'une première cathédrale romane par l'évêque Hamon, frère du comte de Léon Guiomarch assassiné par celui-ci sur le parvis dans le cadre de la résistance à l'occupation Plantagenêt quelques mois après que le primat Thomas Becket l'ait été à Cantorbéry.

## Histoire

### Fondation légendaire
Dépouillé de ses cloches à la Révolution, le clocher du Kreisker reste un « grand muet », tout autant quant à son histoire. Il n'existe que peu d'archives et les interrogations restent très nombreuses.
La fondation de la chapelle remonterait au VIe siècle, à l'époque de la mission de Paul Aurélien. Selon une légende recueillie à une date inconnue mais ancienne, partiellement conservée sous forme manuscrite et publiée Paris par les Bénédictins en 1516, une jeune lingère ayant, malgré les remontrances de Saint Guévroc, alias Guirec, travaillé un dimanche consacré à la Vierge, fut subitement paralysée de tous ses membres. Après son repentir, le saint la guérit et elle lui légua sa maison pour en faire une chapelle. On lui donna le nom de Kreis-ker parce qu'elle était située au centre d'un village voisin, faubourg de la ville.

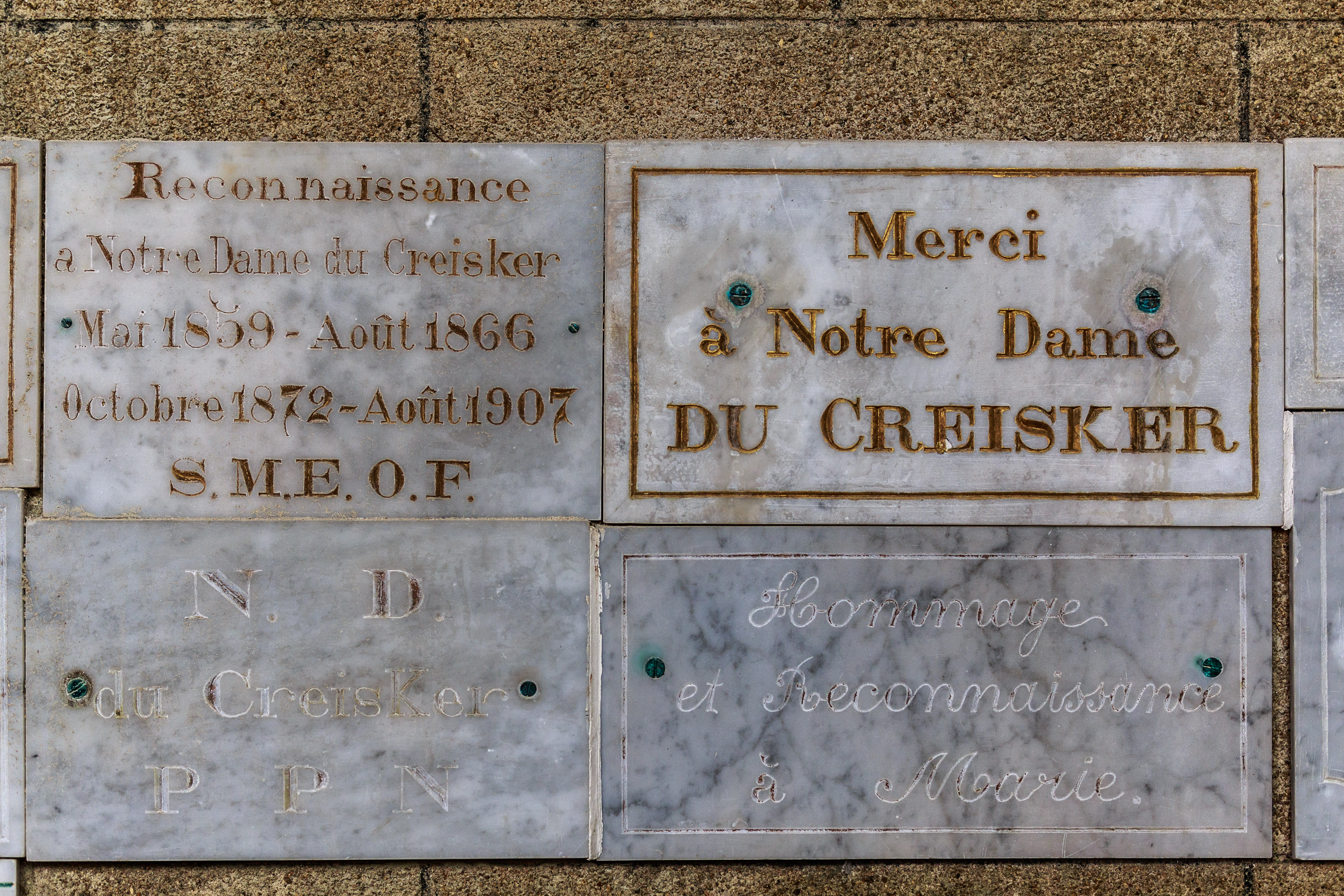
Ex-votos contemporains.

D'un point de vue historique, on sait que le pélagianisme régnant à l'époque des missionnaires formés, tel le fils de Porphyre Aurélien, au Collège Théodose (en), qui comptera plus de deux mil étudiants issus des plus riches familles britanniques, par un disciple de saint Germain, Iltud, lui-même fils du prince armoricain Bican Farchog, était une pratique du christianisme exclusivement aristocratique et militaire confinée dans les demeures nobles, telle la future abbaye de Daoulas. La légende reflète peut être les succès remportés contre le pélagianisme et l'ouverture des premiers temples à un culte populaire.
L'hypothétique premier oratoire en bois consacré à la Vierge Marie n'aura pas résisté aux ravages perpétrés par les Normands en 875.

### Francigenum opus (ca. 1280-1344)
En 1277, un siècle après son dépècement, en 1180, par Henri II et son fils Geoffroy Plantagenêt, et quarante deux ans après sa guerre d'indépendance perdue, le comté de Léon est annexé à la Bretagne par le Duc Jean le Roux, qui en confère habilement la suzeraineté à perpétuité à l'évêque de Léon, en l'occurrence Mgr Yves. Celui-ci poursuit la construction gothique de la cathédrale du Léon commencée en remplacement de la cathédrale romane vers 1253 par Mgr Derrien, lequel avait en 1228 excommunié le père du souverain, Pierre Mauclerc, du temps que celui-ci exerçait la régence.
C'est dans ce contexte de paix retrouvée et d'une république épiscopale nouvelle, affirmée en 1296 par une astuce juridique qui libère le Léon de la tutelle de Tours et le rattache directement à la Curie, que, sur l'emplacement de la chapelle antique, commence la construction du Kreisker, au XIIIe siècle comme l'atteste la facture des quatre piliers qui en soutiennent la tour, et non, comme le rapporte Albert Le Grand, sous le règne de Jean IV, lequel en financera cependant l'essentiel.

### Gothique vertical (1345-1375)
Le transept, l'élévation nord du chœur ainsi que le chevet datent en effet de la seconde moitié du XIVe siècle. Les travaux commencent en 1345, aux lendemains de la consécration de la cathédrale du Léon, que Mgr Pierre Benoît a prononcée en 1344. C'est l'année où meurt le prétendant au trône de Bretagne Jean de Montfort et où, sa veuve Jeanne de Flandre et son héritier Jean retenus au château de Tickhill, le Duché est administré en direct par les impopulaires rogues du roi d'Angleterre Édouard III.
Le perpendicular style à la souche de la tour et certains éléments architecturaux témoignent manifestement de l'influence d’Outre-Manche. C'est la première femme de Jean le Conquéreur et fille d'Édouard III, Marie Plantagenêt, Duchesse de seize ans intronisée le 3 juillet 1361 et décédée le 13 septembre suivant, qui, dans le cadre de l'alliance du Duc avec l'Angleterre, aurait fait appel à un de ses compatriotes. Le Kreisker reste l'œuvre d'un architecte inconnu.
En mourant sans enfants, Hervé VIII de Léon, dernier descendant direct des Seigneurs de Léon dont le fief reviendra à son neveu Alain et passera ainsi dans la maison de Rohan, fait don en 1363 au Kreisker de dix agnels d'or, modique somme équivalant sept livres tournois et demi. Deux ans plus tard, le premier traité de Guérande ayant clos la guerre de Succession, le Duc Jean le Vaillant vient visiter le Kreisker.

### Reconstruction (1376-1399)
La tour a-t-elle pu servir dès cette époque de poste de vigie tourné vers la mer et les terres environnantes ? Une salle médiévale située au-dessus de l'actuel porche septentrional, et antérieur à celui-ci, est un témoin intact d'une mystérieuse chambre aujourd'hui en ruine qui pouvait, en cette fin du XIVe siècle, être un logement pour capitaine. Elle comporte en effet une cheminée, des placards, des latrines et offre un axe de surveillance sur la Grande rue. Son accès se faisait par une porte donnant sur l'intérieur de l'église. Elle dominait une salle de garde qui commandait la porte principale de la ville, la porte Saint Guillaume, et dont il ne reste que des traces sur un contrefort du Kreisker, en particulier une archère. Elle a pu par la suite, au XVe siècle, servir de prison, de salle d'archives, de trésor ou d'armurerie.
C'est peut être dans ce rôle défensif, moins vraisemblablement comme tour de guet qu'il ne pouvait alors pas encore être, que le Kreisker subit le 3 mai 1375 un incendie dont les pierres rougeâtres qui se voient sur la rue à gauche du porche occidental seraient le souvenir. La tradition rapporte que les Anglais, après avoir brûlé la ville, auraient rebâti le Kreisker. Aussitôt repoussés dans Brest par Duguesclin, ils ne l'auraient pas pu. Quand l'année suivante reviennent à Saint Pol les troupes du comte d'Arundel, un descendant au sixième degré du Breton Alain FitzFlaad nommé quelques mois plus tôt gouverneur du port amiral de Brest par le Duc en exil Jean de Montfort, c'est pour incendier le couvent des Carmes. Il faudra attendre l'évacuation de la soldatesque en 1388 pour qu'une vraie paix revienne.
La façade occidentale date de cette fin du XVe siècle. Les travaux s'achèvent en 1399.

### Achèvement (ca. 1439 - ca. 1472)

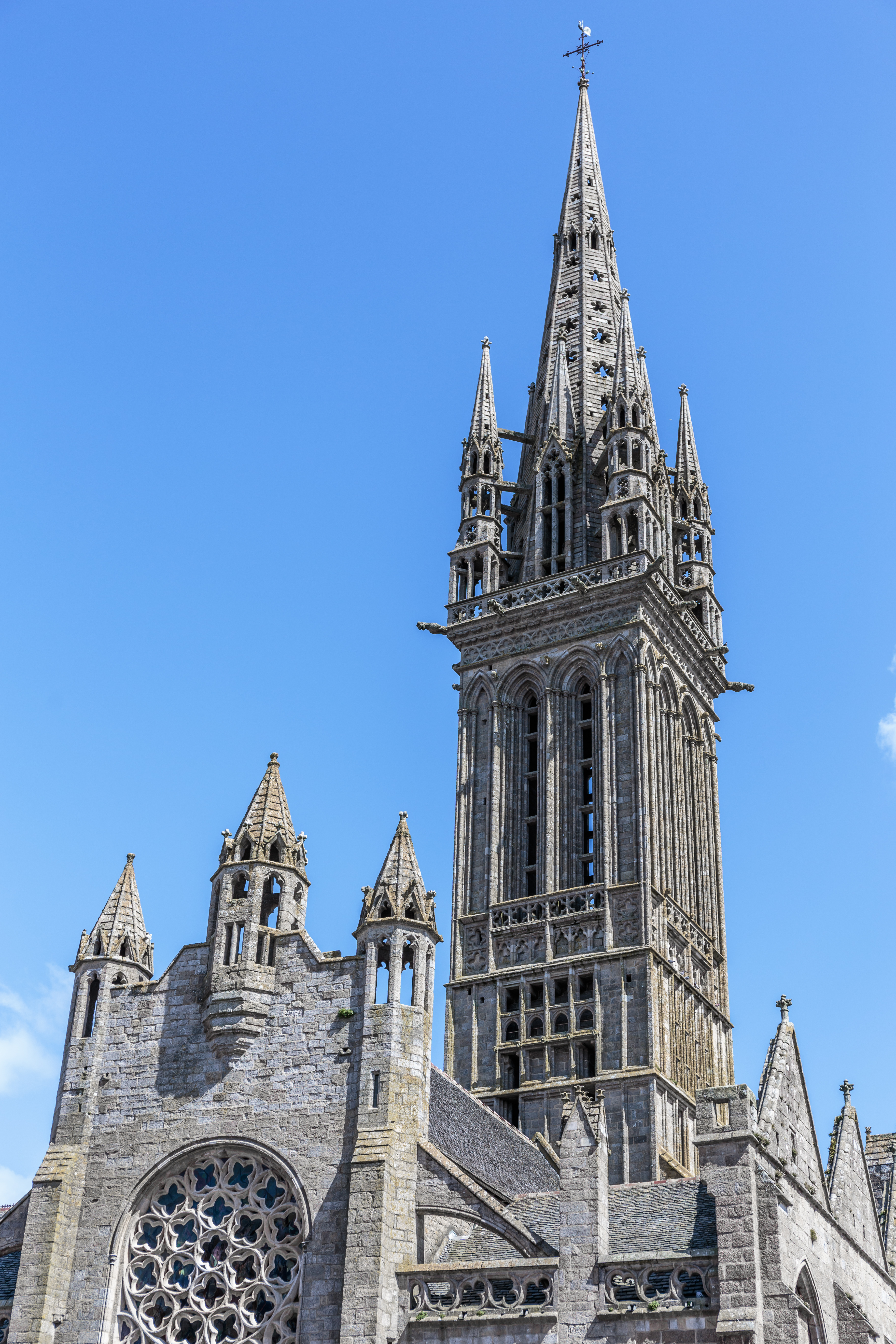
Le clocher de 78 mètres, l'entrée ouest, construite auparavant, et sa rosace, dont le vitrail date de 2014.

Au XVe siècle, la tour est couronnée d'un étage destiné aux cloches et d'une fabuleuse flèche octogonale cantonnée de quatre clochetons étagés. L’édifice en est sensiblement modifié à sa base même. Les collatéraux du XIVe siècle sont surélevés pour mieux asseoir la tour. Celui de droite est élargi pour la même raison. Celui de gauche, resté plus étroit, ne peut pas l'être à cause de la rue qu'il borde et de la porte Saint Guillaume qui marque l'entrée de la ville médiévale.
Le clocher, qui s’élève à soixante dix huit mètres au-dessus du sol, est typiquement normand. Il s'inspire de la flèche de l'église Saint-Pierre de Caen et de la chapelle de Notre-Dame-du-Mur à Morlaix, construite entre 1372 et 1426 et détruite en 1806.
Les travaux s'achèvent sous l'épiscopat de Guillaume Le Ferron, soit entre 1439 et 1472. Les armes du prédécesseur de celui-ci, Jean Prigent, influent évêque de Léon de 1436 et 1439 et par ailleurs constructeur du transept de la cathédrale voisine, de la chapelle du Saint Sacrement dans celle de Saint-Brieuc ainsi que de l'aile septentrionale de Notre Dame de la Cour en Lantic, sont sculptées dans la clef de voûte du carré du transept et permettent ainsi de préciser la date du début de la construction de la tour de croisée.
Autre chef-d'œuvre, le portail septentrional est réalisé à la même époque. Sa décoration sculptée est confiée au Grand atelier ducal (en) du Folgoët. Le porche méridional est également du XVe siècle mais présente des éléments de modernité que son pendant n'a pas.

### Collégiale du corps municipal, des corporations et des confréries
En l’absence d’une maison commune, les délibérations du corps des bourgeois, qui en ont l'administration, se tiennent au Kreisker tout au long du Bas Moyen Âge, ce jusqu'à ce que le commerce international avec la Hanse puis la Bretagne tout entière ne soient ruinés, sous le règne de Louis XIV. Jusqu'à la fin des années 1630, le Kreisker reste église municipale, sans service paroissial. Hôtel de ville, il abrite sous la présidence du sénéchal, voire de l'évêque sinon de son premier archidiacre, les assemblées des trois ordres, le clergé dans la sacristie, la noblesse dans le chœur, le Tiers dans la nef.
Tout habitant du Minihy Léon est jusqu'en 1648 libre de siéger, ce qui ne manque pas de susciter des contestations et d'exacerber autour du clocher les identités sociales. La convocation aux assemblées se fait à la cloche. Clercs et nobles y répondent rarement de sorte que l'assemblée est une agora populaire. En 1648, est institué pour le Tiers-état un régime de députation et le peuple n'est plus représenté que par ses vingt élus.

Reconstitution approximative du timbre de la Confrérie des Trépassés.

Y siègent les corporations d'armateurs, de marchands, d'artisans, de sculpteurs, d'orfèvres, des tailleurs, qui y ont chacune leur autel loué à une chapellenie, c'est-à-dire une fondation établie par testament par quelque riche et pieux personnage pour son salut. La nef a dû servir aussi de bourse de commerce. À l'image d'une galerie marchande, les deux porches se font face et débouchent à côté de la Grand-Rue...
Le Kreisker est aussi le lieu des cérémonies, fêtes mensuelles et prières propres aux nombreuses confréries qui y ont leurs sièges, telle la Confrérie des Trépassés de Saint Paul fondée le 21 avril 1513, de sorte que l'abbé ecclésiastique de cette seule confrérie mobilise régulièrement cinq à sept suppôts. Au XVIIe siècle, cette association d'entraide et de pompes funèbres est la seule qui garde un autel au Kreisker, Saint Pol ne comptant plus que quatre autres confréries, Saint Éloi, patron des forgerons, le Rosaire, Notre Dame du mont Carmel, Saint Sacrement.
Plusieurs fois détruite par les Normands à la fin du Haut Moyen Âge puis par les Anglais durant la guerre de Succession de Bretagne, l’église fait à partir de la Renaissance l'objet de multiples réparations : en 1576, en 1639 à cause du clocher endommagé par la foudre tombée le 23 novembre 1630, à la fin du XVIIIe siècle car des parties menaçaient ruine. Loyers, donations, collectes, constituent un gouvernement, c'est-à-dire un bénéfice sans charge d'âmes, de huit cents livres annuelles. Ce bénéfice est très inférieur au revenu généré par les seules cotisations aux confréries qui ont leurs sièges dans le Kreisker et il suffit à peine aux réparations et à l'entretien. Il est attribué à un gouverneur, le plus souvent un clerc étranger. Dans les faits, la gestion est donnée à ferme à un laïc, le sous gouverneur, et la prière à un sacriste.

### Chapelle scolaire (1680-1970)
Le 30 novembre 1680, le Kreisker, bénéfice et charge, est légué aux Lazaristes pour servir de chapelle au Grand Séminaire voisin fondé quatre ans plus tôt, le 18 juillet 1676, par Mgr de La Brosse. Le 7 août 1728, après huit années de démarches auprès des familles propriétaires prétendument négligents de la trentaine d'autels privés, le Supérieur du collège, désireux de réserver l'usage du Kreisker à son établissement, sollicite de Mgr de La Bourdonnaye l'autorisation de les démolir, ce qui est fait dans les deux ans.
Les vicissitudes de la Révolution passées, la flèche est sauvée de la démolition par un décret signé en 1807 par Napoléon Ier au camp de Friedland et restaurée sur l'ordre de l'Empereur à cause de son intérêt vital pour la navigation : son clocher sert alors d’amer. Son modèle morlaisien, Notre Dame du Mur, n'a pas eu cette faveur.

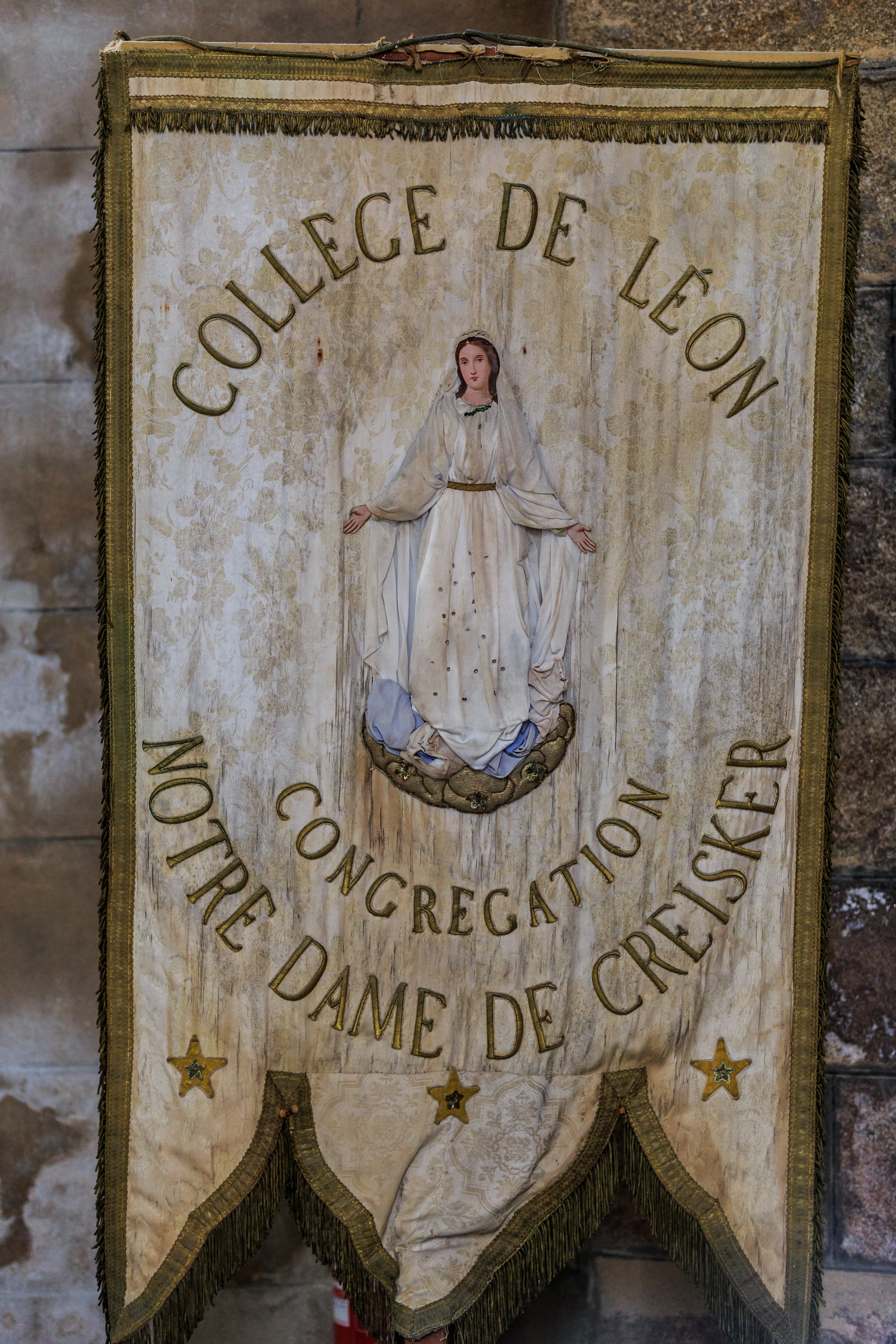
Bannière du collège de Léon conservée au Kreisker.

Au XIXe siècle, le Kreisker retrouve sa fonction scolaire et est affecté au collège du Léon, successeur dès 1784 de son homonyme de l'université de Paris auquel Mgr de La Marche avait adjoint en 1787 un petit séminaire, dont le bâtiment, rue Verderel, accueille l'actuelle école maternelle et primaire Diwan. Collège communal relevant en partie de l'université de France depuis 1806, l'ensemble devient le 5 janvier 1911 un lycée privé. C'est à ce titre qu'en 1954, à propos des subventions accordées à l'enseignement privé, la chapelle devient indirectement l'objet d'un important arrêt pris par le Conseil d'État et surnommé Institution Notre Dame du Kreisker qui modifie la jurisprudence relative à l'abus de pouvoir et aux possibilités de recours à l'endroit d'un règlement administratif quand celui-ci crée des droits ou des obligations nouveaux. Il restera attachée à l'établissement secondaire jusque vers les années 1970.

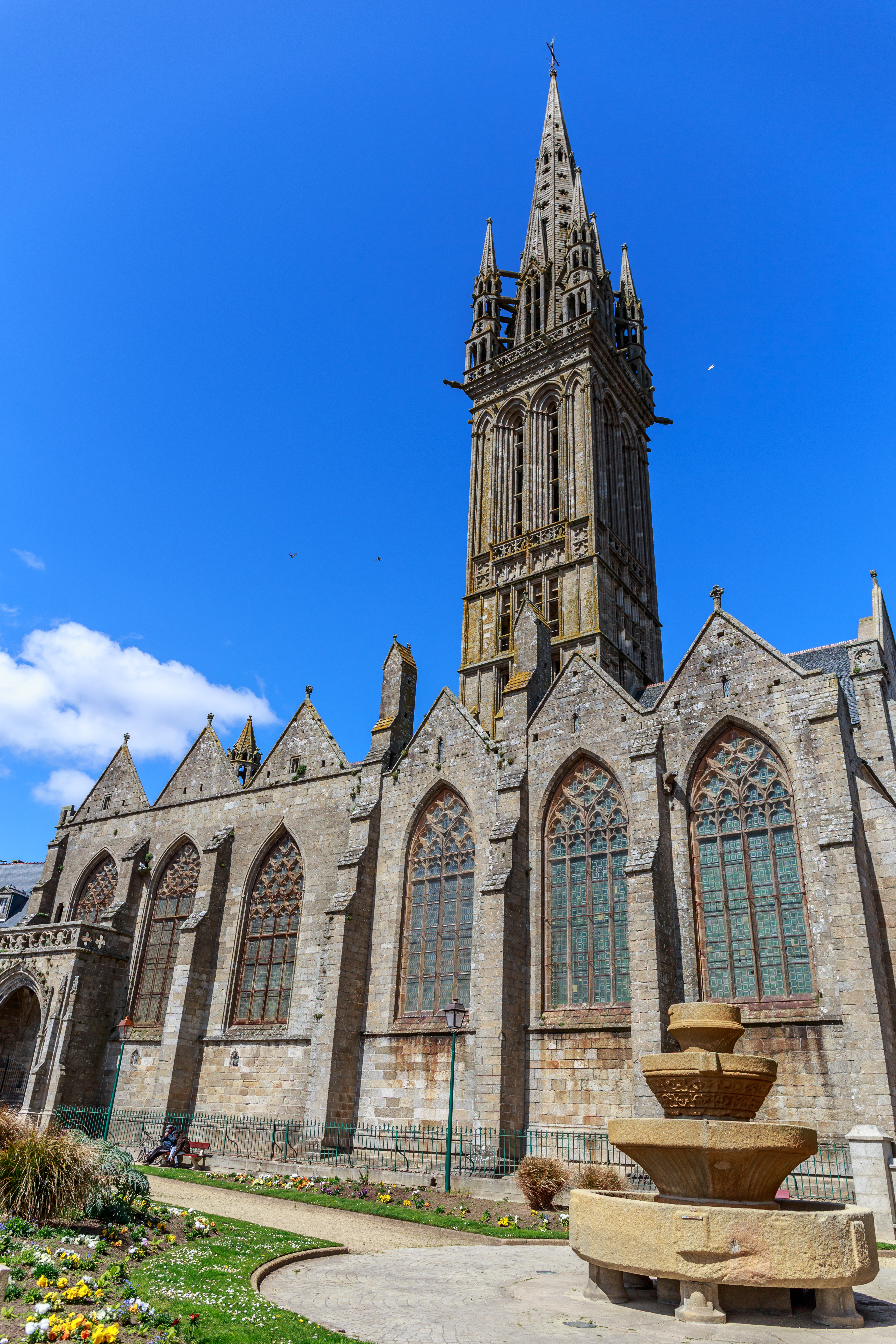
La vasque transférée en 1912 devant le Kreisker par le maire Alain de Guébriant depuis le manoir de Kerliviry en Cléder, propriété de son frère, et complétée d'une quatrième auge en 1945.

### Sauvegarde
Classé monument historique dès 1840 par Prosper Mérimée, le Kreisker, propriété de la ville, a été rénové en 1993 mais vingt cinq ans plus tard, sous l'effet de l'humidité, le bas des murs intérieurs s'effritent sur plusieurs mètres de haut et plusieurs centimètres de profondeur.
Depuis 1997, l'association « Les Amis de la chapelle du Kreisker », 1 rue des Vieilles Ursulines, organise des expositions et veille à l'entretien et à la restauration des édifices religieux de la ville.

## Architecture extérieure

### Dimensions

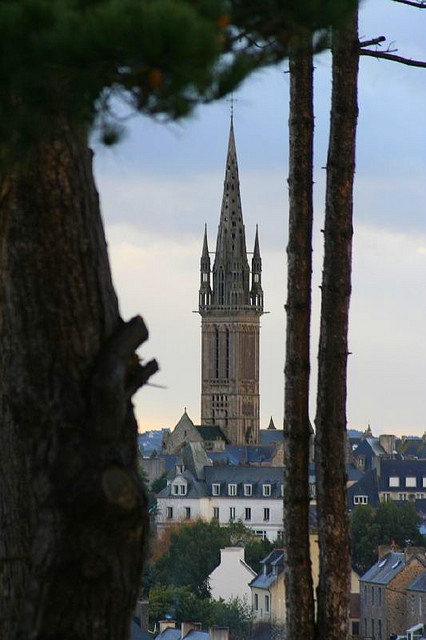
Le clocher et la flèche dominant la ville.

L'édifice mesure trente-six mètres et demi de long et dix-huit mètres et vingt centimètres de large. La hauteur, longtemps sous-évaluée par des mesures indirectes, s'est révélée en 1884 être de soixante-dix-huit mètres.
Les piliers mesurent sous chapiteau huit mètres et demi, le chœur sous clef de voûte, onze, la tour jusqu'à la galerie, quarante mètres et vingt centimètres, la flèche sans la croix, trente-huit, les clochetons, seize. La galerie de la tour mesure huit mètres et soixante quinze centimètres de côté.

Vues extérieures
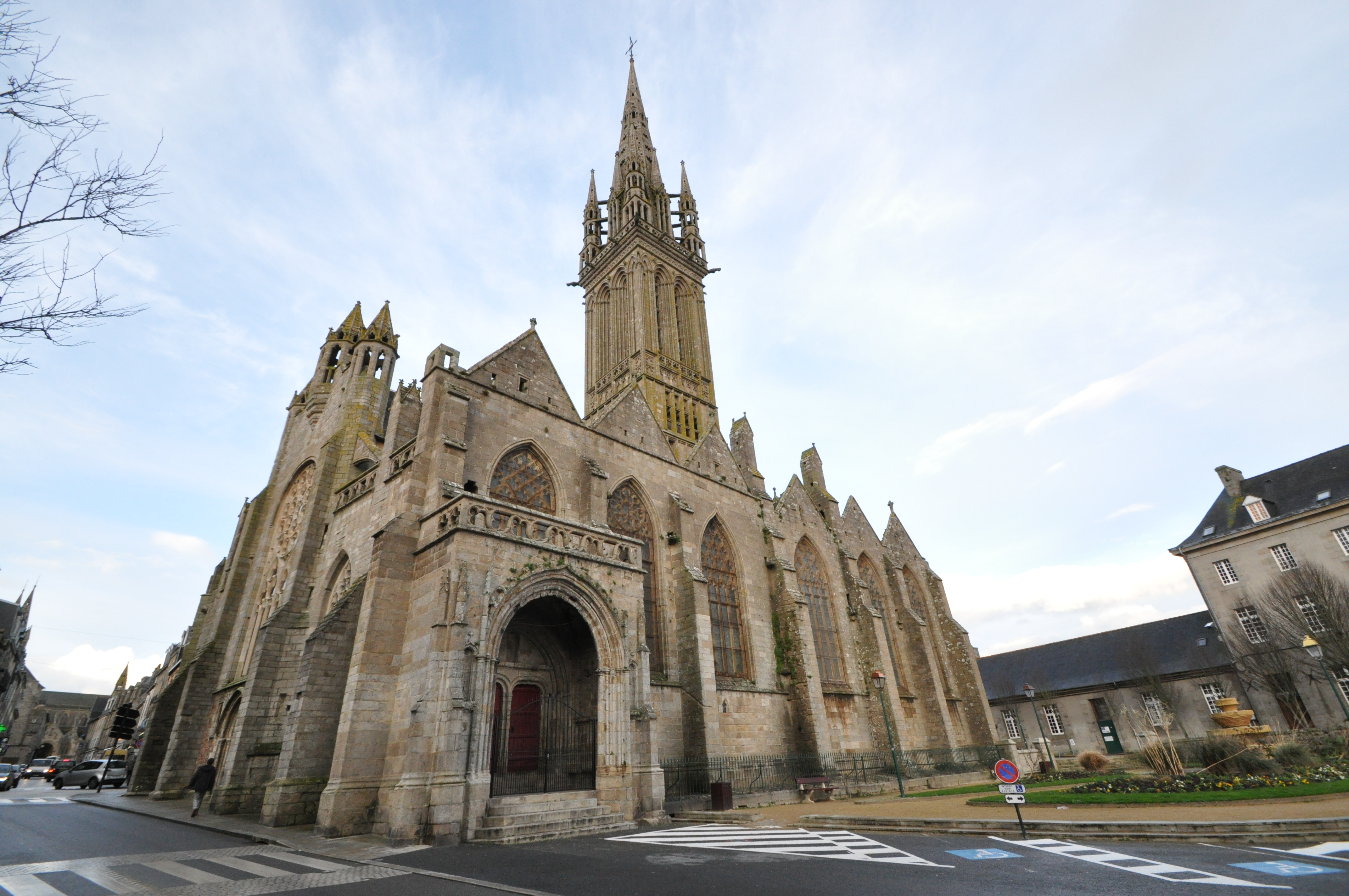
Panoramique pris du sud-ouest.
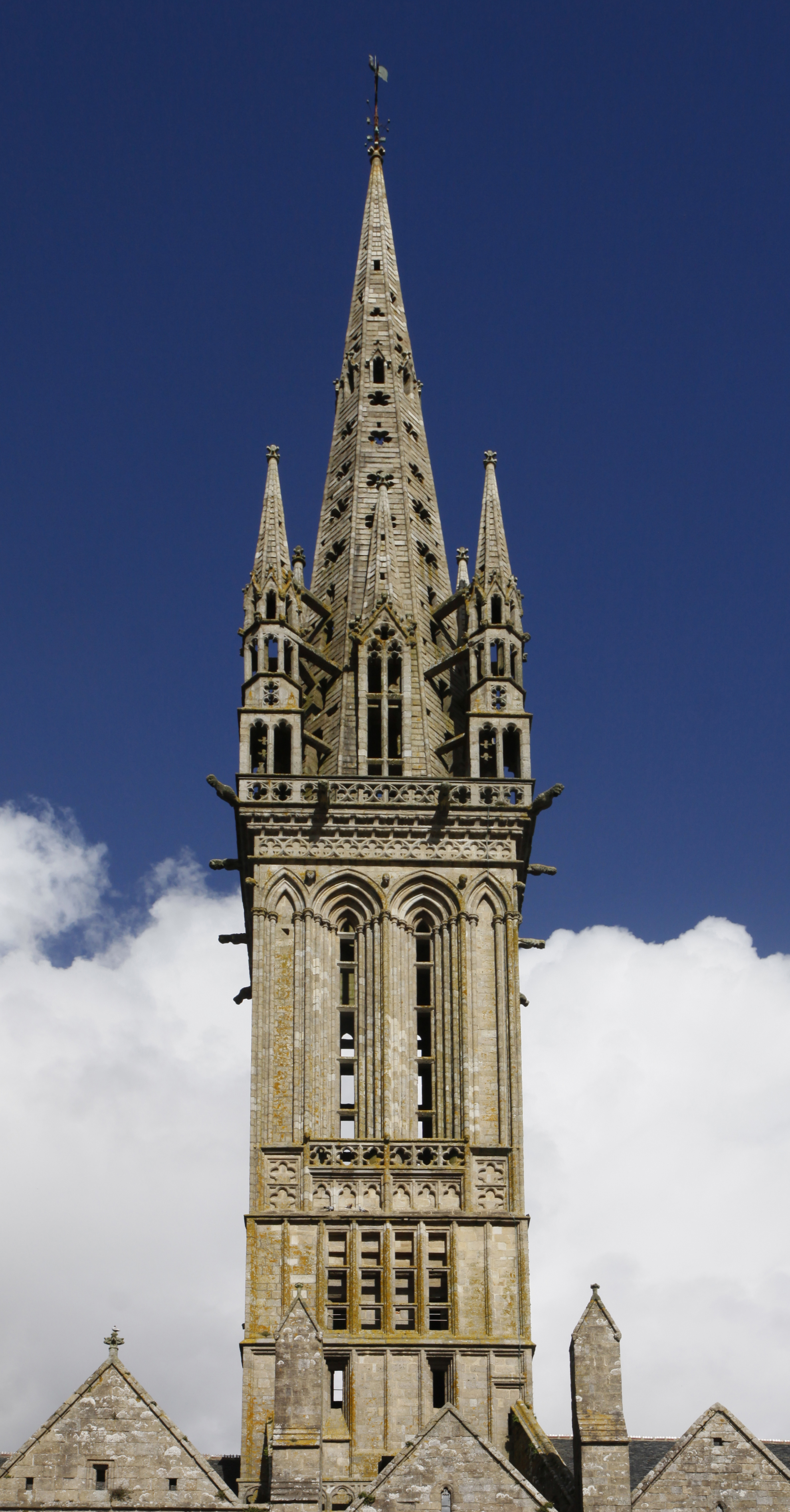
Le clocher.
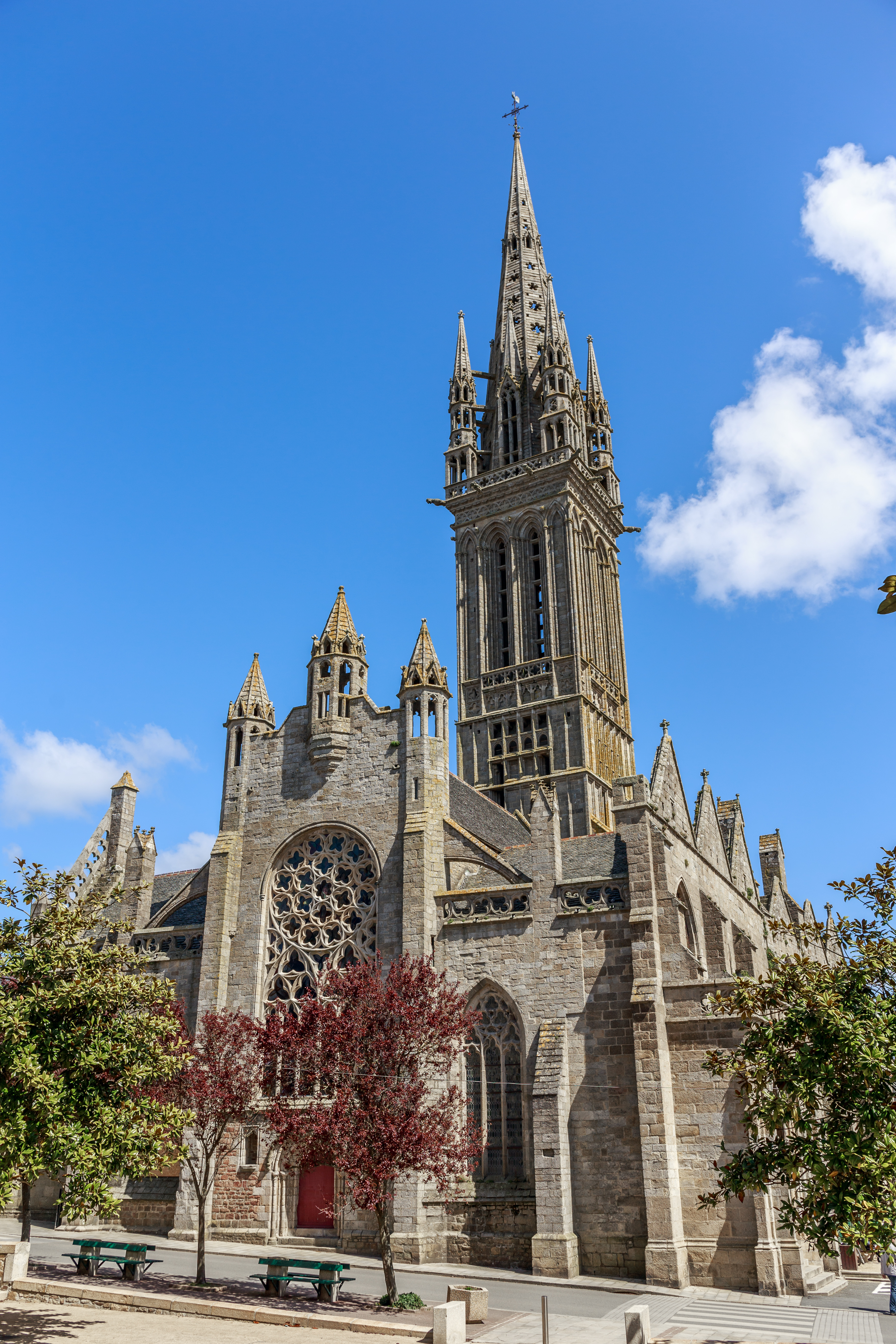
Façade occidentale.
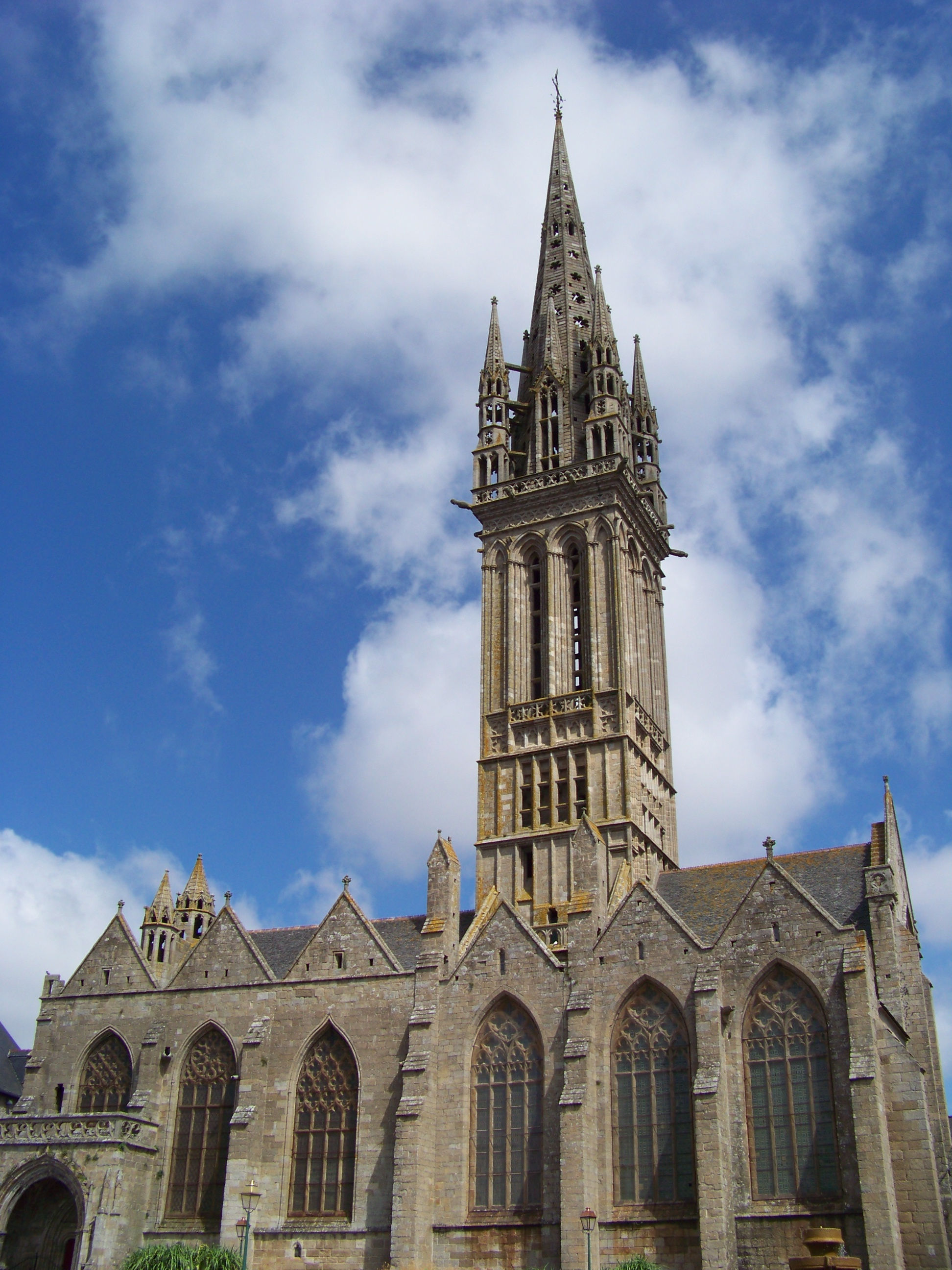
Façade méridionale.
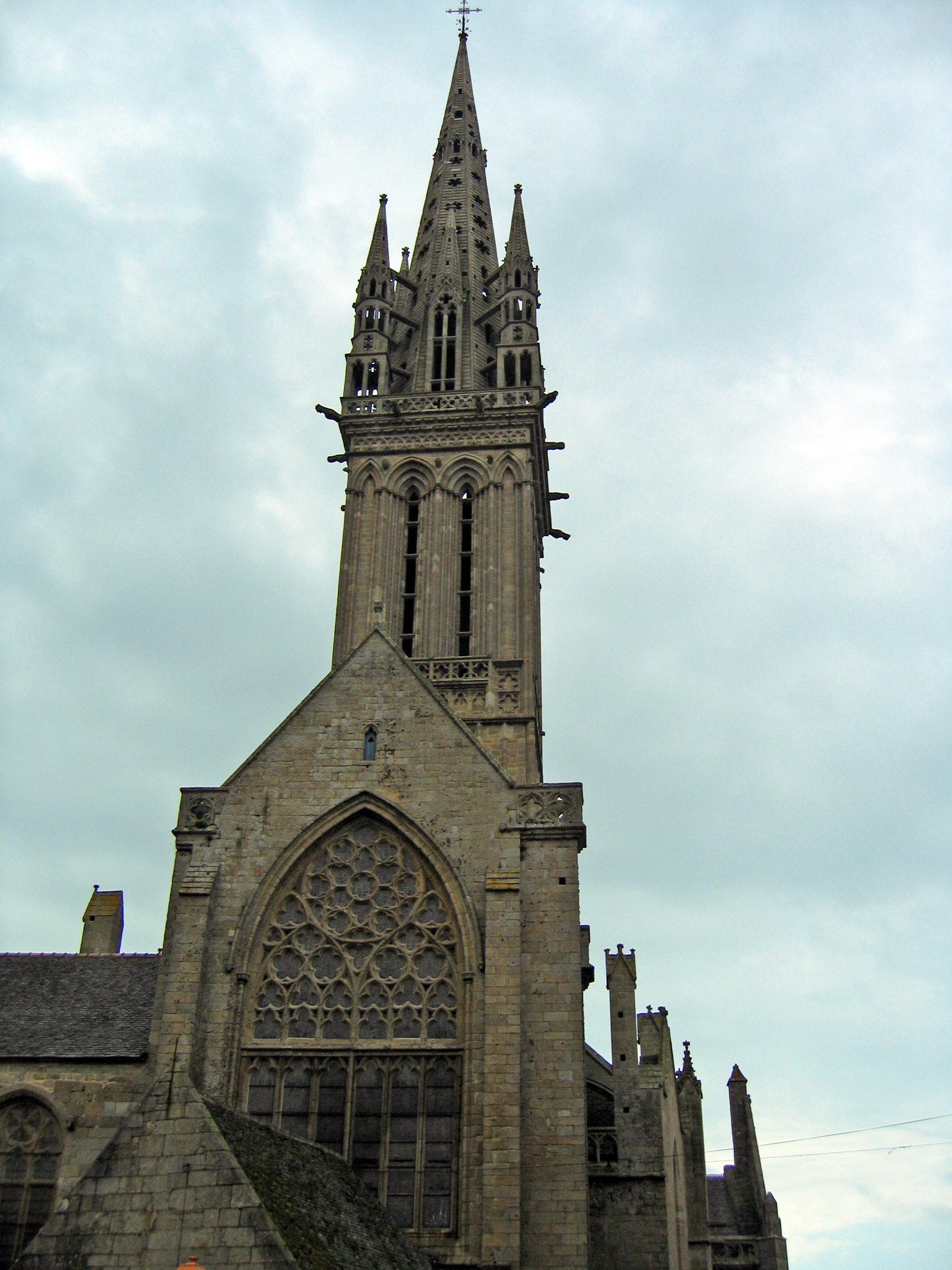
Façade orientale.
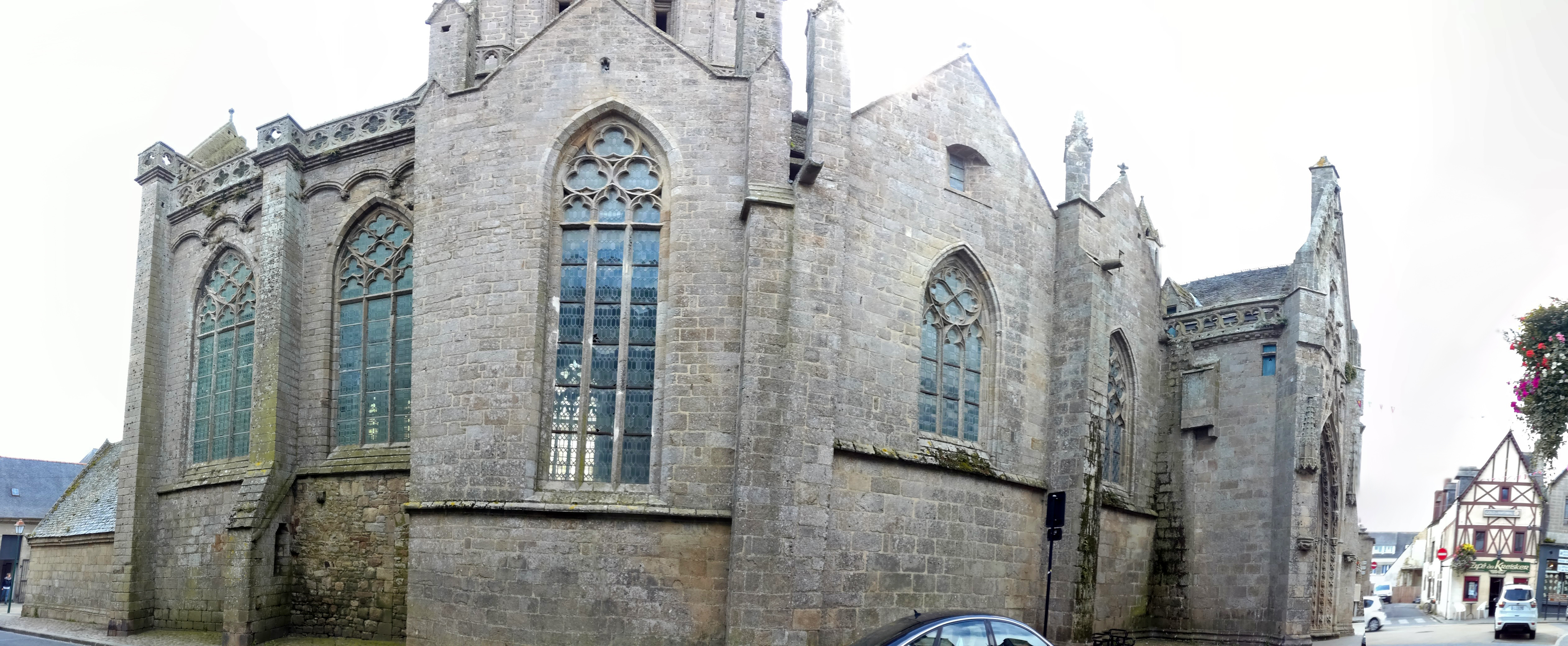
Panoramique de la façade septentrionale.

### Porche septentrional

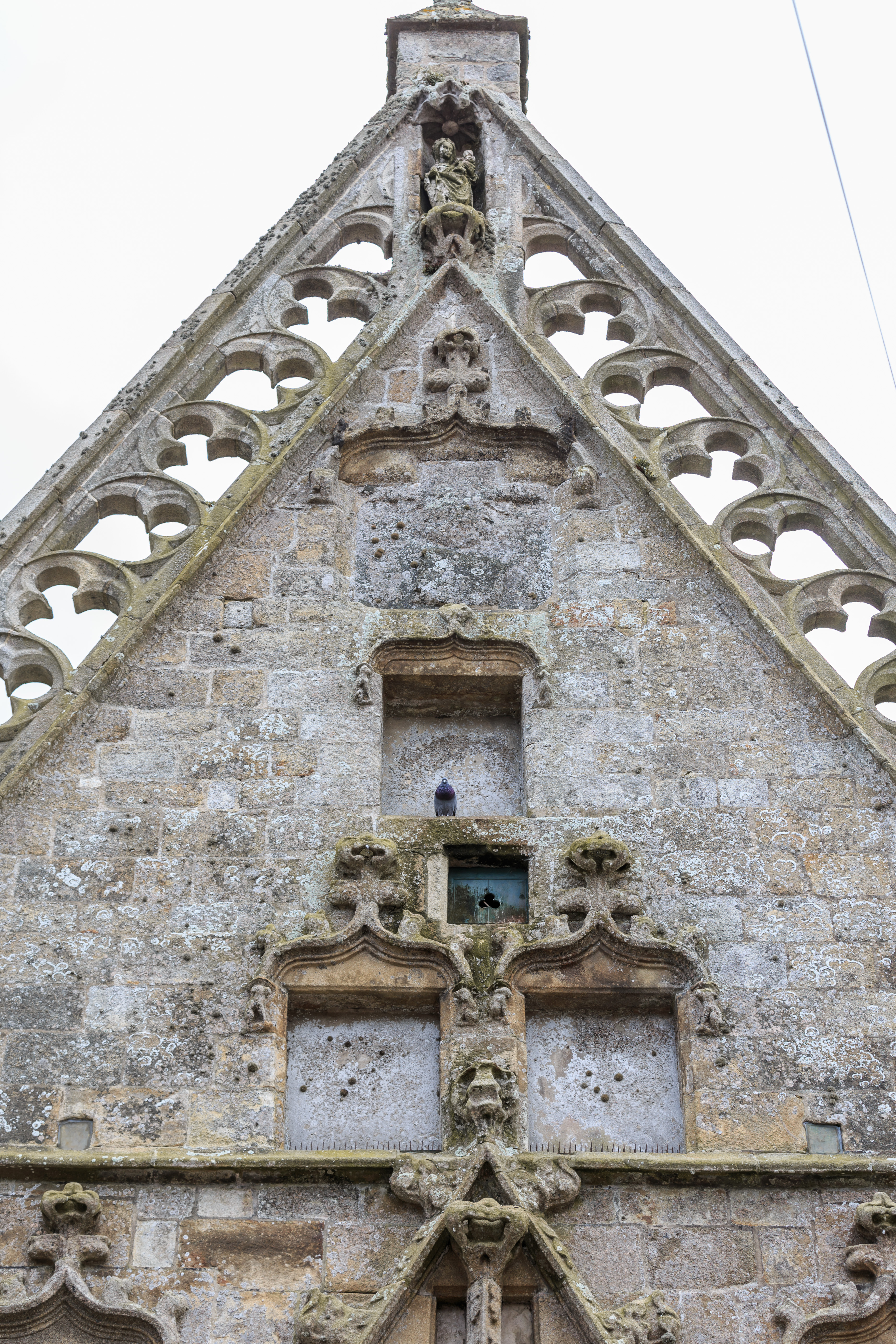
Fronton dominé par la Vierge à l'enfant.

Décors du porche septentrional
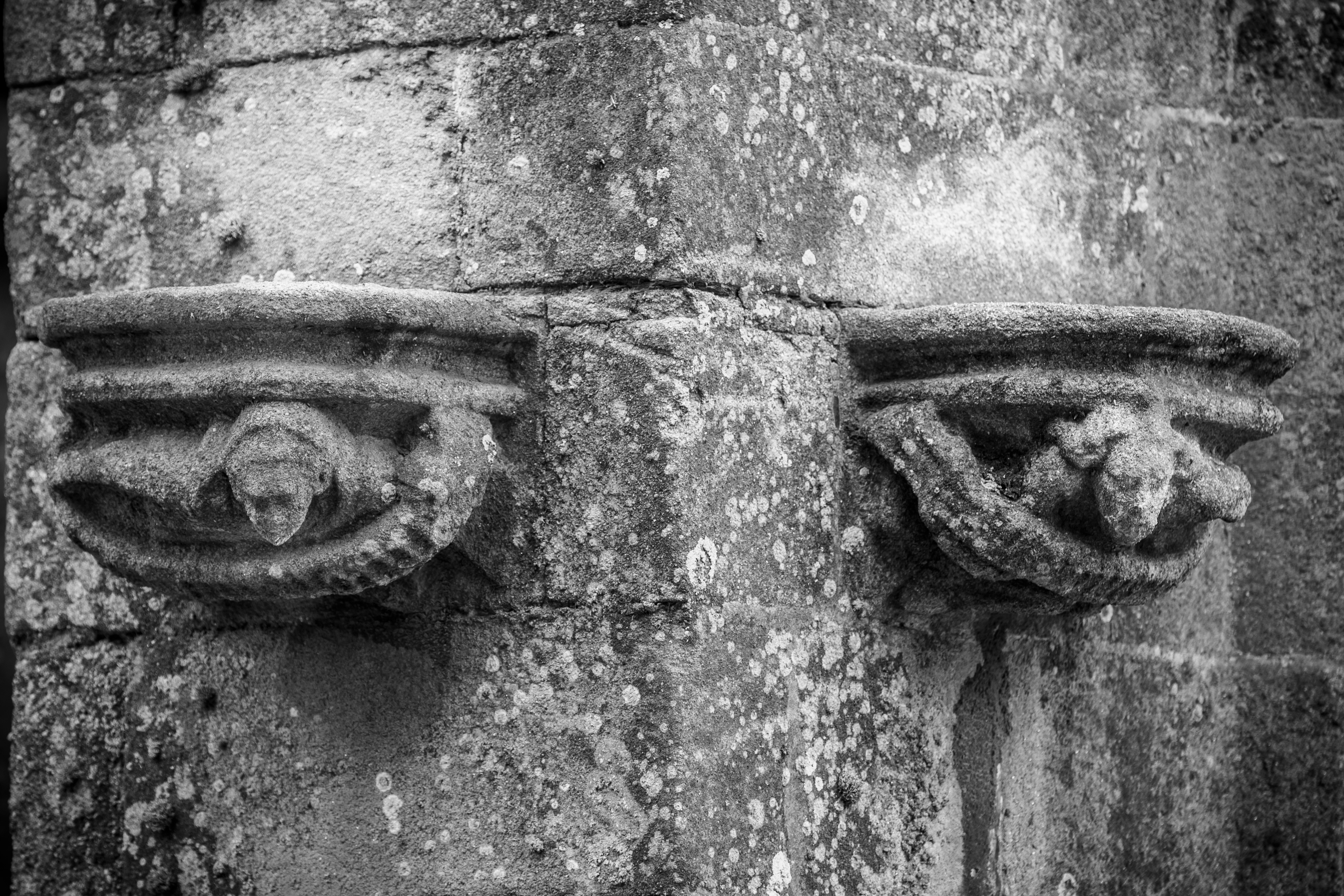
Le clerc et le noble réduits pareillement à l'état de cul-de-lampe.
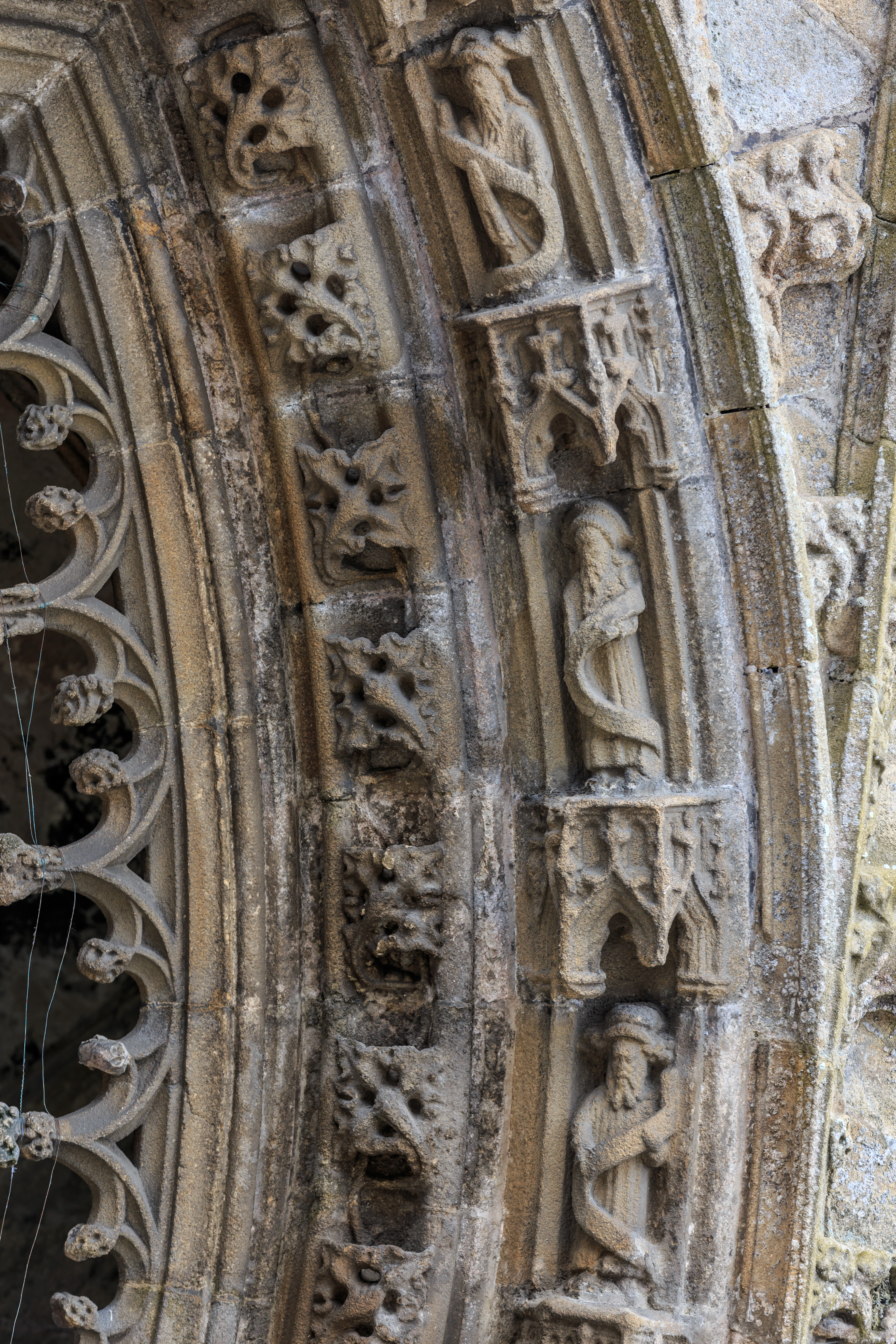
Patriarches aux phylactères (archivolte extérieure).
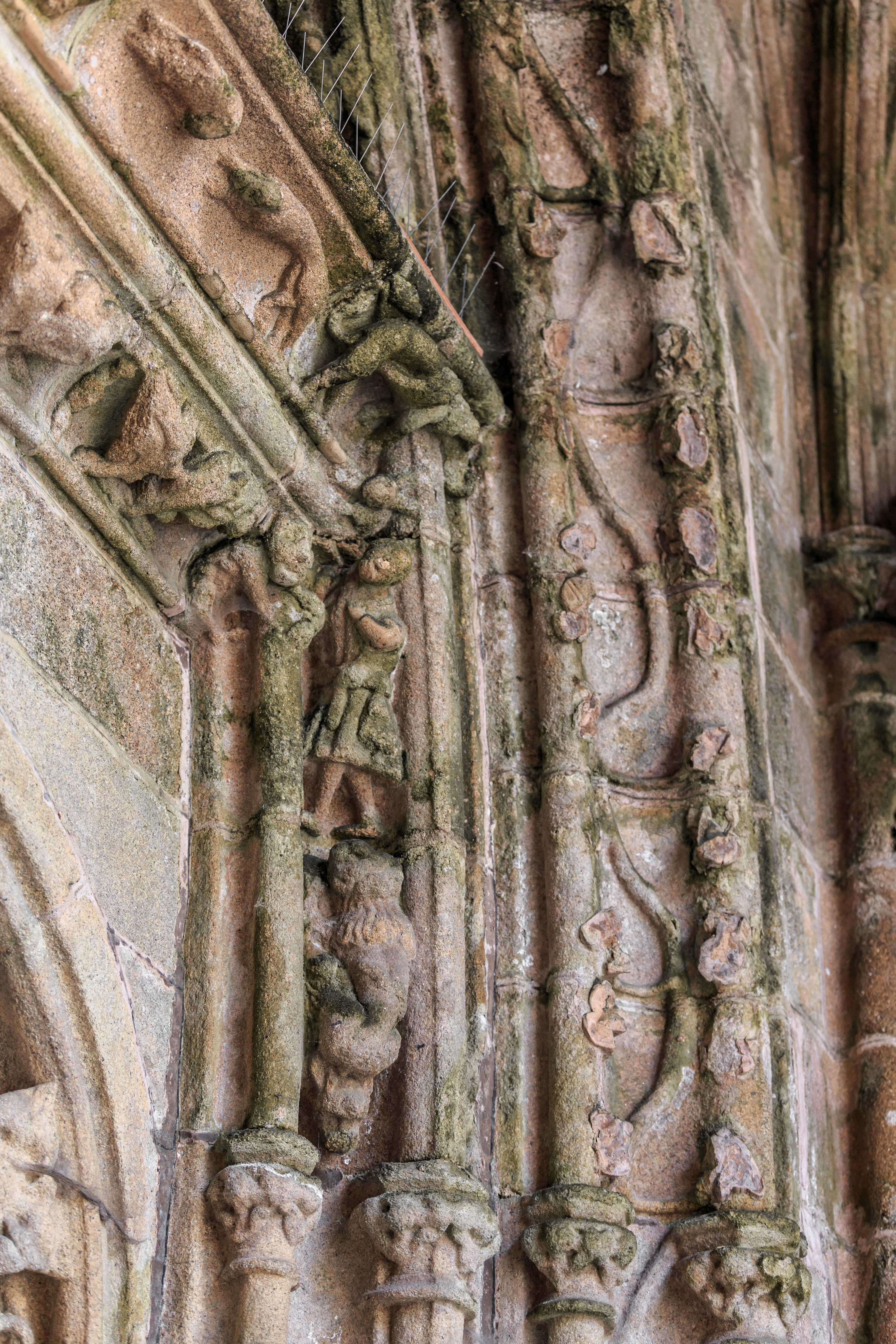
Hauts reliefs de l'archivolte intérieure.
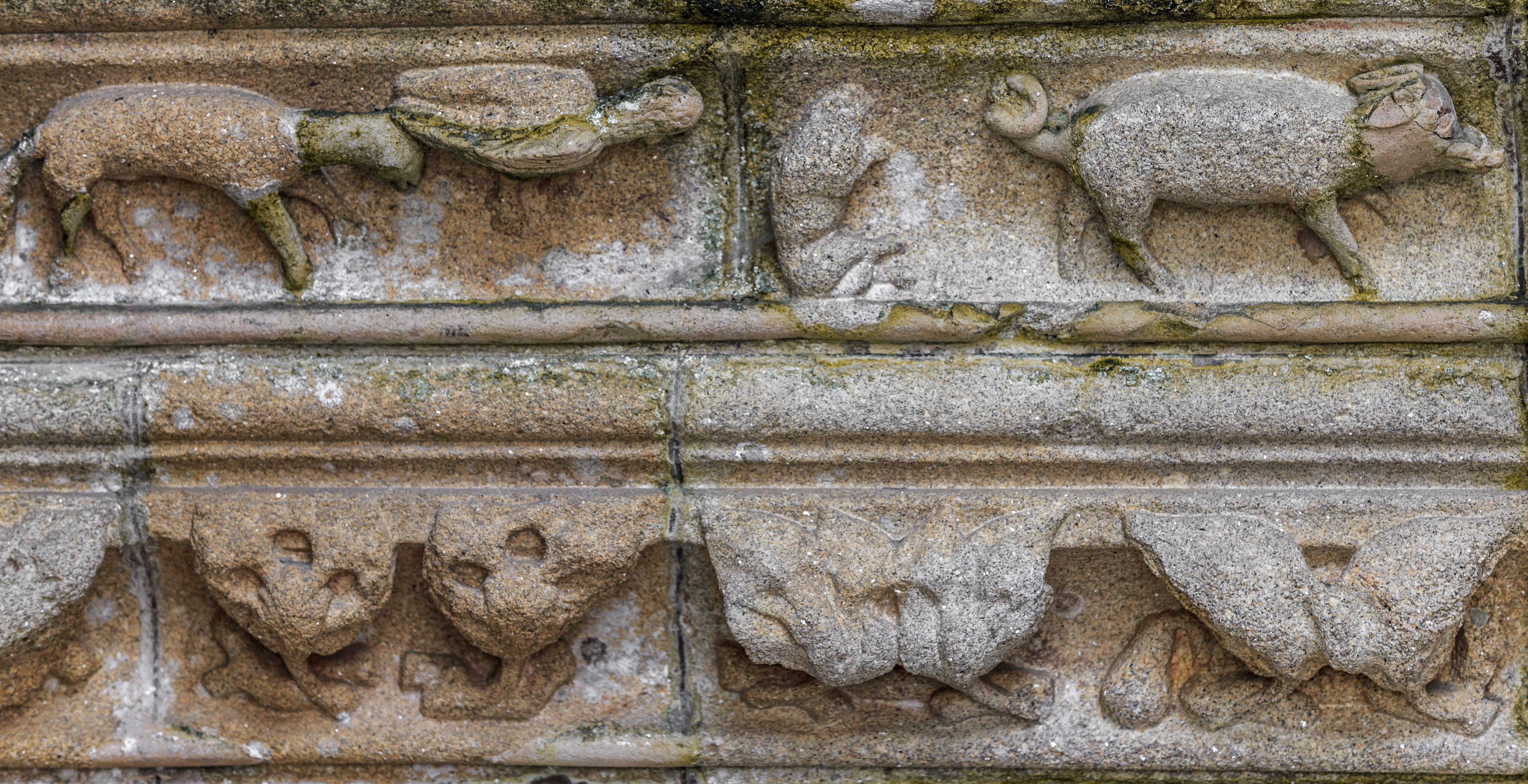
Superposition de frises animalière et végétale au-dessus de la porte gauche.
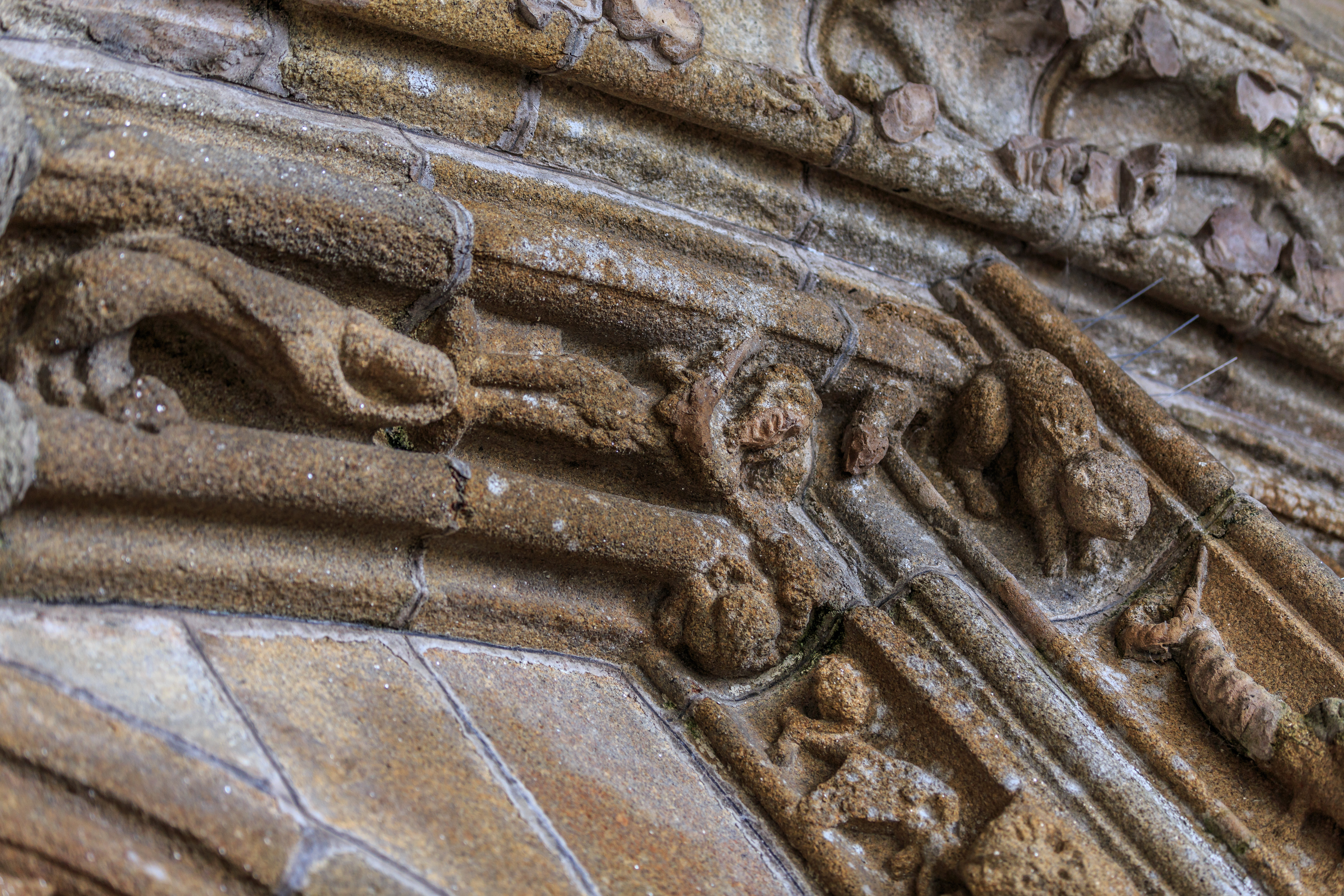
Détails du voussoir.
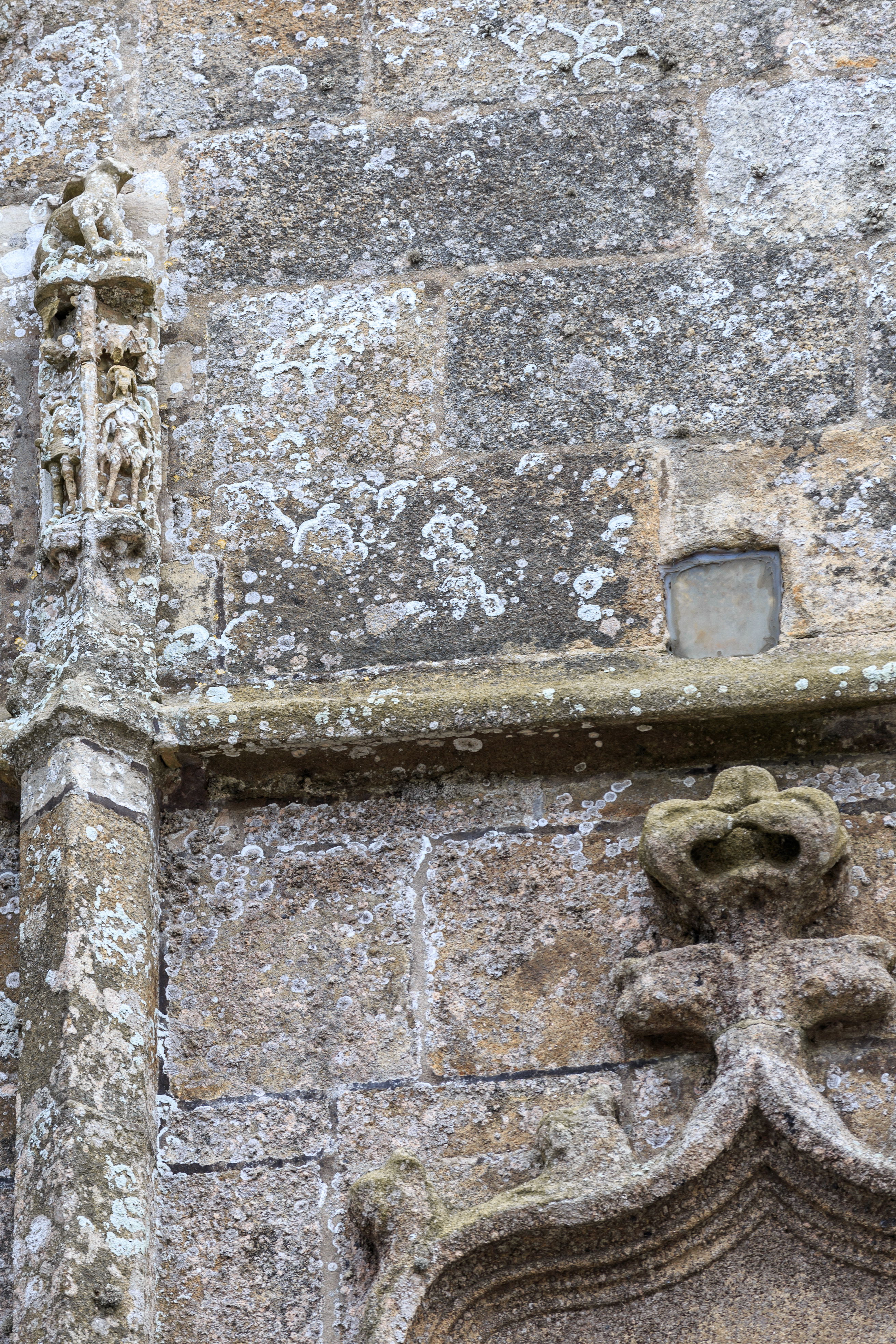
Saint Michel et le Baptiste.
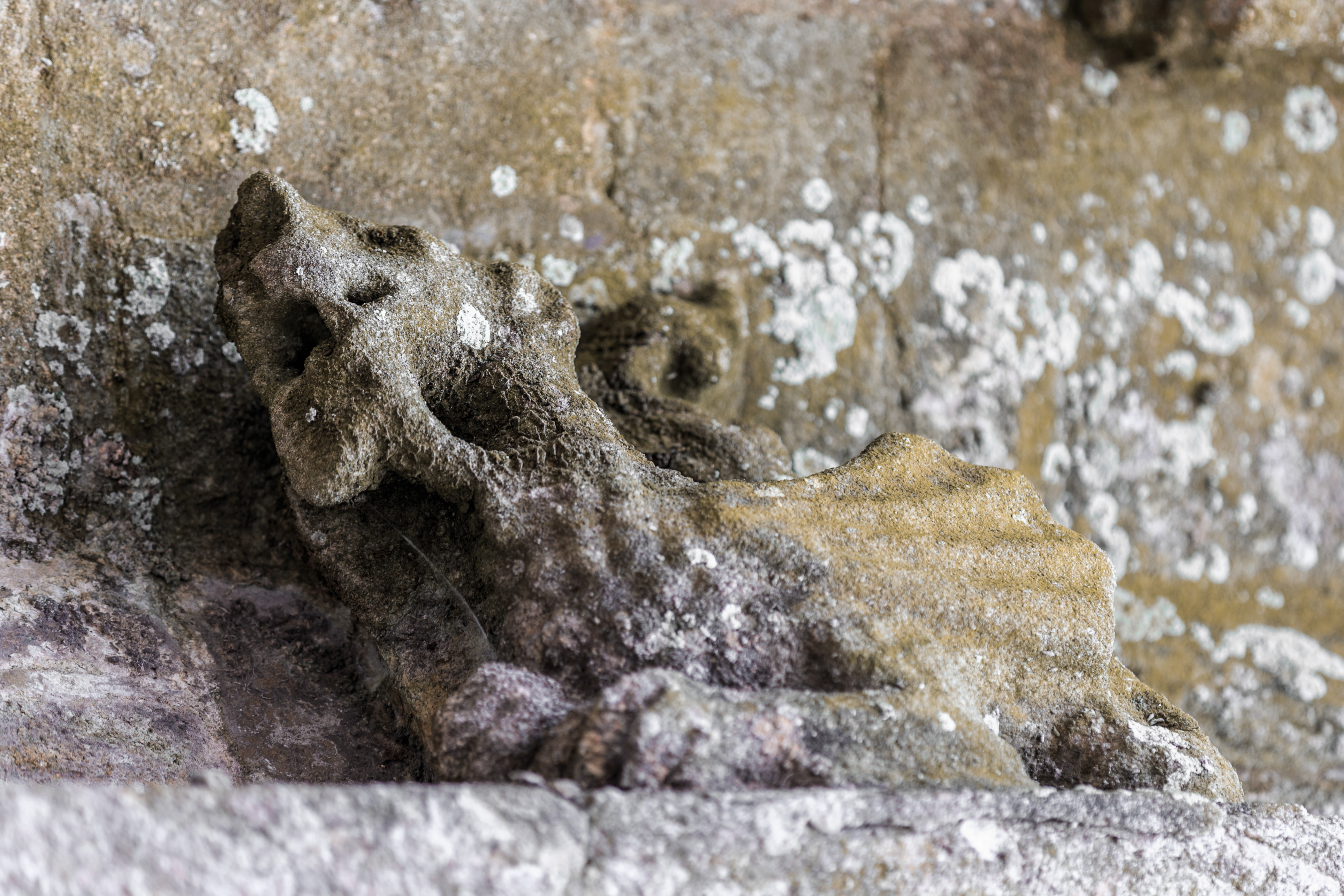
Le dragon apprivoisé par saint Pol.

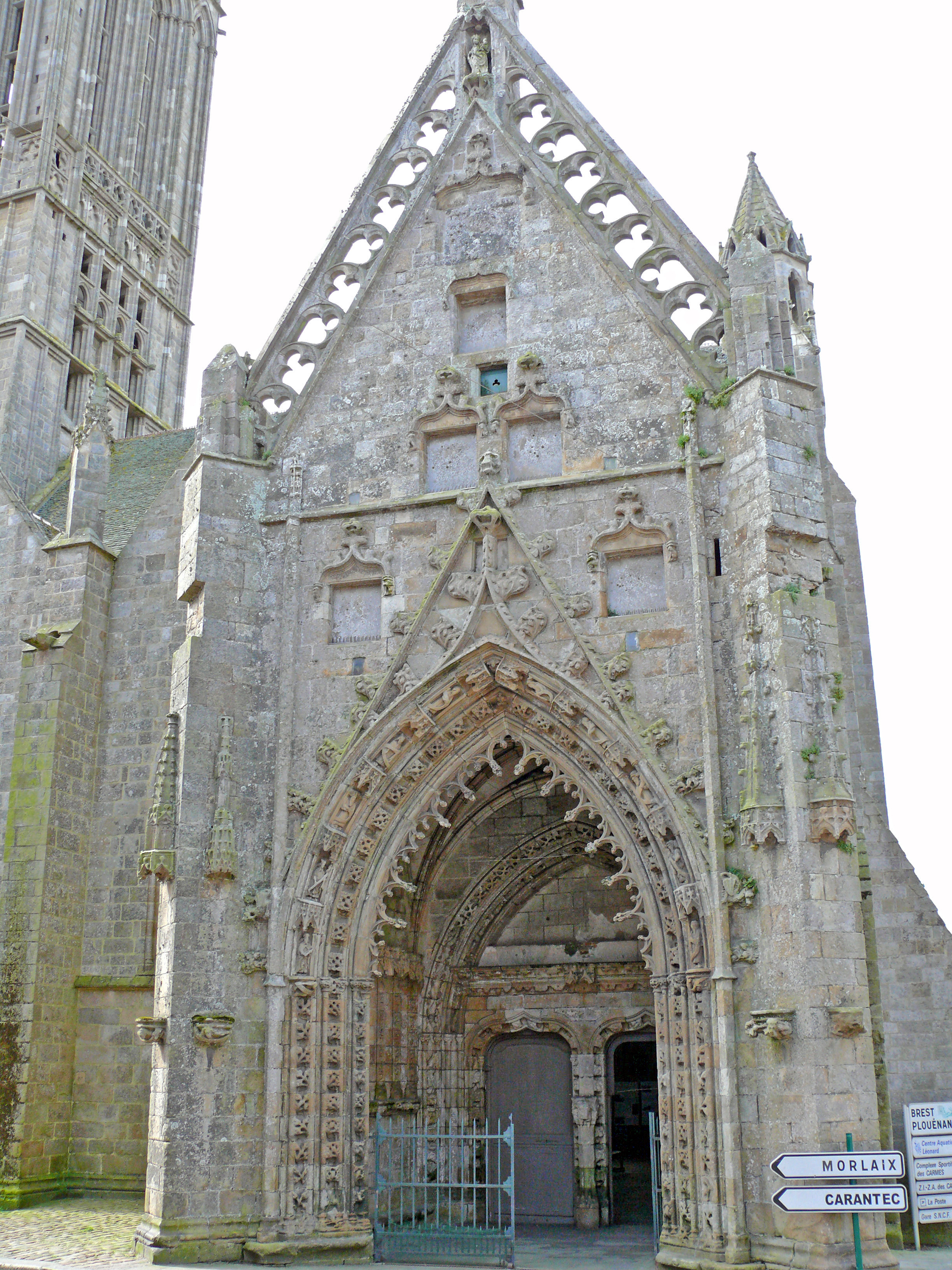
Le porche septentrional à l'angle de l'ancien cardo et de l'antique decumanus.

Avec les panneaux de chêne sculpté du maître autel , œuvre du XVIIe siècle, et le retable de la Visitation, du XVIIe siècle, qui se voient à l'intérieur de l'église, le porche nord est un incontournable.
De style flamboyant, il est beaucoup plus travaillé que le porche sud, contrairement à la tradition de l'époque. Il est surmonté d'un fronton triangulaire où se trouvaient autrefois les armoiries des donateurs, détruites à la Révolution. Tout au sommet se dresse une Vierge à l'Enfant du XVe siècle qui a servi de modèle à celle, plus moderne, se trouvant à l'intérieur de l'église, qui fut un haut lieu marial. Sur l'arcade de l'entrée, dix statuettes de patriarches déploient un parchemin. Les portes sont surmontées de multiples feuillages, de statuettes, de monstres imaginaires et d’animaux domestiques... Le portail septentrional offre donc, malgré les mutilations qu'il a subies, une foule de minutieux détails. Comparables aux sculptures du Folgoët, produites par le même Grand atelier ducal (en), les siennes sont en granit dur et non en Kersanton, ce qui représente un exploit technique. Bien que mutilé, il est l'un des plus beaux de l'art du Moyen Âge breton.

Galerie du porche septentrional
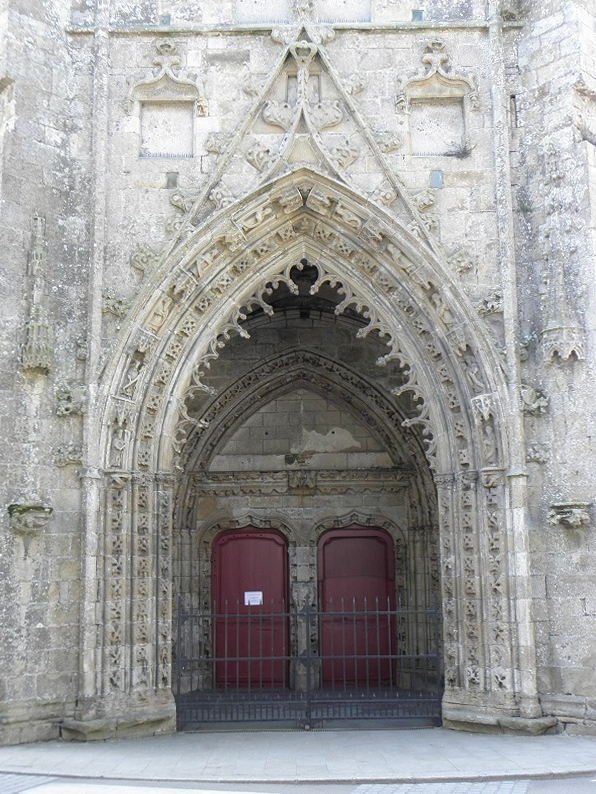
La galerie sous le porche à galbe plein.
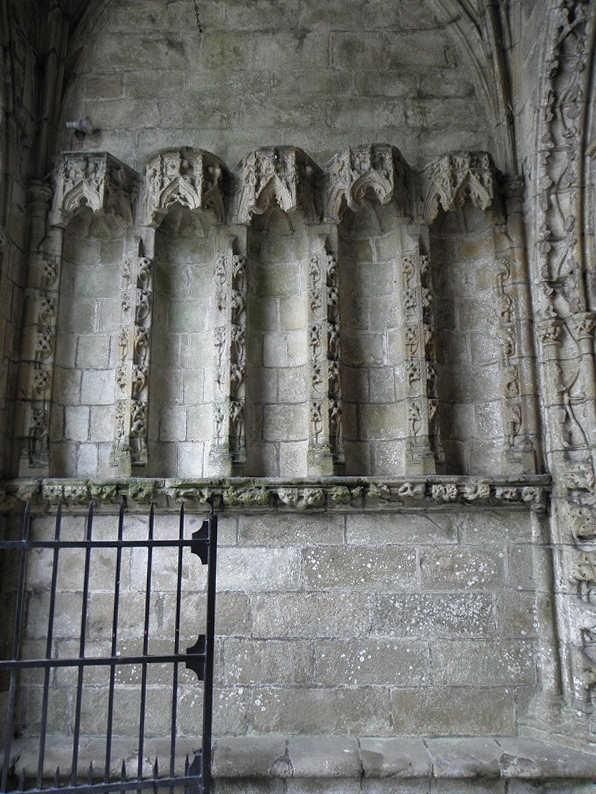
Niches vides de l'ébrasement gauche.
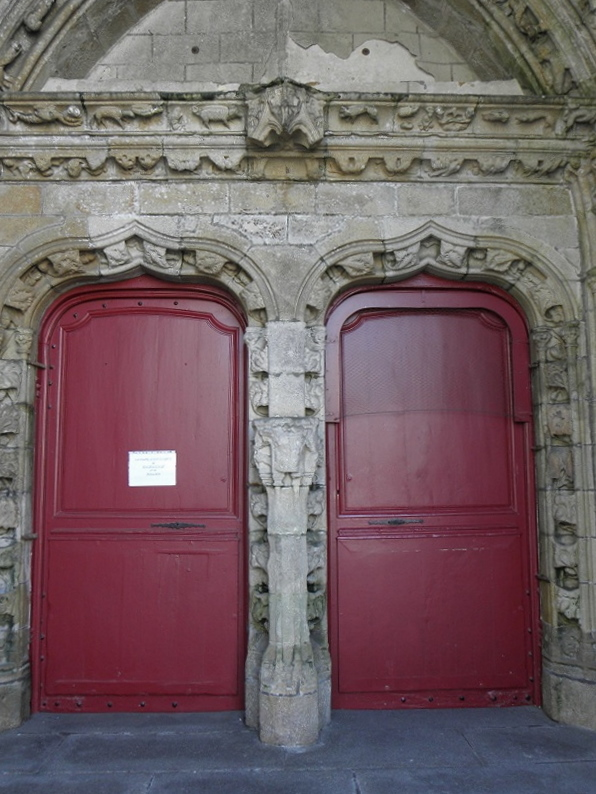
Le portail à trumeau.
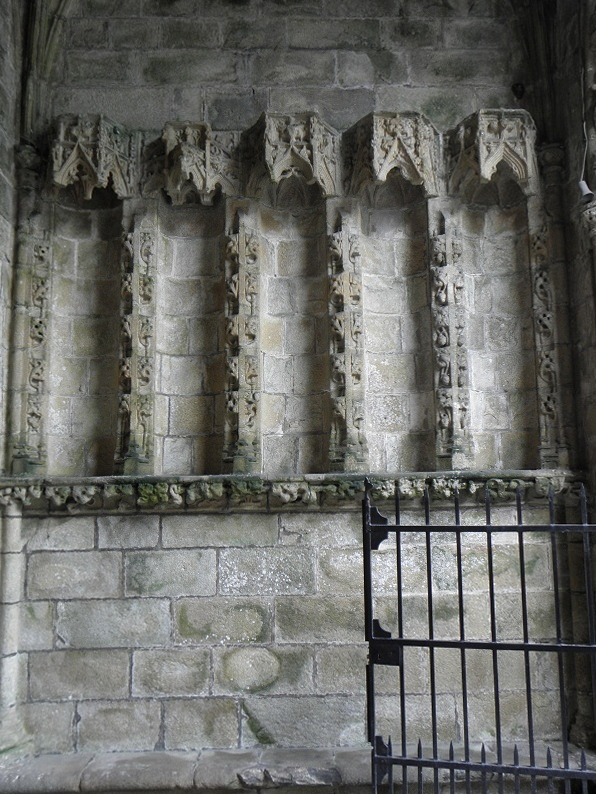
Niches vides de l'ébrasement droit.

### Porche méridional

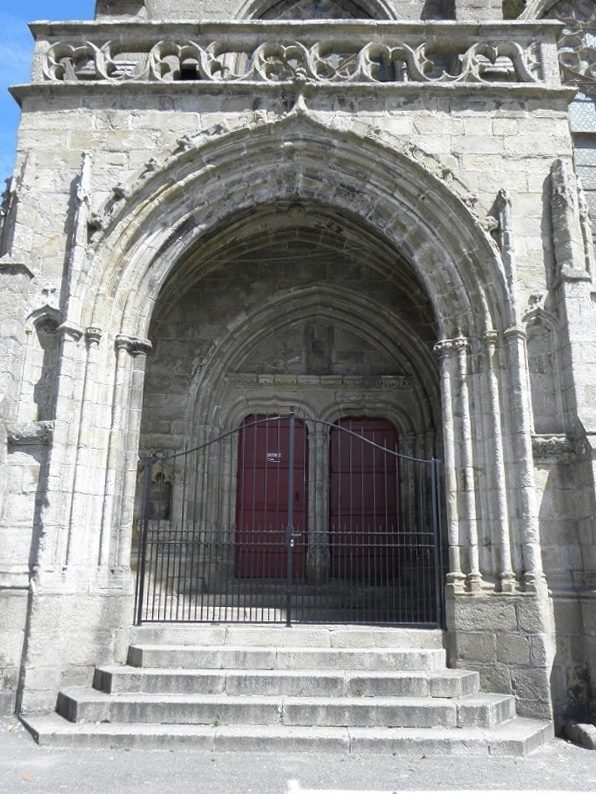
Le porche méridional

Le porche méridional, plus tardif, est moins ouvré mais il ouvre sur une place, aujourd'hui un parking, qui a été dégagée en 1888 des masures qui l'encombrait. Il est surmonté d'un balcon ajouré appelé bénédiction. On y accède par un escalier qui court le long de la façade occidentale.

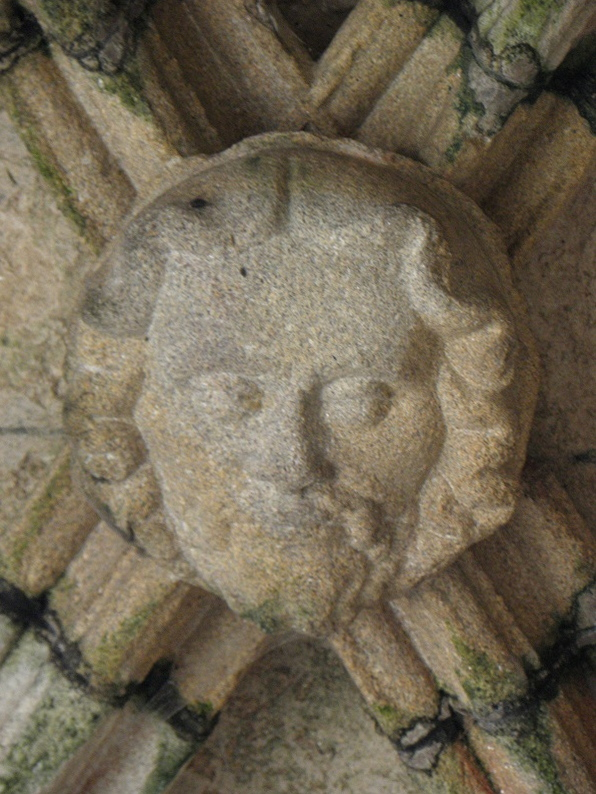
Mascaron décorant la clef de voute du porche.

Construit au XVe siècle, il montre un granit à tourmaline dont le grain très fin est caractéristique du gisement de Sainte-Catherine, écart occidental de la trève de Mespaul, dans le Haut Léon. Son archivolte de plein cintre par-dessus l'arc ogivé préfigure la Renaissance et le style Tudor.

### Façades

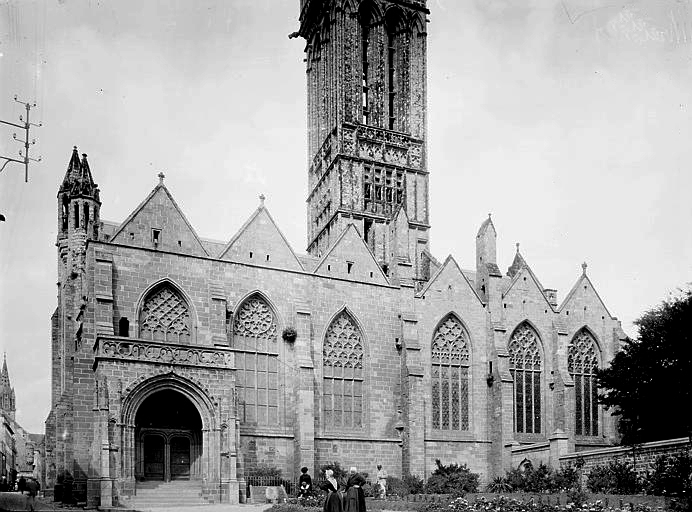
La façade méridionale avant 1912. Les deux dernières travées, à droite de celle du transept, sont alors séparées par un porche bas et un muret récent protégeant le jardin de la sacristie.

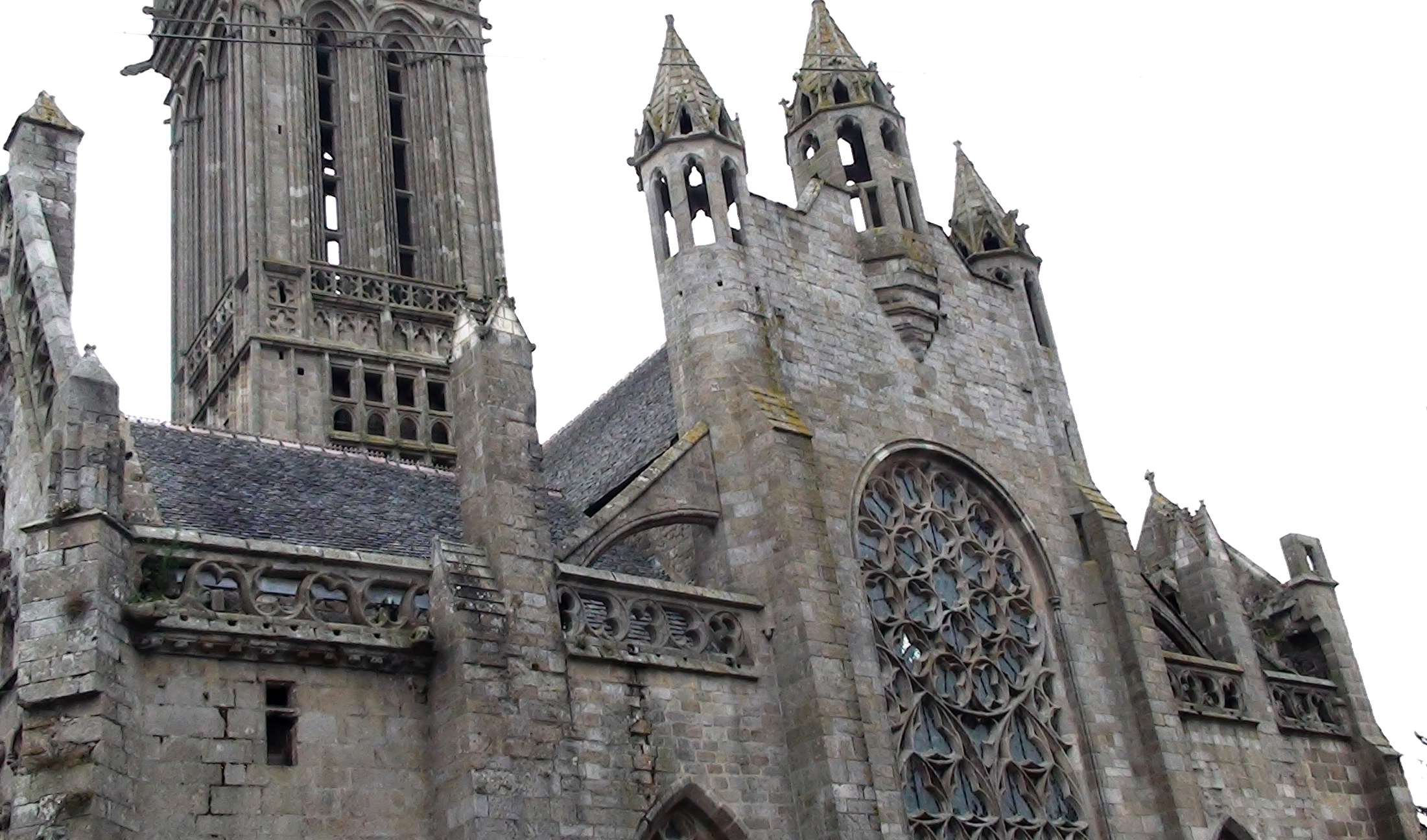
La rosace et ses trois lanternes octogonales au-dessus de ce qui fut, côté ouest, l'entrée principale, quoique plus modeste.

### Chevet

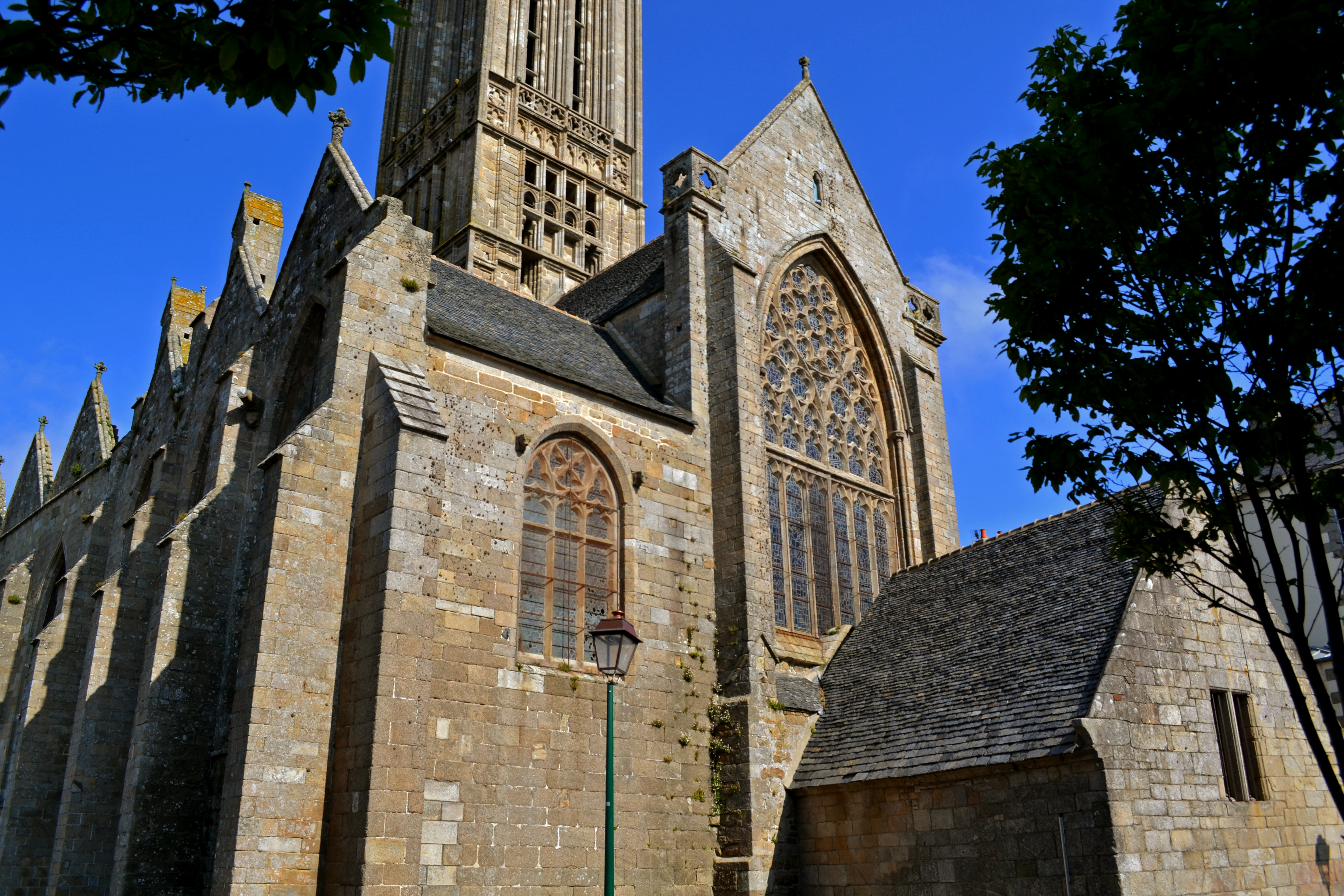
Le chevet à l'orient.

Le tympan de l'abside maitresse, dont on remarque la forme rectangulaire, dessine au-dessus de six hautes baies à meneau deux claires-voies en ogive qui supportent une rosace trilobée, un quintefeuille en son centre.

### Gargouilles
Des douze gargouilles du Kreisker, six, qui avaient disparu, ont été imaginées en 1993 dans un atelier de sculpture du Vannetais, Le Floch-Guéguan.

### Clocher sans cloches
Cette construction domine tout ce qui l'entoure et semble menacer le ciel, qui souvent l'a foudroyée, notamment en 1628, 1680, 1770 et 1816. Elle superpose au-dessus du sol de la croisée du transept quatre constructions successives, les piliers du XIIIe siècle, la tour reconstruite au milieu du XIVe siècle, le beffroi proprement dit élevé à la fin XIVe siècle, la flèche du XVe siècle. Son style est influencé par celui des grandes cathédrales normandes de Lisieux et de Coutances.
Le clocher repose tout entier sur quatre massifs piliers de trois mètres vingt de côté situés à l'intérieur de la chapelle, desquels s'élancent quatre ogives en lancette, composés d'une grande quantité de colonnettes fasciculées. La première partie de la tour est ajourée sur tous ses côtés d'ouvertures rectangulaires. Juste au-dessus de celles-ci se situent des moulures fractionnées et compartimentées dans des cadres rectangulaires qui renforcent son aspect élancé et le sentiment de légèreté. Puis viennent de fines ouvertures fendant la tour sur toute sa longueur, plus de quatre-vingt-dix, elles-mêmes encadrées de longues arcades et de deux ogives par face.

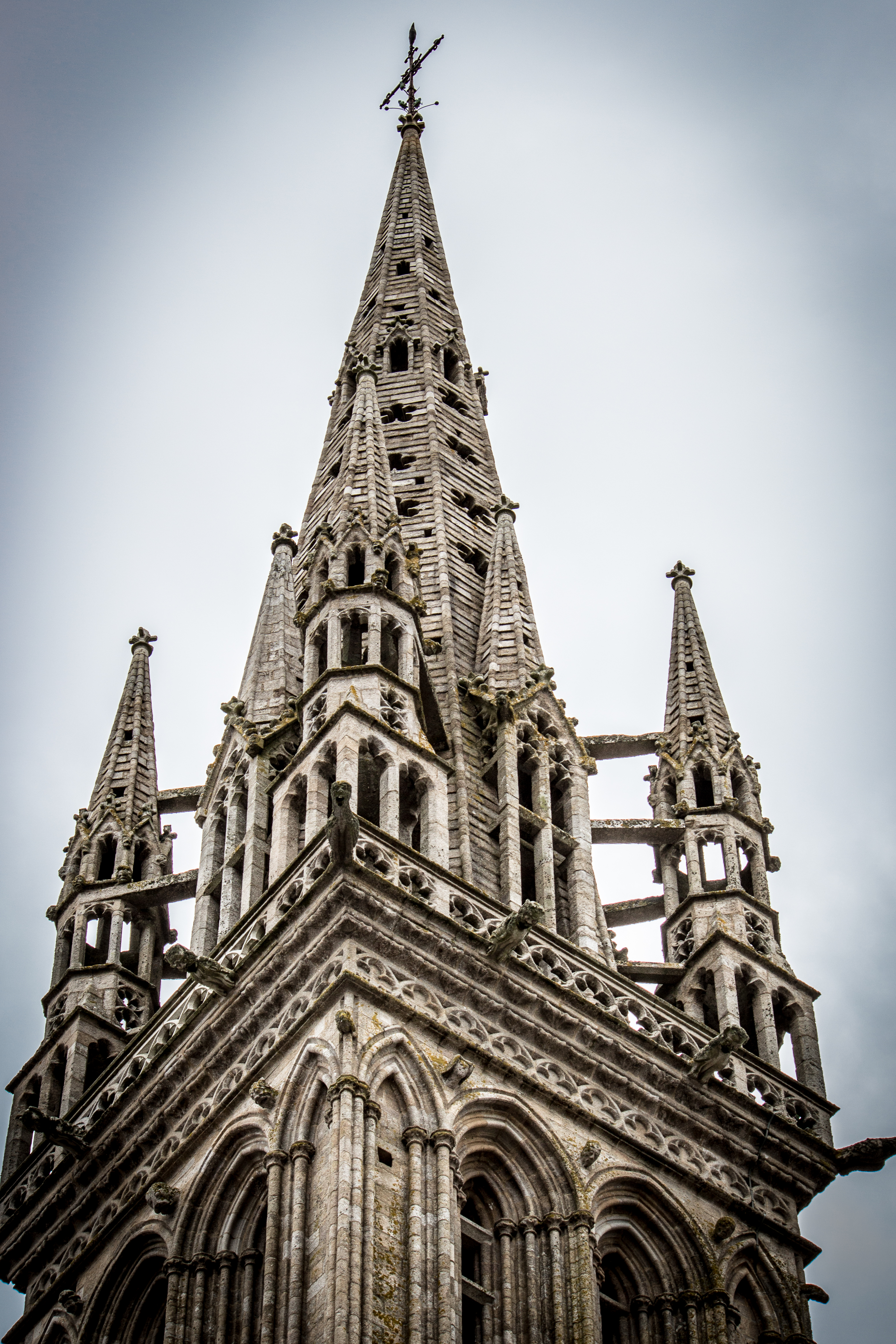
La flèche, ses rosaces et ses clochetons.

La plateforme surplombante supporte la flèche de plan octogonal de trente-deux mètres ainsi que les quatre clochetons de seize mètres, reliés par une balustrade sculptée et ajourée. Les clochetons à trois niveaux d'arches sont partiellement suspendus dans le vide et reliés à la flèche par des arcs-boutants de granit. Ils datent probablement du XIIIe siècle. Les chapiteaux de ces colonnettes se composent en effet de développements en végétaux en forme de crosses, de feuilles d'eau imitées de l'antique et de feuilles de lierre.
Comme le soulignait Vauban, cela confère à l'édifice entier un certain équilibre et démontre aussi une certaine audace architecturale du fait du paradoxe entre la légèreté apparente des piliers avec le poids et la hauteur de la tour qu'ils soutiennent. « On a peine, écrit Pol de Courcy, lorsque l'on compare la légèreté des piliers avec la hauteur du clocher qu'ils supportent, à comprendre qu'il puisse reposer sur des fondements aussi faibles en apparence. ».
La corniche, aux quatre côtés prolongés par quatre gargouilles, est également parcourue au-dessous et sur tout son pourtour par une bande de "trilobes" qui ajourent de tous côtés la flèche principale et font d'elle une sorte de dentelle de pierre. Il faut aussi noter que la flèche comporte quatre lucarnes sur ses faces Nord, Est, Sud et Ouest d'une hauteur similaire à celle des clochetons.

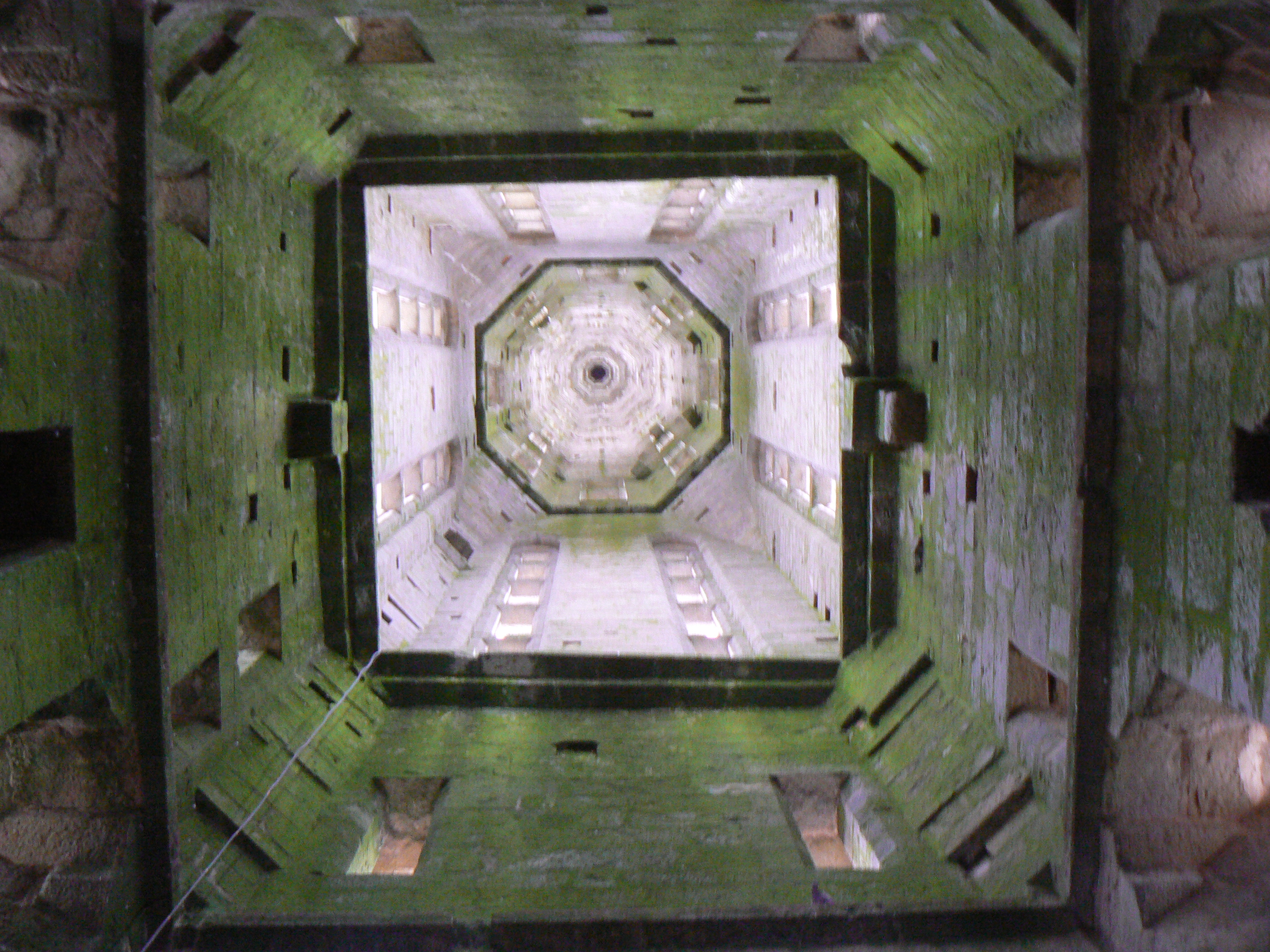
La flèche en granit vue de l'intérieur. Coiffant le clocher, c'est un appareil octogonal percé de quatre vingt rosaces.

Une autre particularité du Kreisker est sans doute la prudence dont a fait preuve l'architecte avec l'étroit escalier de cent soixante neuf marches menant au clocher. En effet, celui-ci est réparti à tour de rôle dans chacun des massifs d'angle afin d'éviter de fragiliser un des angles de l'édifice. Les jours de temps clair, le panorama porte depuis la pointe de Primel, qui ferme la baie de Morlaix, jusqu'au monts d'Arrée. La rumeur assure qu'on aperçoit, du haut du belvédère, le quart des clochers du diocèse, soit trois cent cinquante.
La tour est aujourd'hui muette mais elle a bel et bien abrité plusieurs cloches : il y avait Marie, fondue en 1676, le Grand et le Petit Gabriel, le Jean'... Les cordes qui les faisaient sonner étaient tressées à la Madeleine. La dimension de la cloche la plus grande est clairement indiquée par l'ouverture d'une porte qui en a épousé la forme.

## Architecture et aménagement intérieurs

### Plan désaxé

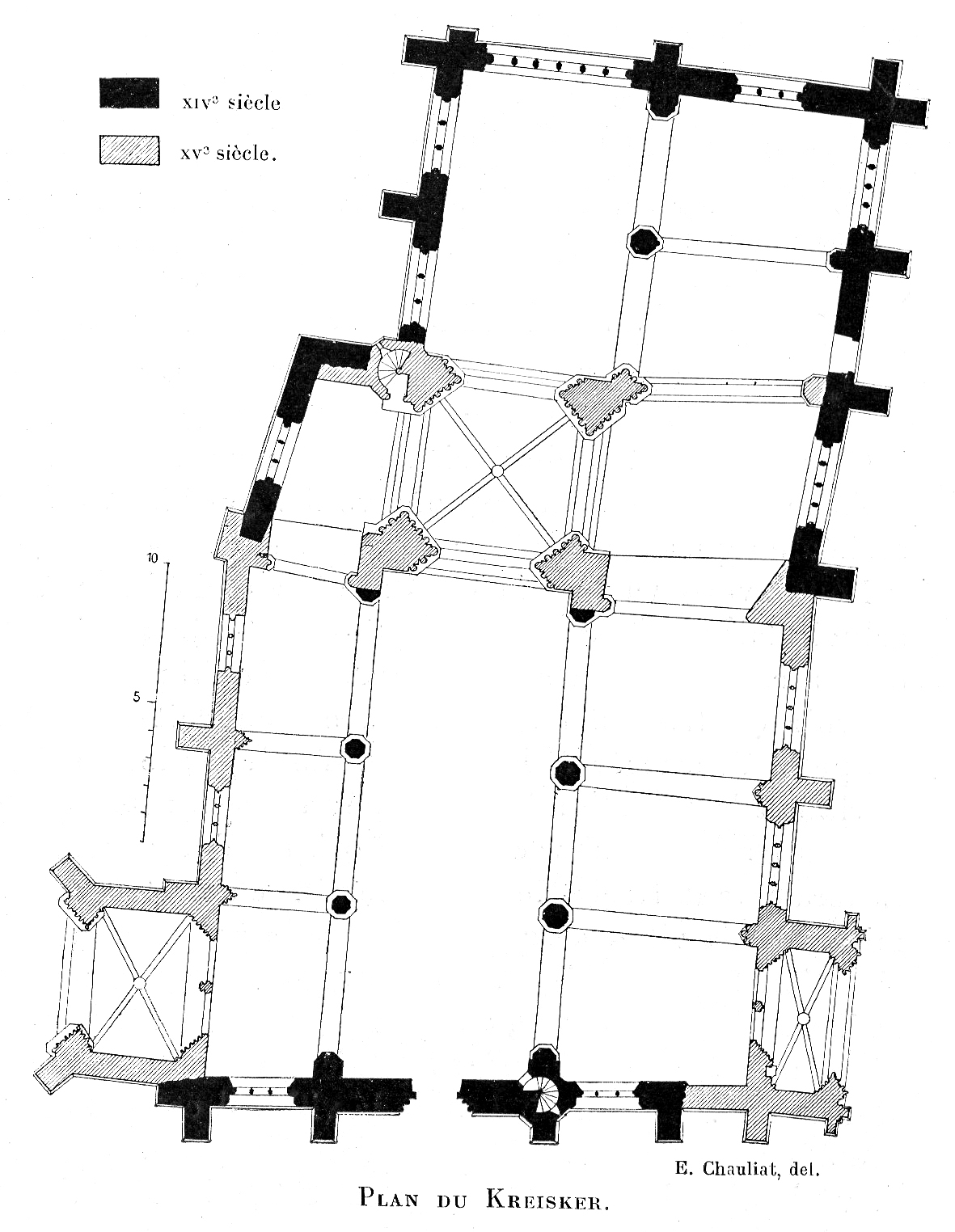
Plan en basilique. Le transept est fondu dans les bas-côtés.

Le désaxement du chœur vers le sud par rapport à la nef s'explique en partie par le peu d'espace au nord suivant le tracé très ancien de la rue Verderel. Ces anomalies d'alignement, plus marquées encore que celles de Notre-Dame du Cap Lihou à Granville, ont été interprétées comme un symbole imitant l’inclinaison de la tête du Christ sur la croix (l'axe s'incline à droite vers le sommet) comme c'est le cas dans la cathédrale de Quimper en référence au verset de l'Évangile : Et inclinato capite, tradidit spiritum.

### Nef de trois travées

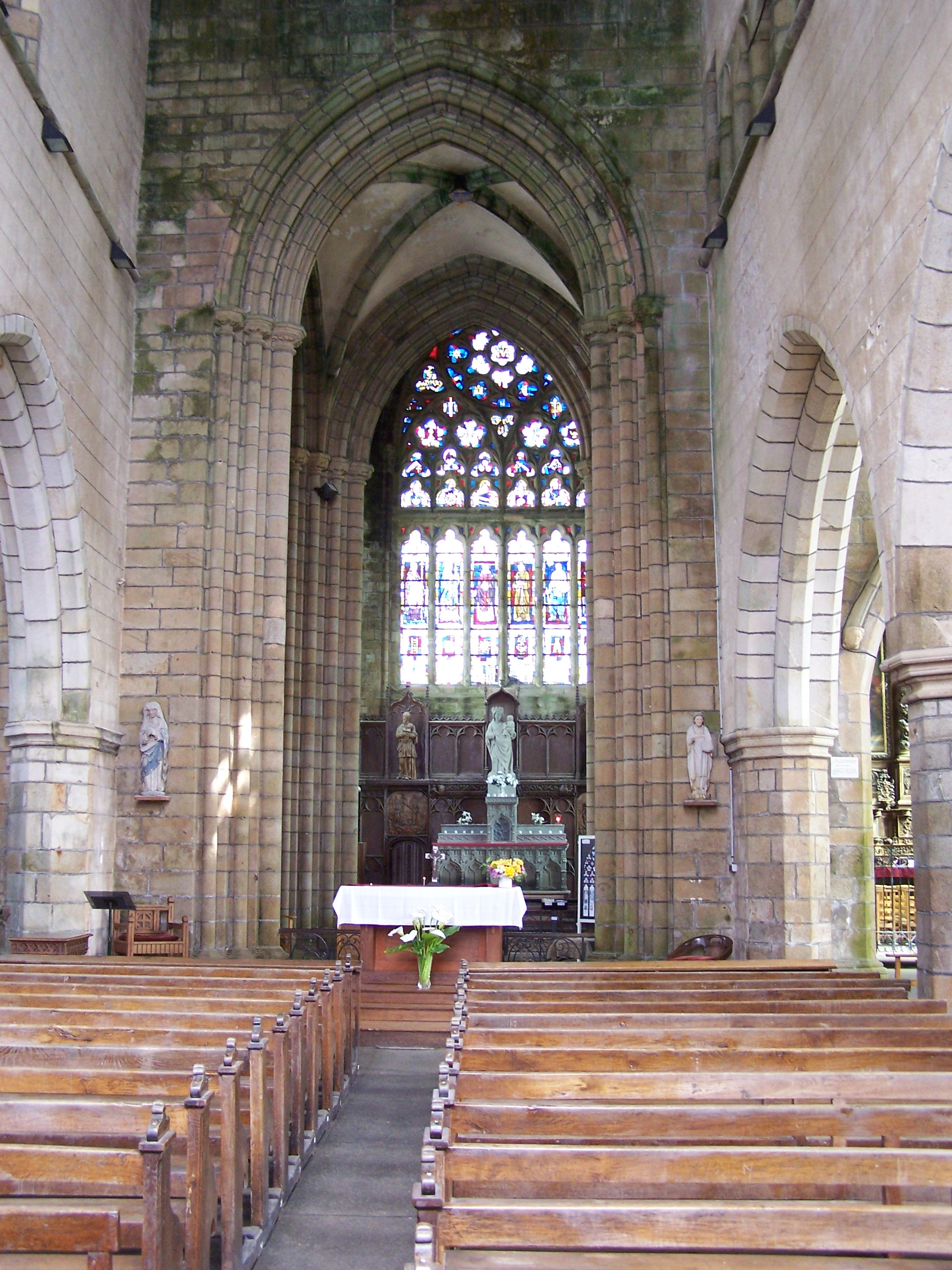
Nef centrale.

Comme dans la plupart des églises bas-bretonnes, la voûte est lambrissée. Les piliers sont de section octogonale, les claveaux, doubles.
Au-dessus des arcades, des fenêtres murées témoignent du bâtiment primitif. Elles laissent entrer le jour par leurs sommets laissés libres. Du côté de l’Épître, un chemin de circulation court à leur base. Un triforium en ogives subtrilobées subsiste également de l'édifice du XIVe siècle. Il est interrompu sur la longueur du côté de l’Évangile.
À l'issue de la Première Guerre mondiale, la nef devient le lieu d'une grande dévotion rendu au Christ et suscité par le culte du Sacré-Cœur et des soldats morts pour la patrie. Aujourd'hui, des expositions y sont régulièrement organisées.

### Grand bas côté
L'élévation de la tour, au XVe siècle, a amené l'architecte à surélever les collatéraux et à élargir celui de droite de façon à donner plus d'amplitude aux arches sur lesquelles celle ci s'appuie, si bien que celui-ci est aussi large que la nef. L'église semble ainsi double, composée de deux parties presque égales. Au XVIIIe siècle, cette disposition a été mise à profit par un Supérieur soucieux de ses prérogatives pour partager la chapelle entre les élèves du grand et du petit séminaire.
Un cul de lampe de l'archivolte de la première travée présente dans le bas-côté de l’Épître la figure d'un des rares anges souriants typique de l'heureux XIIIe siècle annonçant la Bonne Nouvelle, en breton Kelou Mad, du prochain salut. Seul ornement en calcaire de la chapelle, il s'agit probablement d'un vestige ayant échappé à la destruction de 1375.

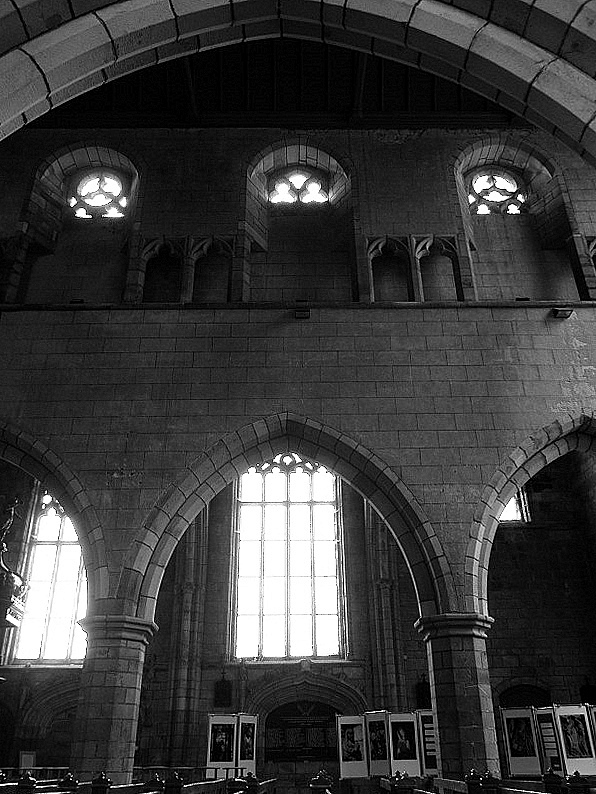
Les baies bouchées en hauteur et le chemin de circulation au-dessus des arcades.
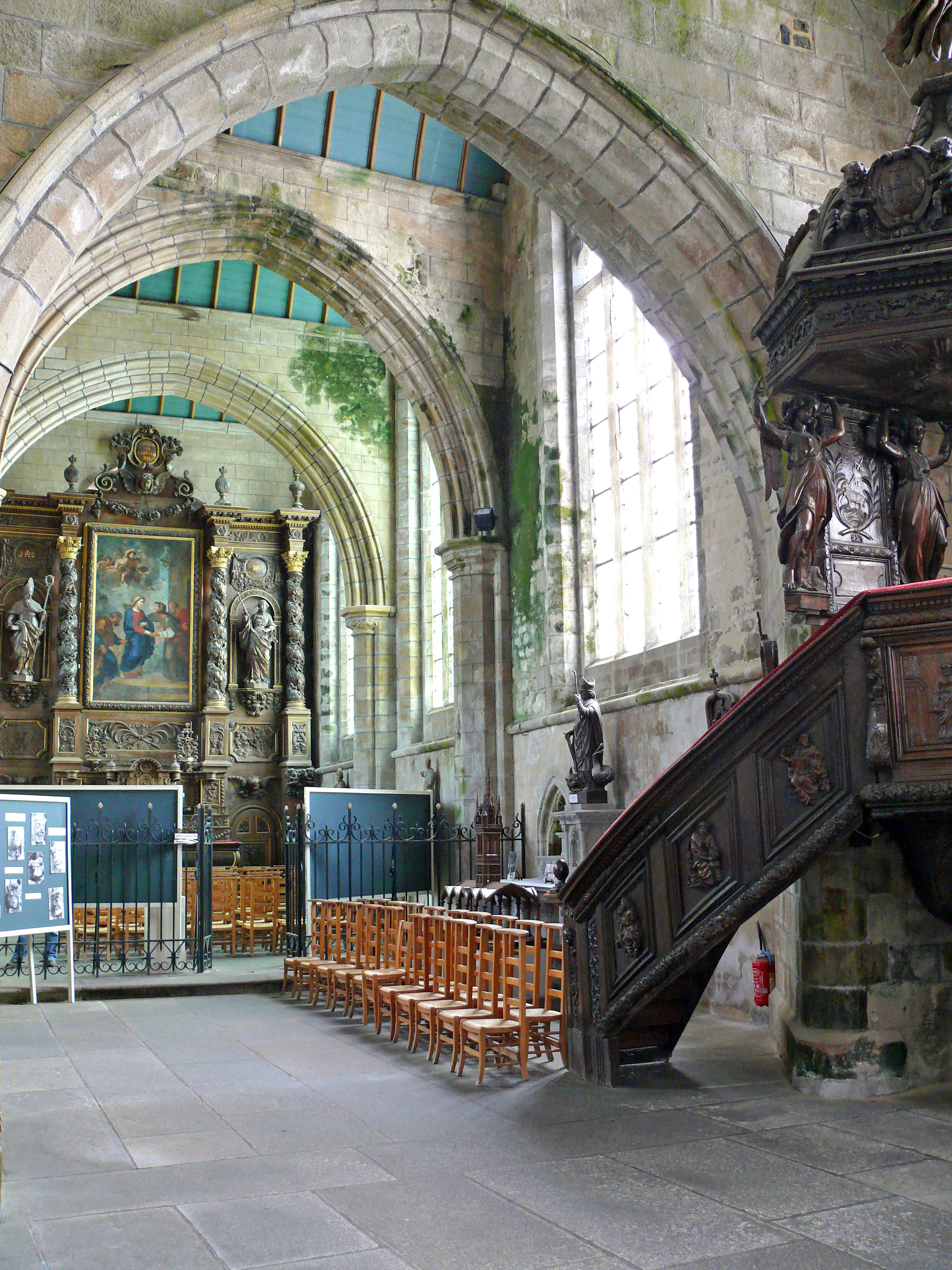
Le bas-côté droit et son ample voûte se prolonge sans discontinuer au-delà du transept méridional.
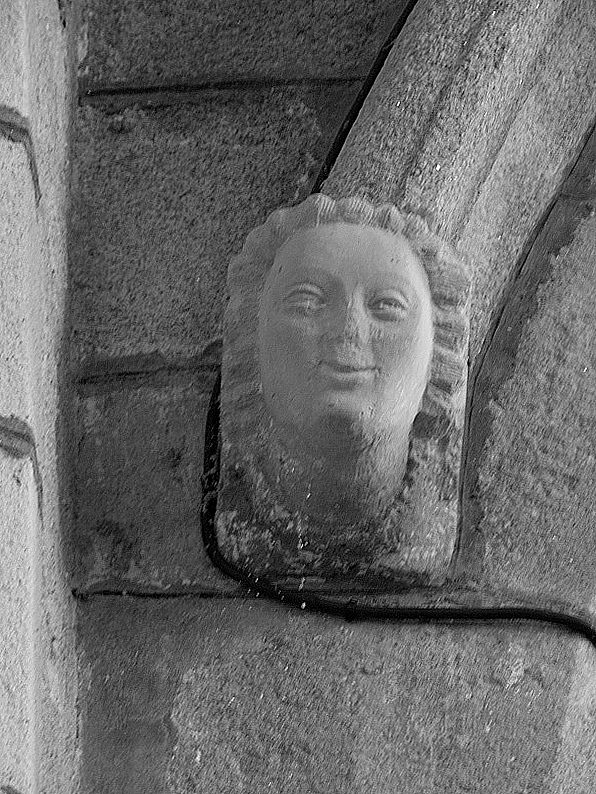
L'ange au sourire.

### Mobilier

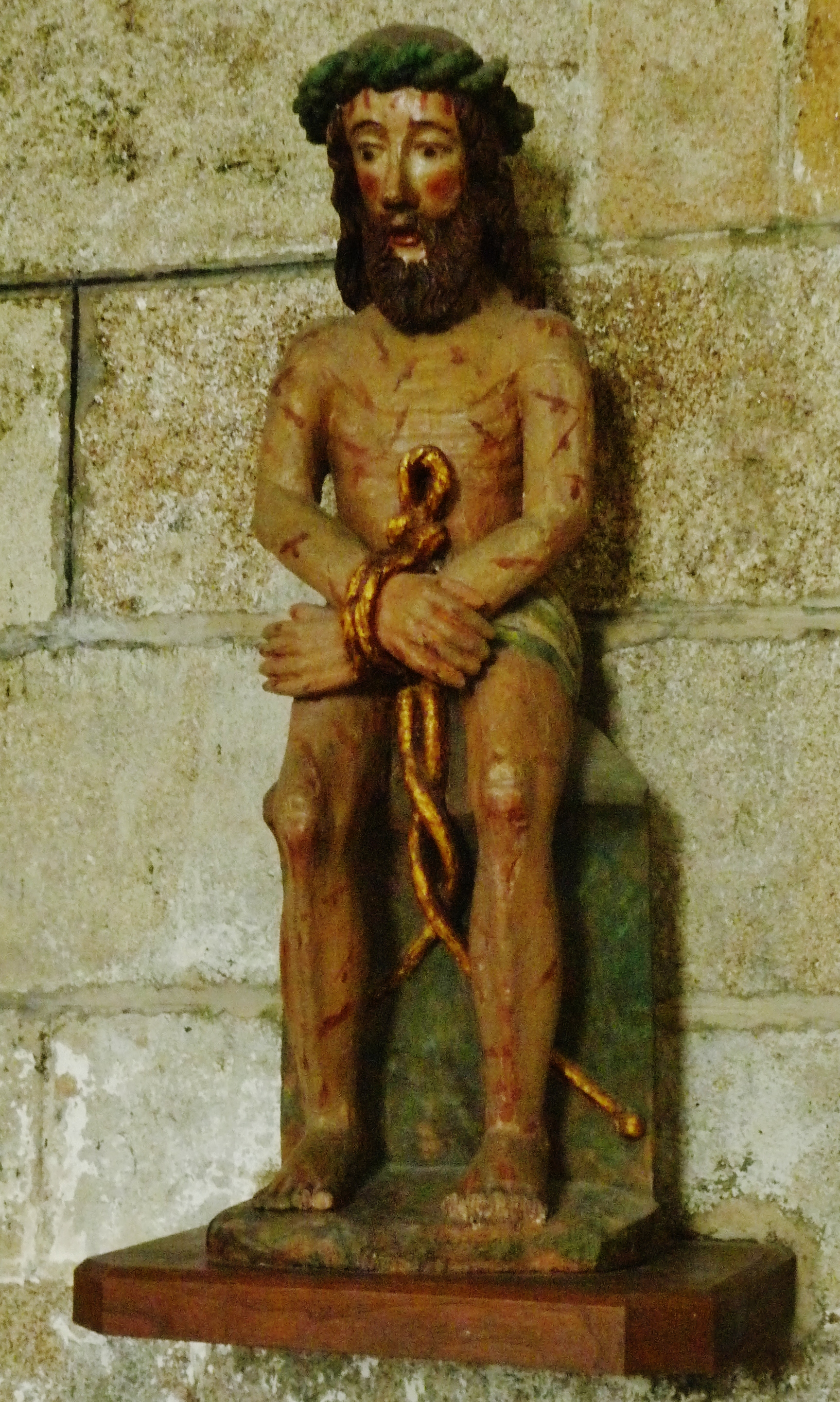
Christ aux liens polychrome du XVIe siècle inscrit à l'Inventaire.

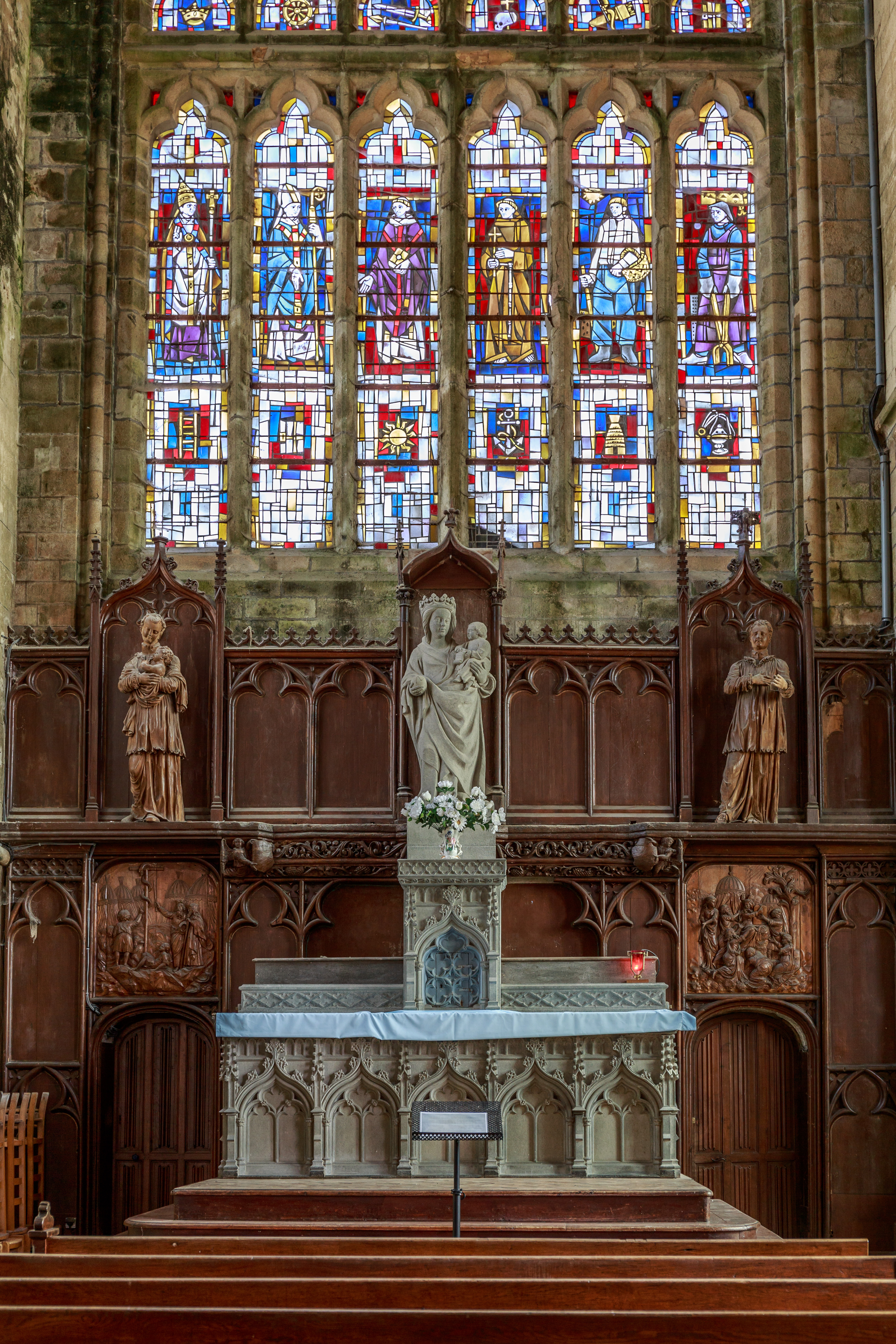
Autel de la Vierge.
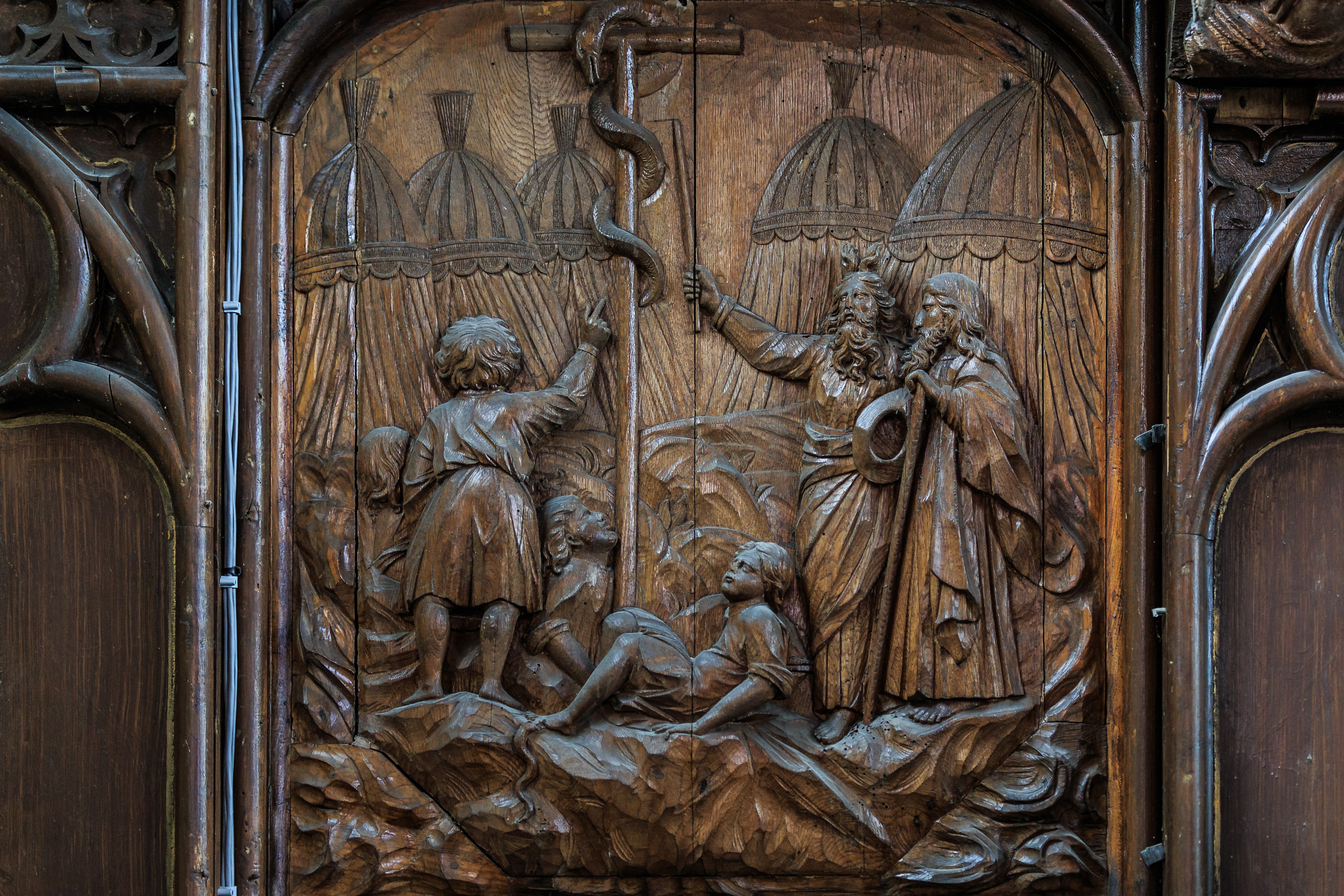
Le Serpent d'airain, panneau gauche de l'autel de la Vierge.
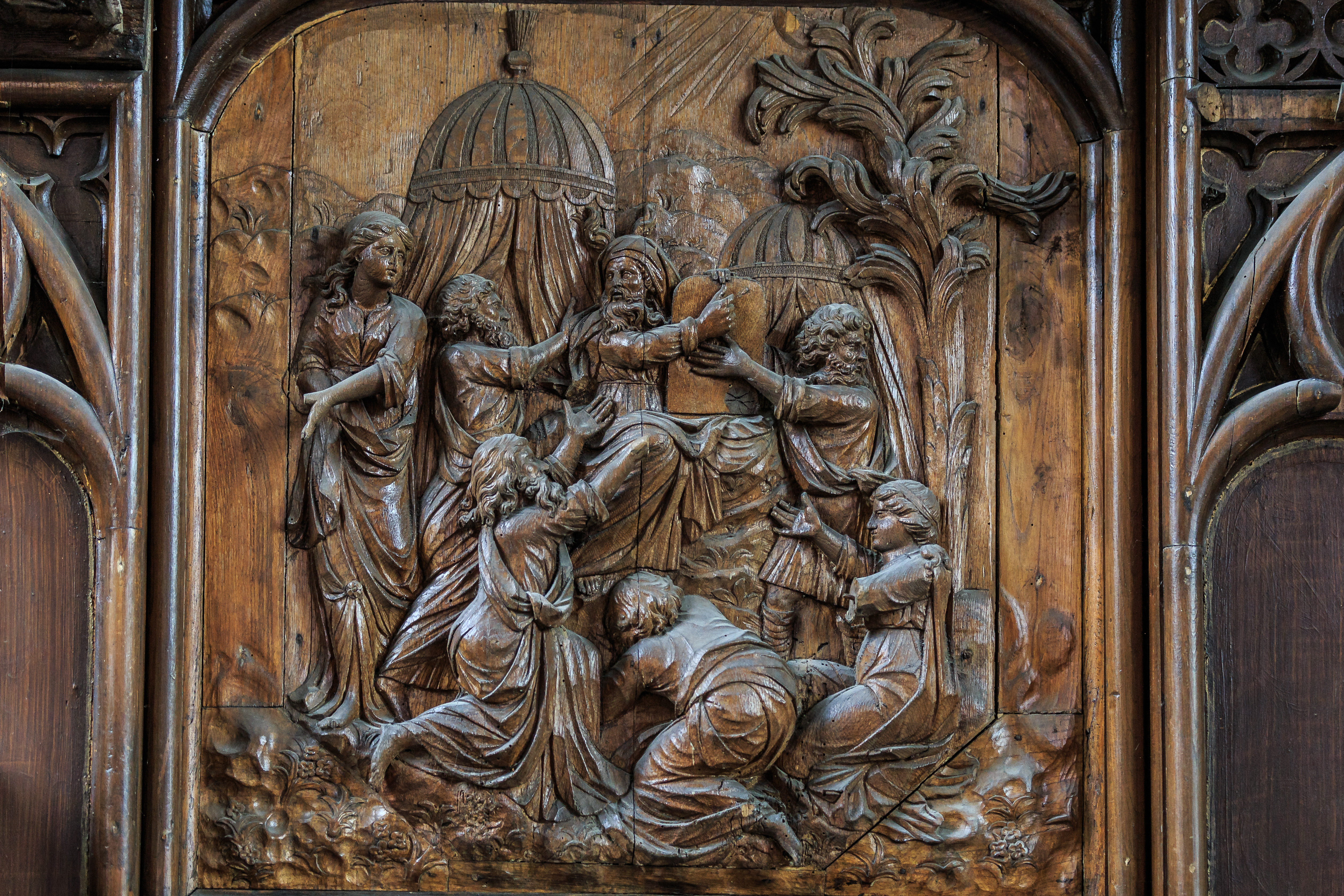
Moïse reproduisant les tables de la Loi, panneau droit de l'autel de la Vierge.
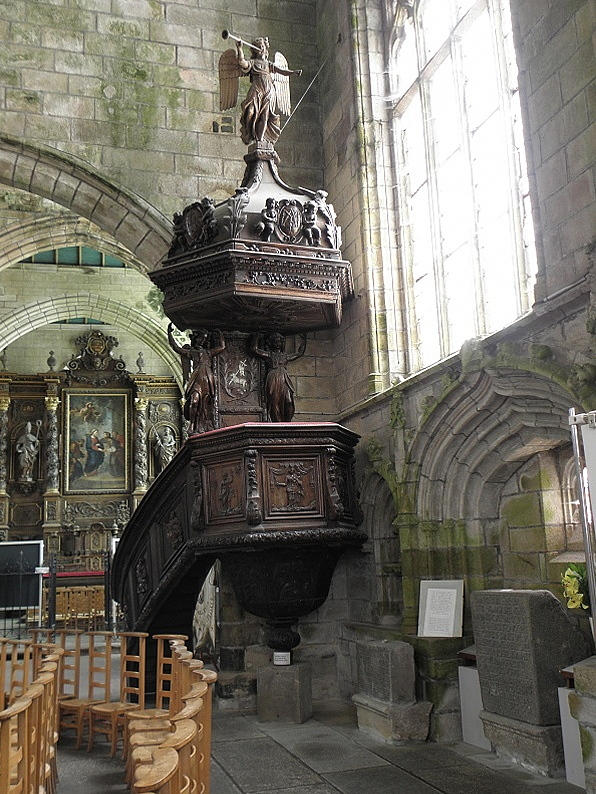
Chaire à prêcher inscrite à l'Inventaire[67].
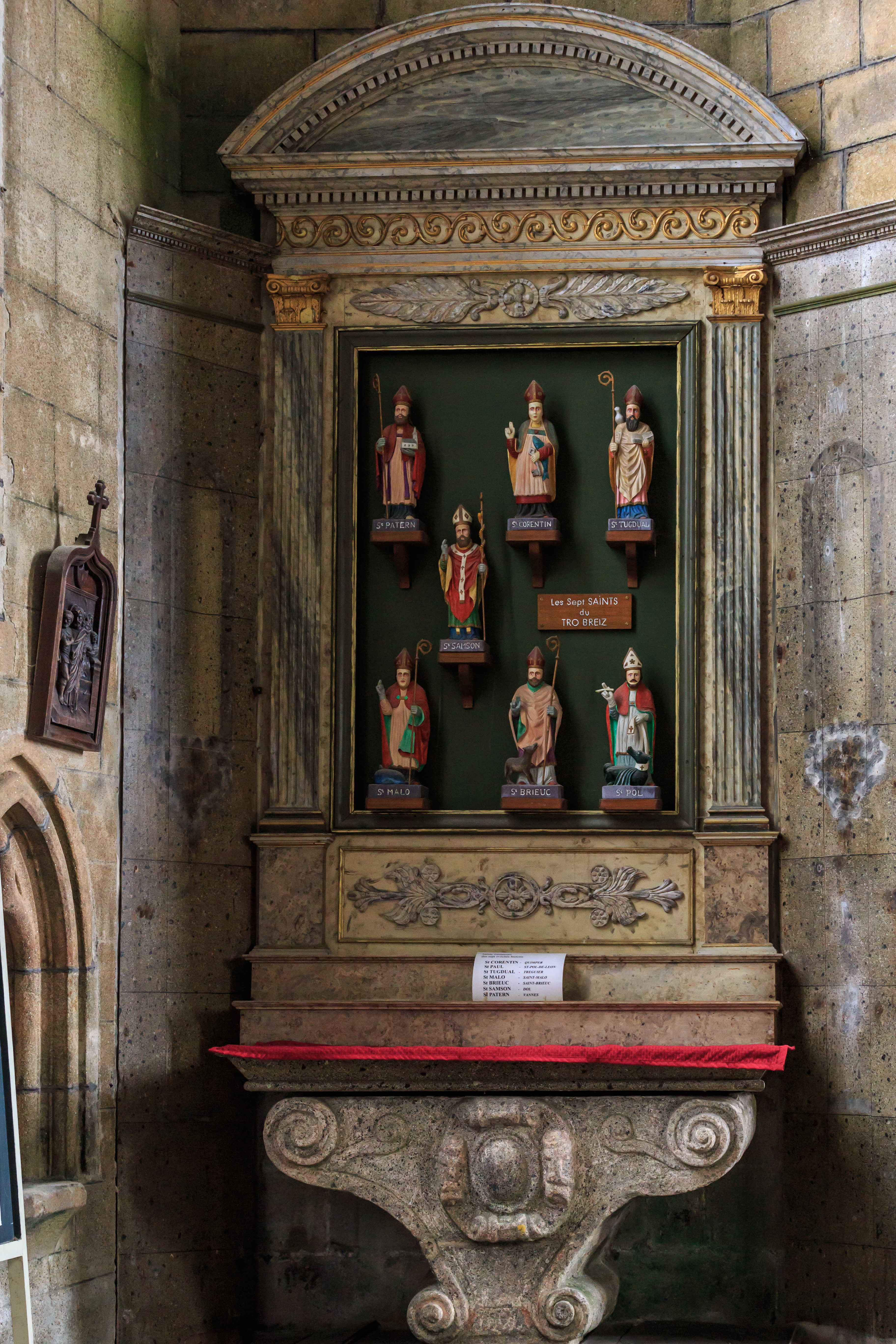
Autel des sept Saints de Bretagne.

L'intérieur, qui comportait jadis plus de vingt chapelles privées ou domestiques, est aujourd'hui bien dépouillé. Près de trente autels étaient recensés dans l'édifice, entretenus par les tailleurs, les laboureurs et autres corporations. À la Révolution, disparaissent les vitraux armoriés, les cloches, les statues. Au porche sud, les statues de saint Christophe et de saint Jacques sont volatilisées.
En 1893, une souscription lancée par chanoine Quidelleur, supérieur du Collège de Léon, permet de procéder à une rénovation et les pierres tombales sont détruites et remplacées par un pavage.
Dans le même mouvement, les stalles sont refaites à neuf. Au milieu du XXe siècle, ces mêmes stalles ainsi que de la chaire à prêcher, œuvre anonyme du XVIIIe siècle, sont démontées. Restaurée, celle ci est remise en place en décembre 1975.
Sont toujours visibles à l'intérieur l'autel baroque de Notre-Dame, un tableau du XVIIe siècle et un retable qui date de 1684, dont le tableau, copie d'une peinture de l'l'Albane conservée au début du XXe siècle à Bordeaux, a pour sujet la Visitation, et qui a été transféré là en 1807 depuis la chapelle du couvent des Minimes détruit, parce qu'il menaçait ruine, pour servir de matériau de réparation au Kreisker.

Retable de la Visitation inscrit à l'Inventaire.
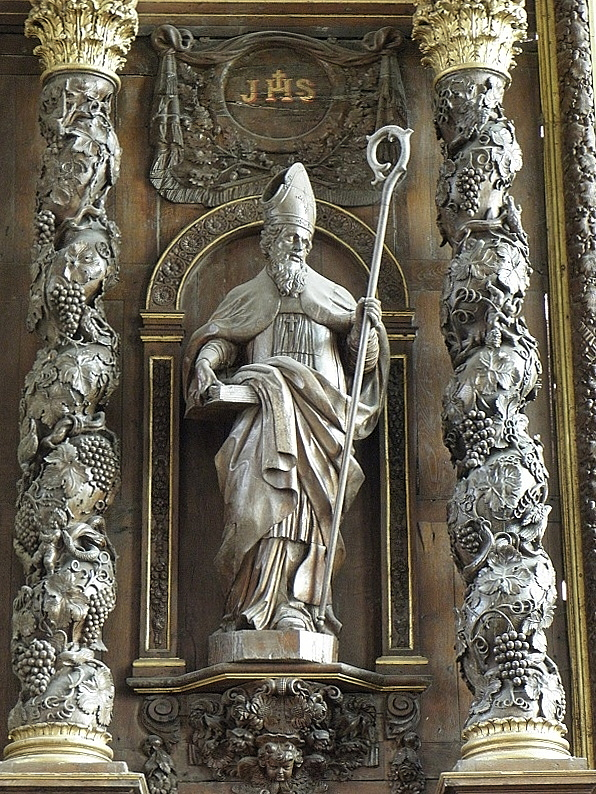
Supposé Saint Augustin, à gauche.
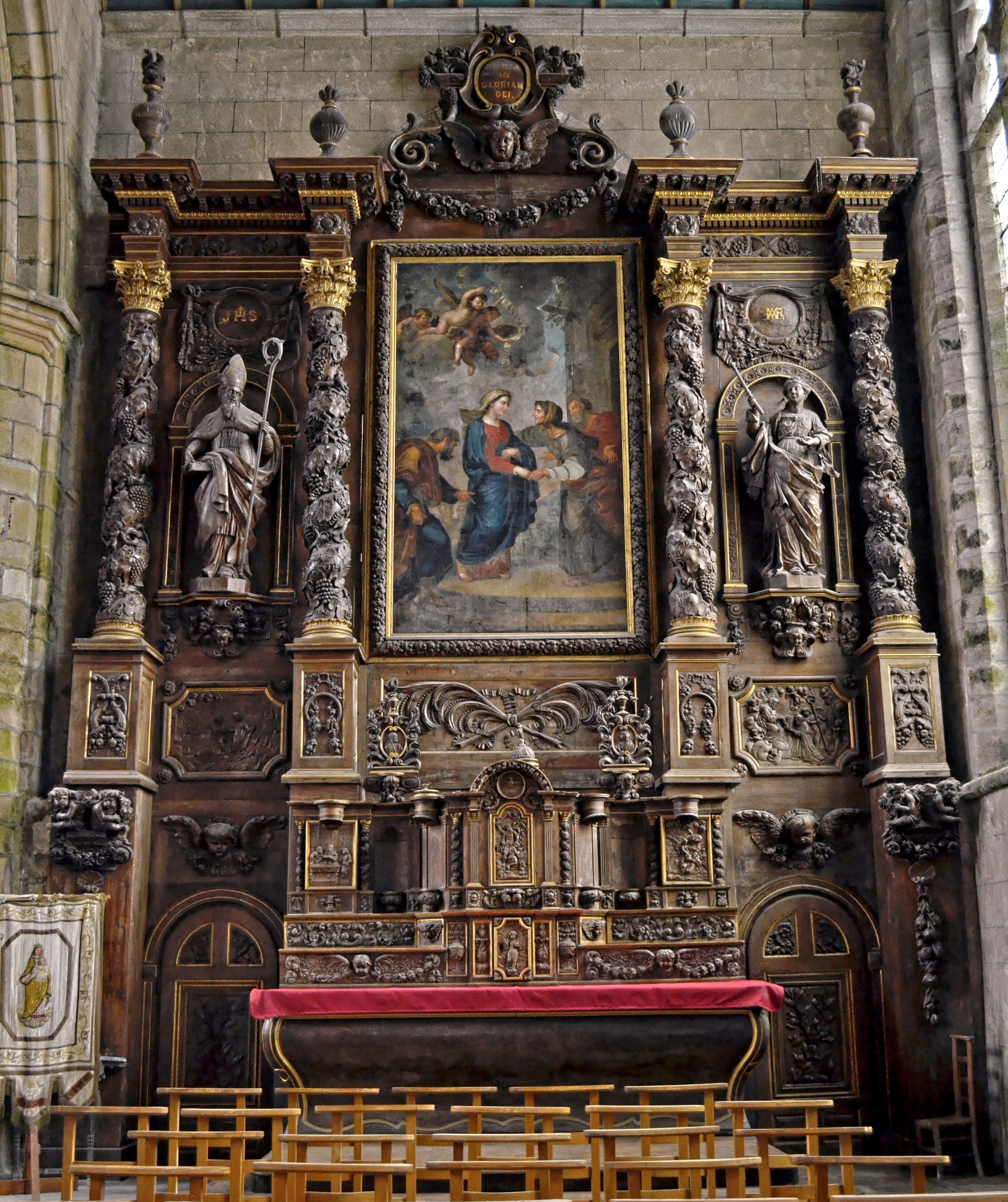
Vue d'ensemble[74].
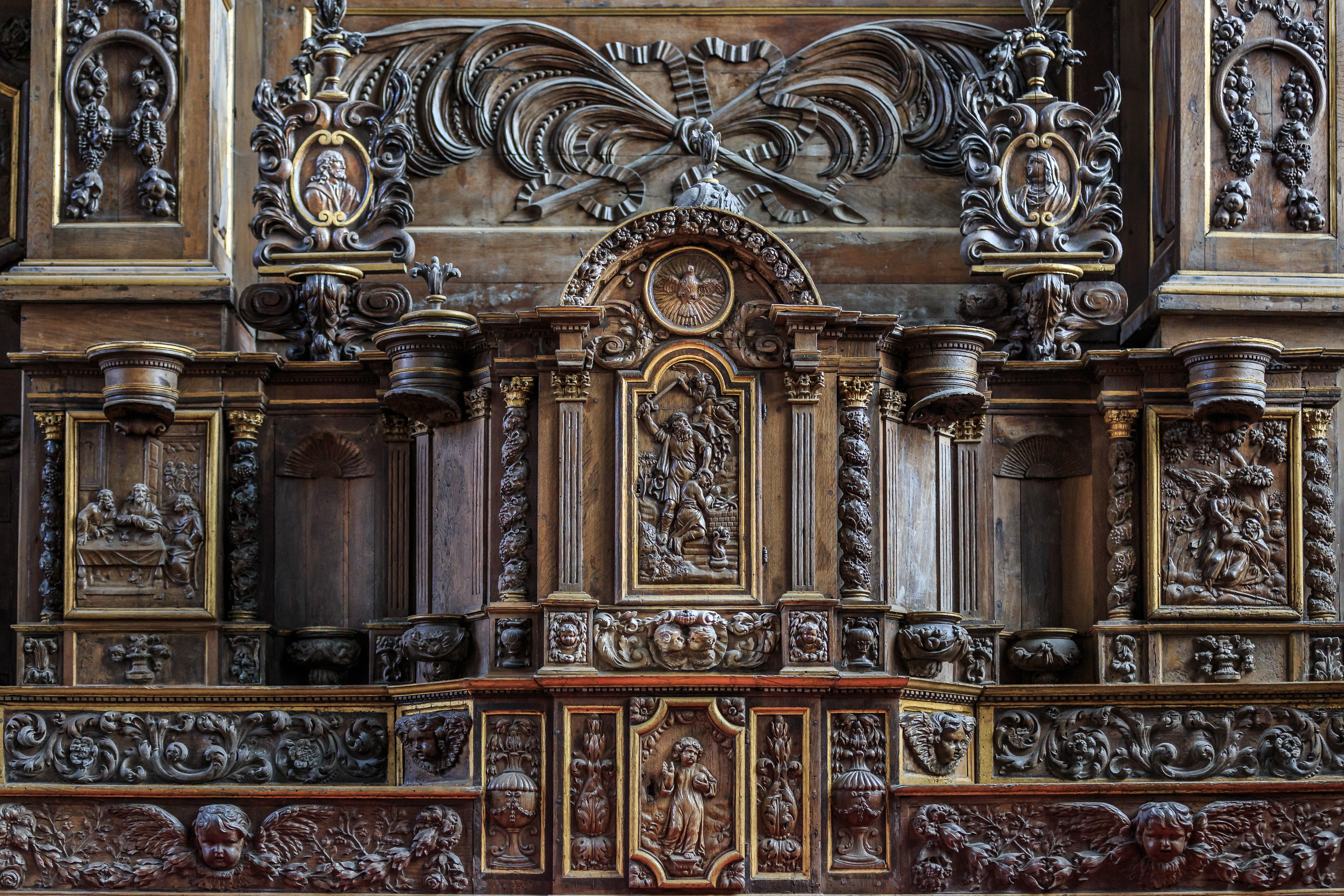
Ornementations.
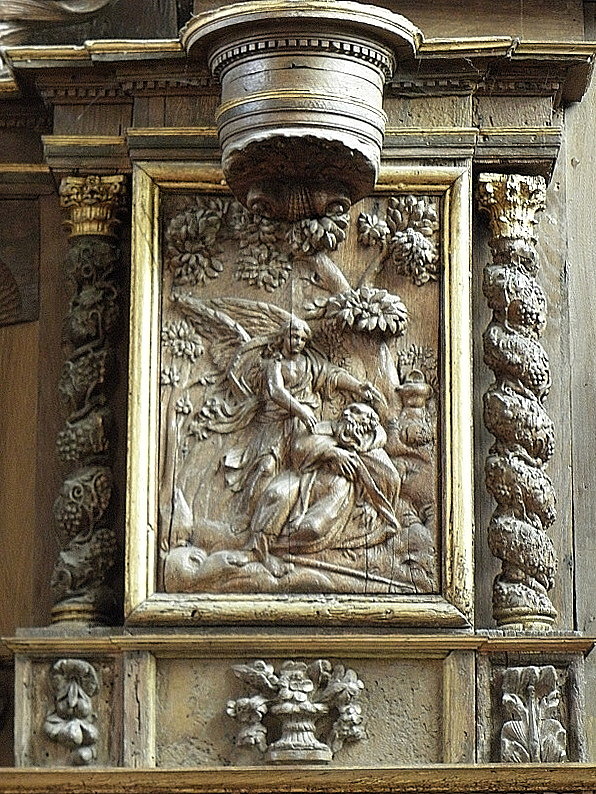
Élie secouru par l'Ange.
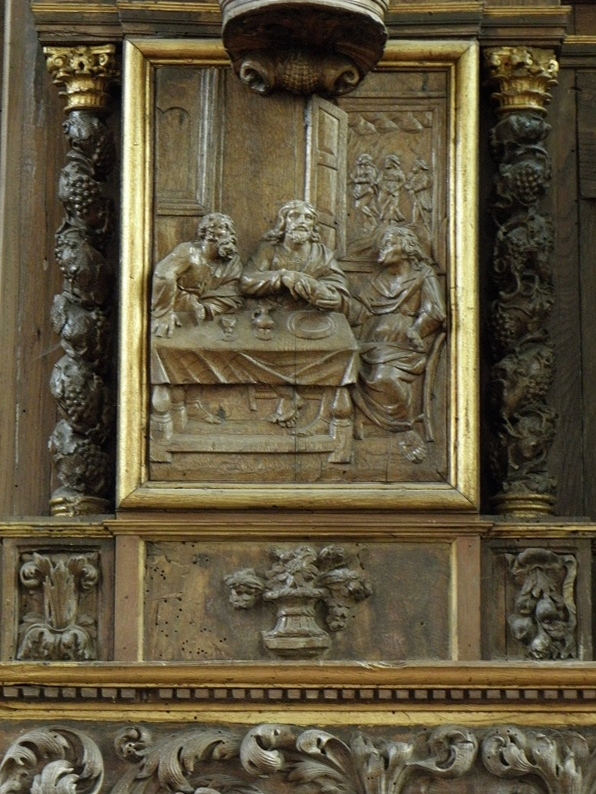
Le repas d'Emmaüs.
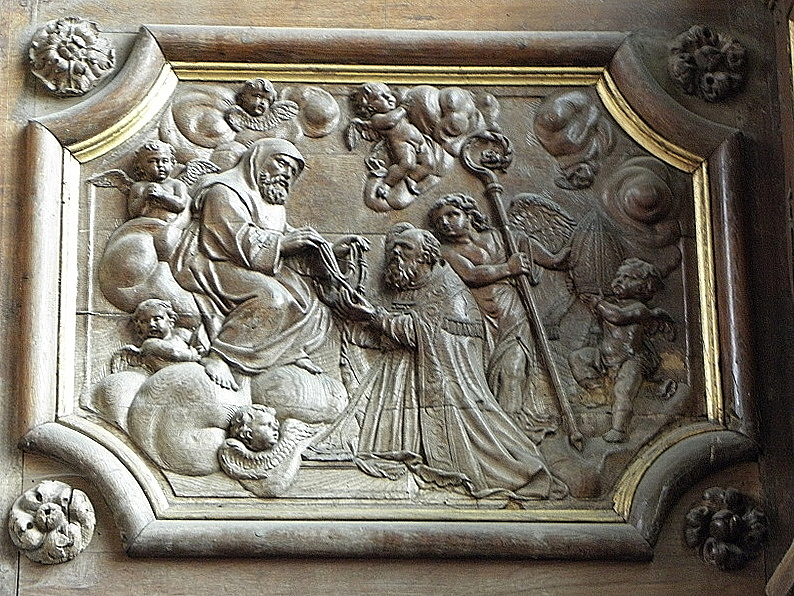
François de Paule reçoit le scapulaire.
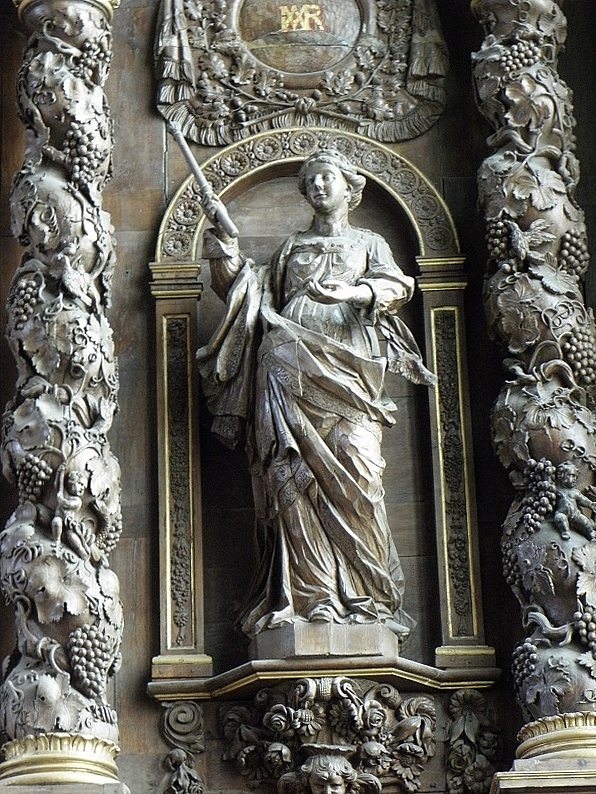
Supposée Sainte Geneviève, à droite.

Se remarquent enfin le vitrail moderne de Labouret, le récent autel du Tro Breiz et des sept saints fondateurs, une pierre ciselée vestige du couvent des Carmes...

### Vitraux

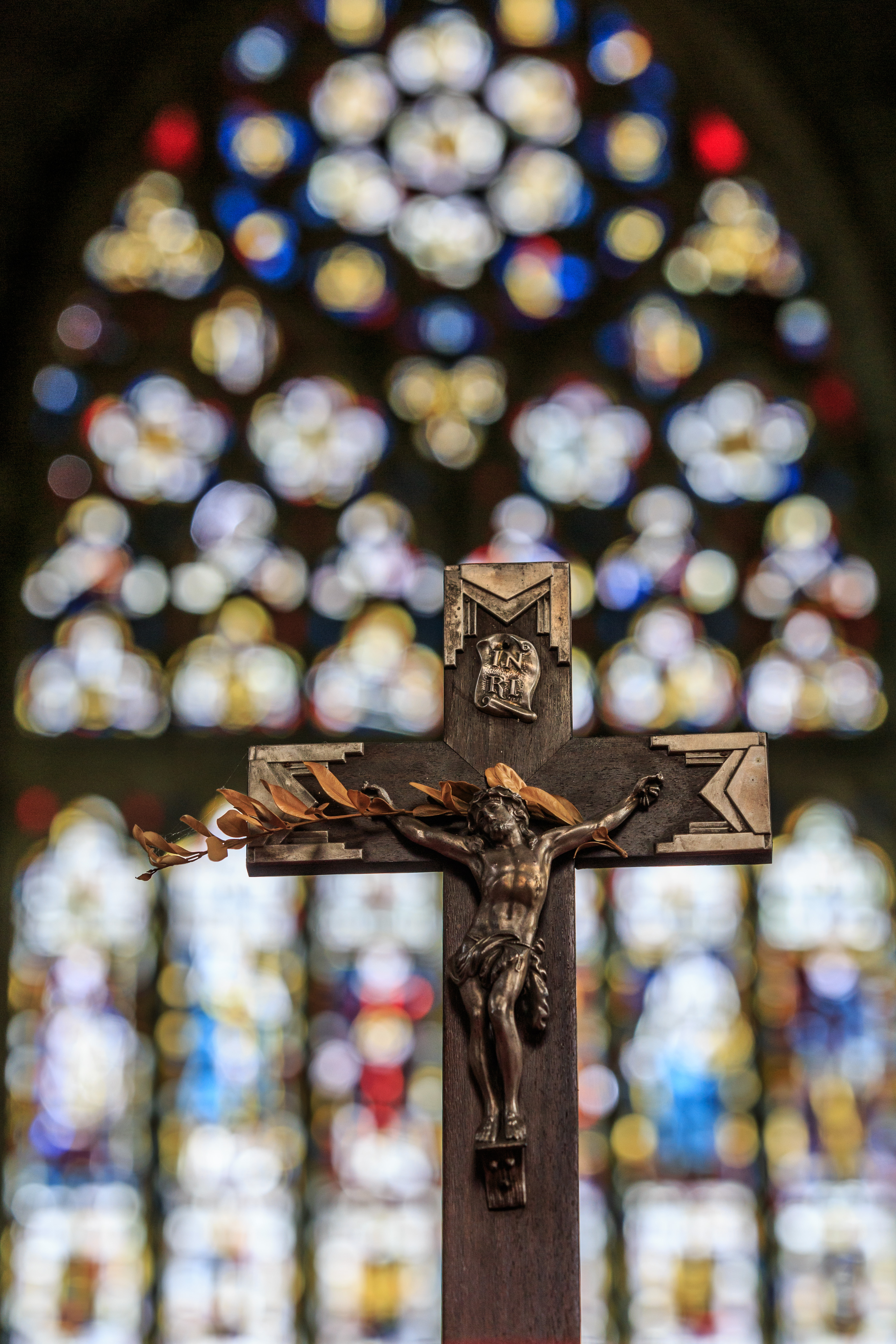
Crucifix devant la maîtresse vitre

Endommagés par les cailloux des garnements de toutes époques, négligés par les descendants de leurs donataires dès le XVIIIe siècle, les vitraux des cinquante six fenêtres, parce qu'ils sont armoriés et portent les signes des privilèges, sont, sur décret municipal, systématiquement martelés au début de l'année 1794, durant la Révolution. Autrefois colorés, ils ont cédé la place à un verre blanc sans âme, à l'exception du vitrail de la rosace derrière le maître-autel, qui a été redessinée au milieu du XXe siècle. Le pignon de cette maîtresse vitre est composé de cinq meneaux verticaux, coupés par un meneau horizontal, qui vont s'épanouir au sommet en trilobés, trèfles, quintefeuilles et roses.
En 2012, l'artiste coréen Kim En Joong, père dominicain, projette le nouveau vitrail de la rosace du pignon ouest. Après une remise en état de la maçonnerie de dentelle de la baie l'été, l'association des Amis du Kreisker a signé la convention avec la mairie et la Fondation du patrimoine pour un appel à la souscription publique sur le montant des travaux en 2013. Inaugurée en 2014, le vitrail contemporain coloré dans la masse suggère le mystère divin, souligné par une symbolique des couleurs : le rouge pour l'Esprit Saint, le jaune pour la joie, le bleu pour la pureté. En 2015, le vitrail obtient le premier prix départemental des Rubans du Patrimoine.

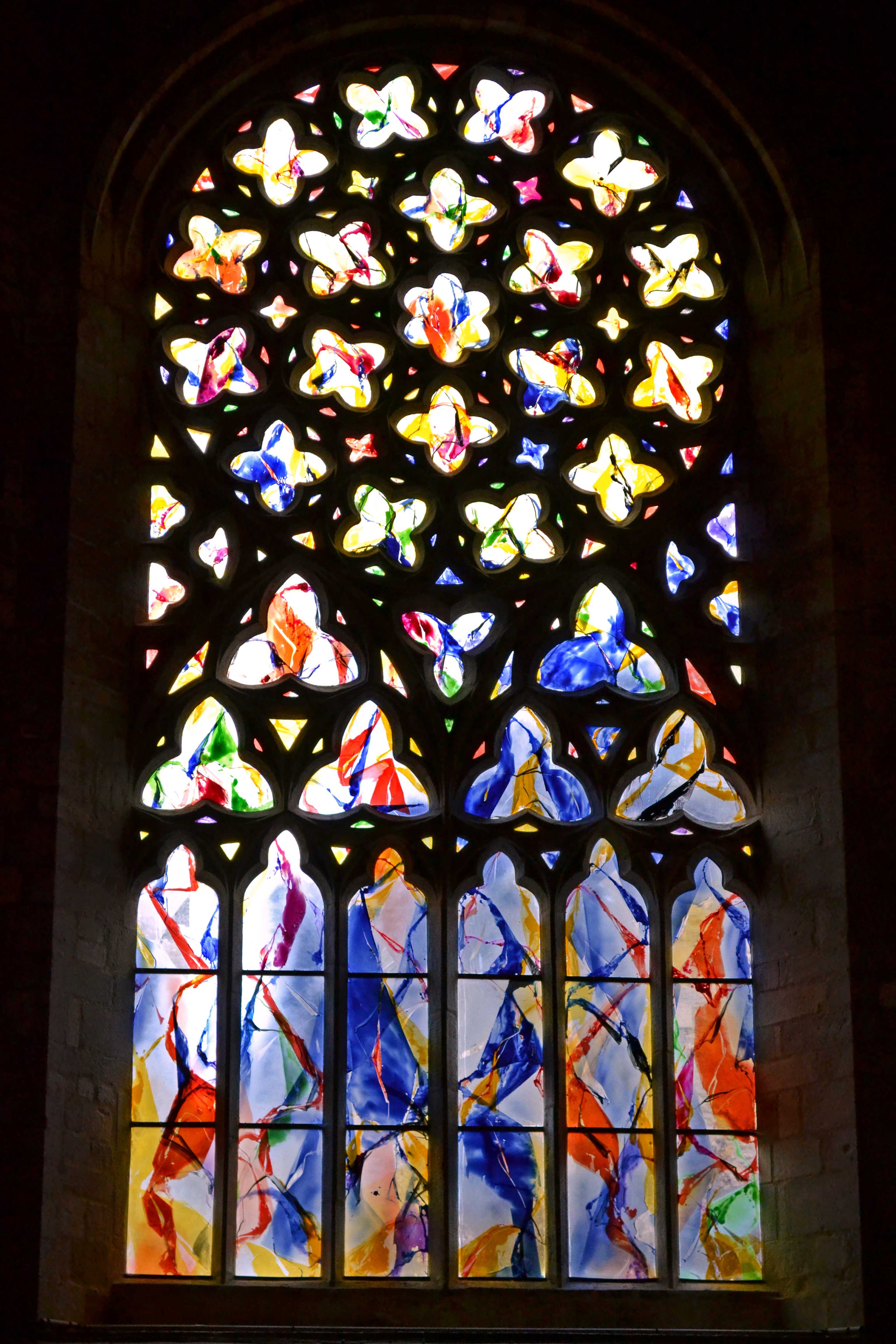
Rosace et vitrail de Kim En Joong
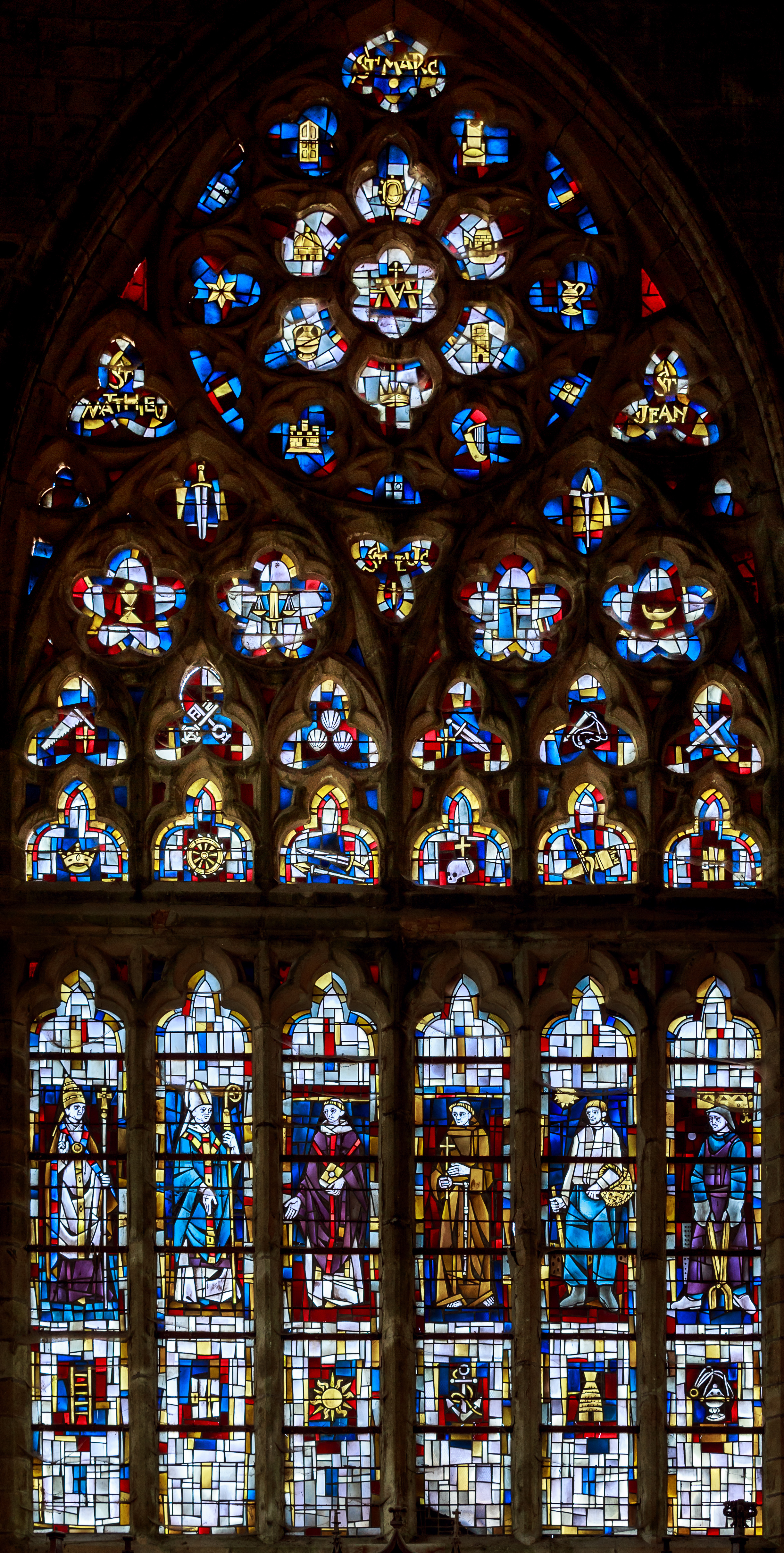
Maîtresse vitre à l'Est
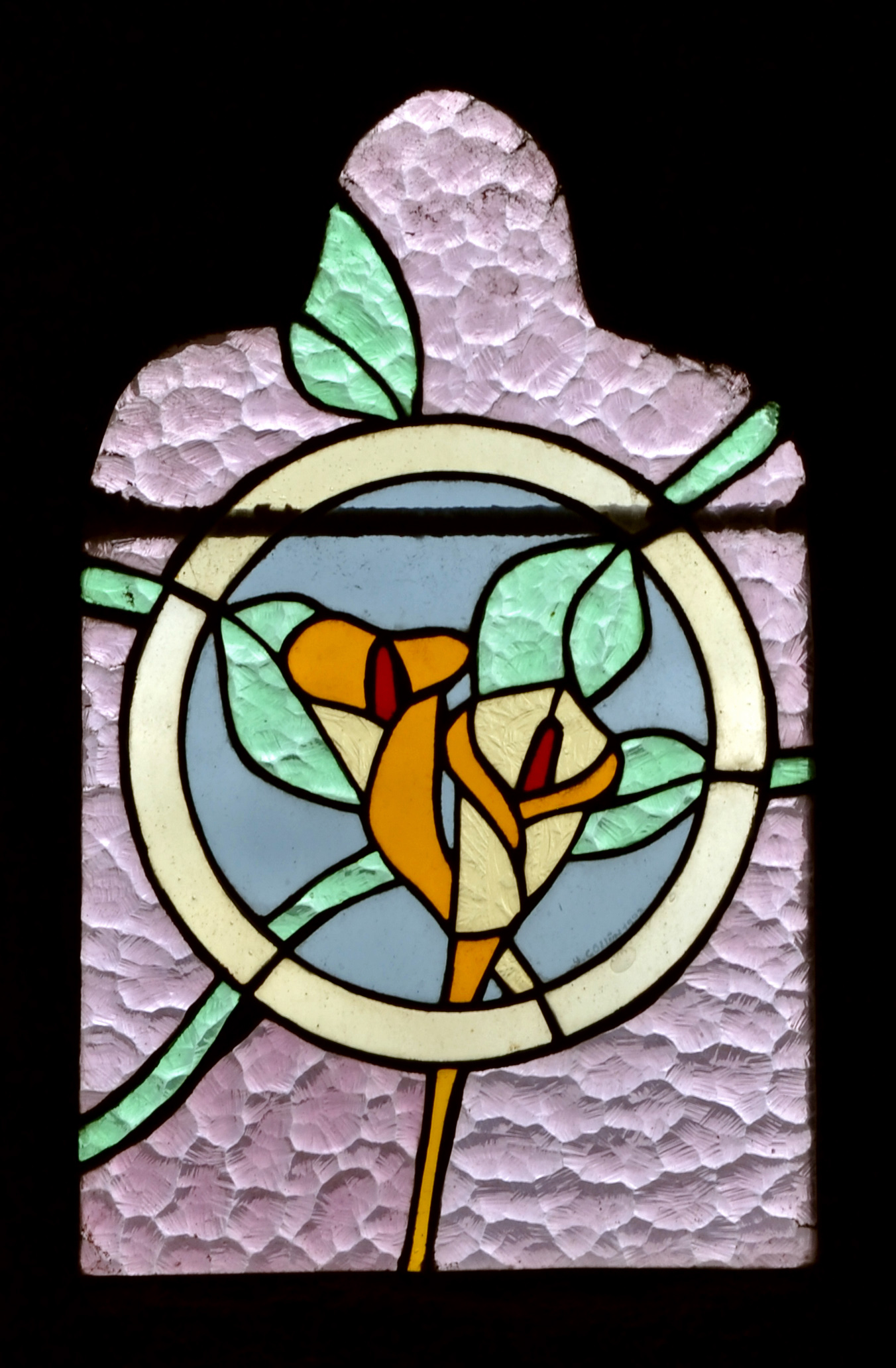
Vitrail Sud
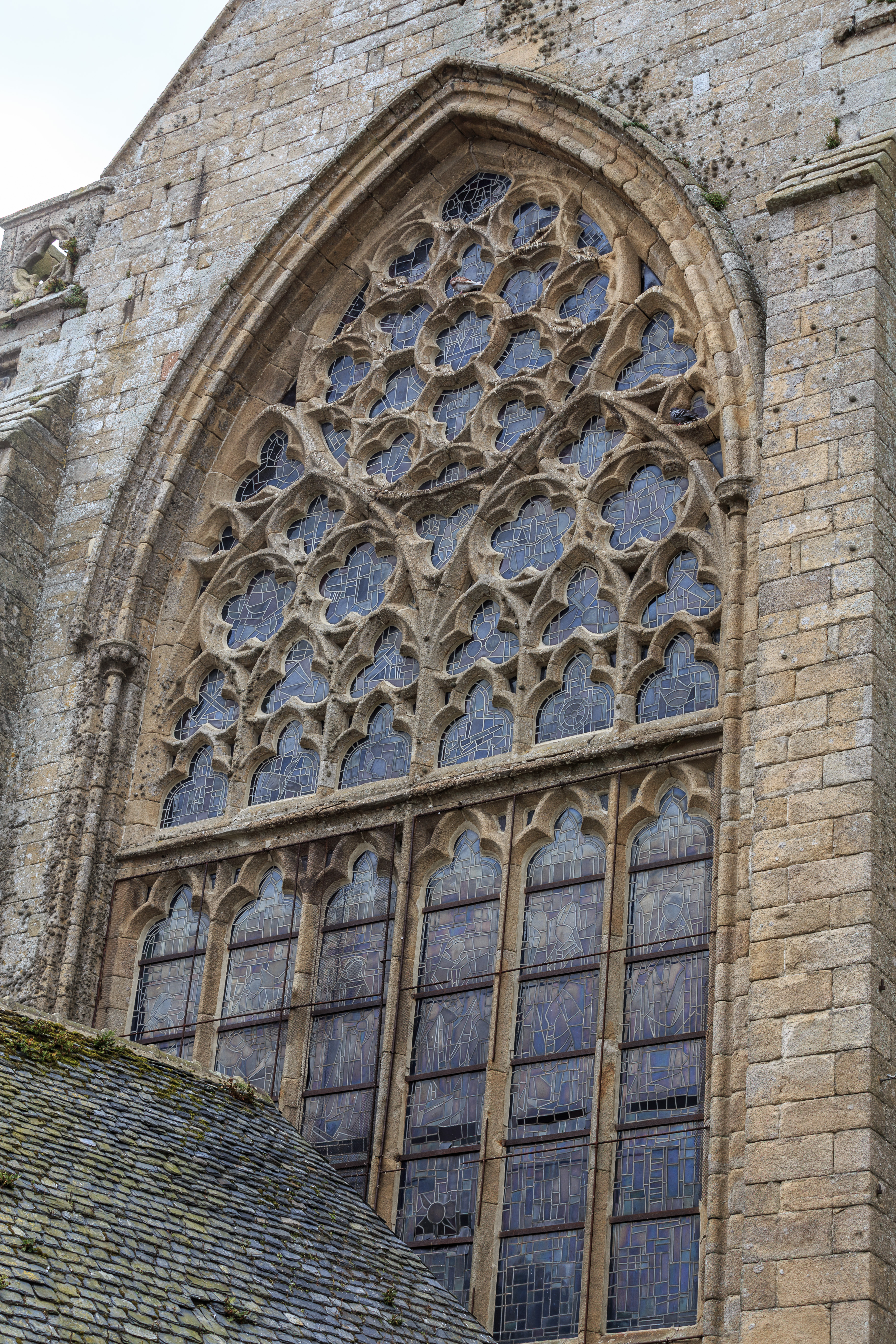
Extérieur Est
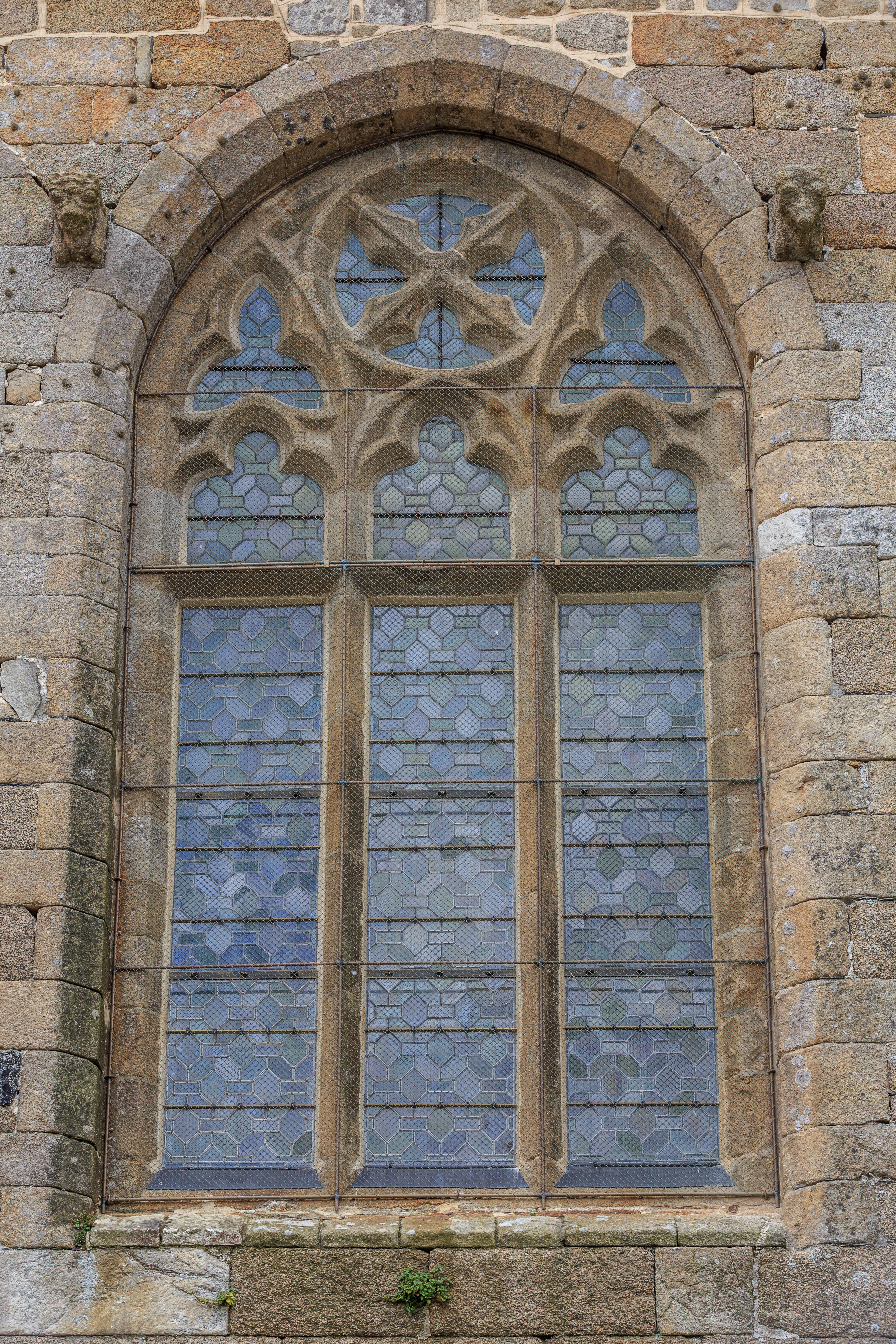
Côté Est
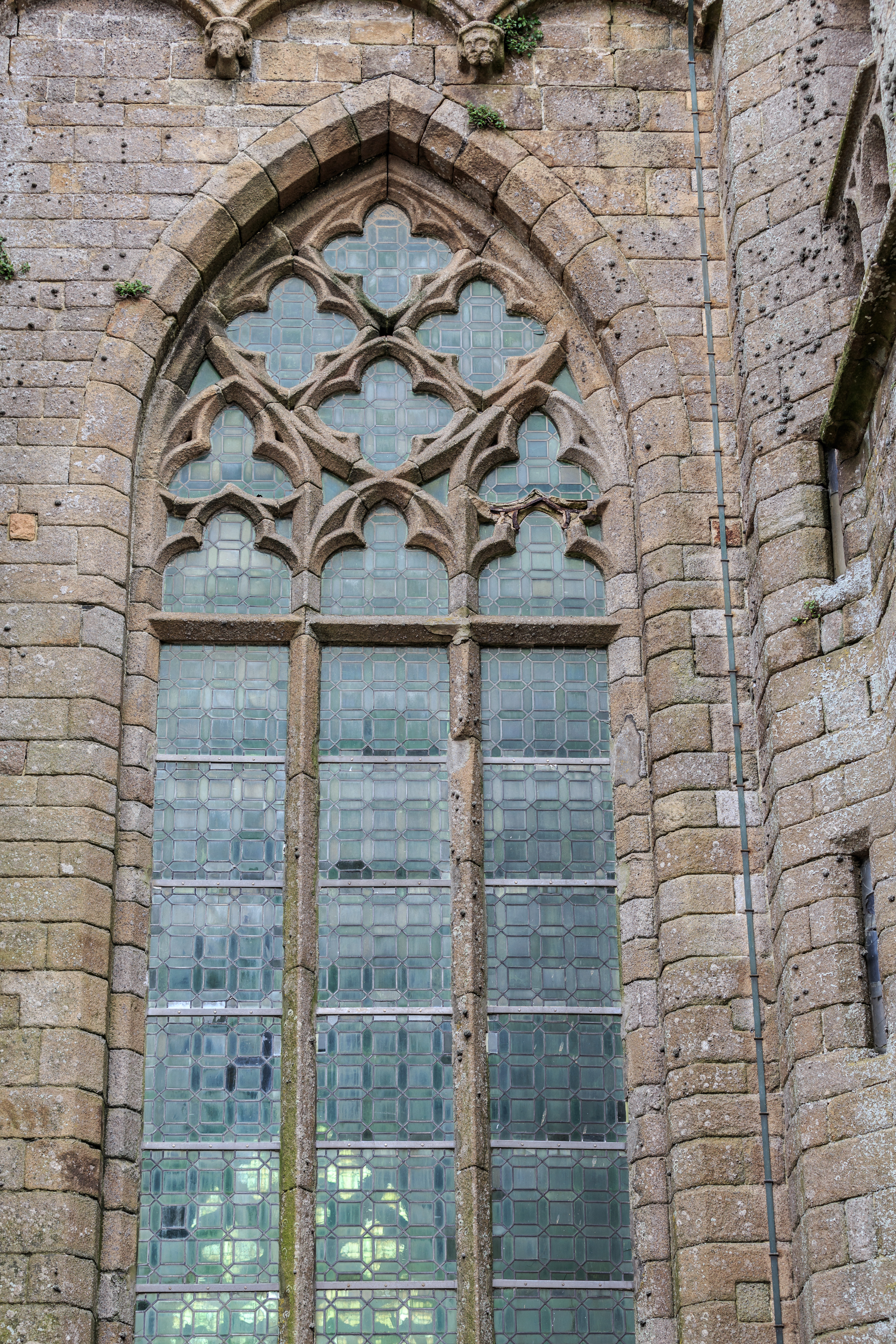
Côté Nord

## Citations

### Dans la littérature

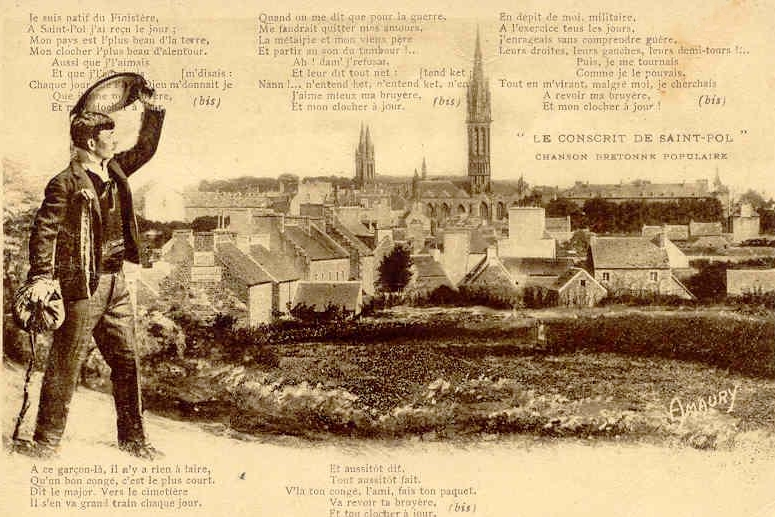
La chanson Le conscrit de Saint-Pol célèbre mon clocher à jour.

« (...) nous éprouvions une angoisse parce que le Creizker n'existait plus. »

— Cauchemar de Pierre Loti.

« Un beau jour d’été à Saint-Pol-de-Léon [...] le clocher de Creizker, le géant des clochers bretons, baignant dans le ciel bleu, en pleine lumière, ses fines découpures grises marbrées de lichens jaunes. [...] Nous montâmes au clocher de Creizker ; naturellement, c’était haut, cela n’en finissait plus, cette pointe dans l’air. Nous dérangions beaucoup les vieilles corneilles nichées dans le granit. Une merveilleuse dentelle de pierre grise, qui montait, qui montait toujours, et qui était légère à donner le vertige. Nous nous élevions là dedans par une spirale étroite et rapide, découvrant par toutes les découpures du clocher à jour des échappées infinies. »

— P. Loti, Mon frère Yves, 1883.

### Réception

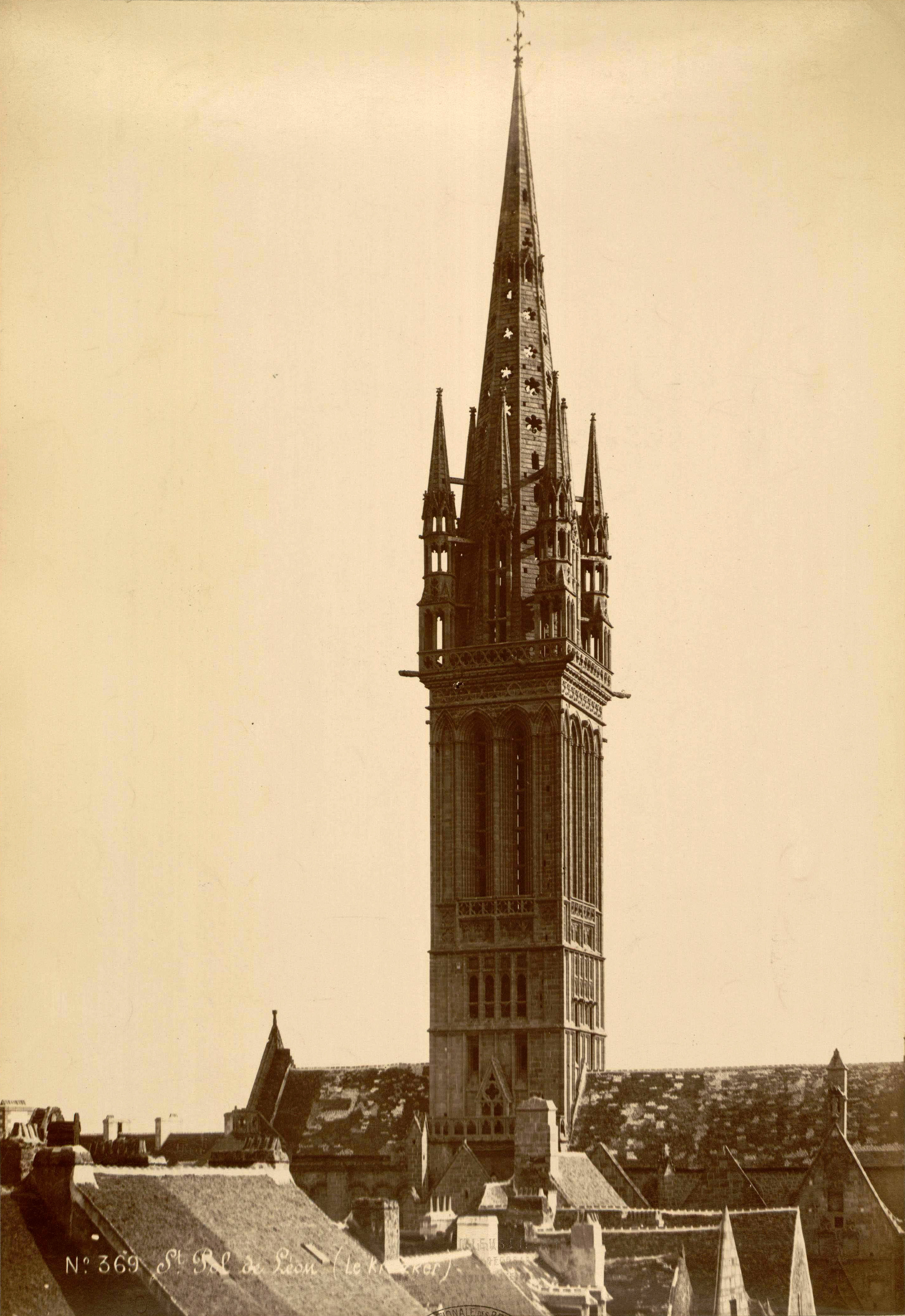
Le clocher au XIXe siècle photographié par Séraphin-Médéric Mieusement.

« M. Hersart ne peut entendre parler de Saint-Pol sans laisser échapper son admiration pour le Kreisker : son style très pur du XIVe siècle, sa hauteur prodigieuse, la hardiesse de sa construction, tout concourt à en faire un des plus beaux monuments qu'il y ait. » Bulletin de la Société archéologique et historique de Nantes, 1859
« Le clocher est, sans contredit, le plus bel ouvrage de ce genre que nous possédions en France. » Voyage en Bretagne, Édouard Vallin, 1859
« Mais la merveille de Notre-Dame-de-Creizker, c'est son clocher, le plus beau, peut-être, que nous possédions en France. » Les côtes de la France. De Cherbourg à Saint-Nazaire, S. de Lalaing, éditeur J. Lefort, 1886-1890
« De près, de loin, toujours, pendant que je respire, je dis avec délire : " Kreisker, ô mes amours ! " » Couverture de Causeries bretonnes, ou Remarques sur la formation de la langue celto-bretonne, Eugène Le Bos, 1877
« ...cette ville jadis épiscopale montre avec orgueil trois clochers d'aérienne légèreté, deux à sa cathédrale et le troisième à la chapelle du Creizker; celui-ci est des trois, le plus haut (77 mètres), le plus beau, célèbre en toute Bretagne, même en toute France. Saint-Pol, la "cité des clochers à jour", est calme, silencieuse, monacale; elle semble déserte... » Le plus beau royaume sous le ciel, décrit par Onésime Reclus, Hachette (Paris), 1899

### Légendes

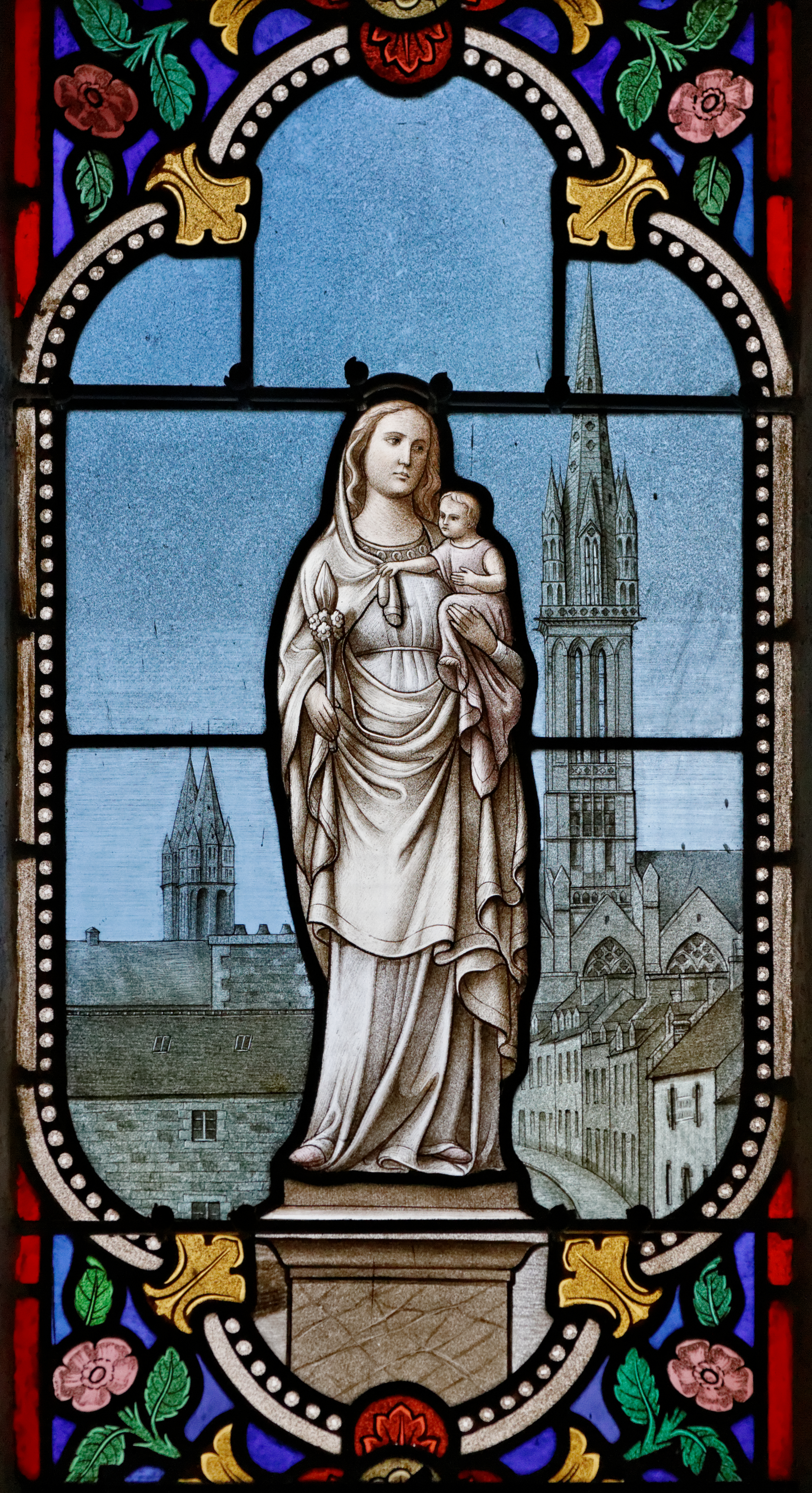
Vitrail de Notre Dame du Kreisker dans la cathédrale Saint-Corentin de Quimper.

Le cheval de Satan : Satan voyait avec déplaisir le magnifique clocher du Kreisker à Saint-Pol-de-Léon s'élever dans les airs. Il lança, depuis Carantec, un énorme rocher pour abattre la flèche. Mais l'intervention de Marie fit que Satan rata son but. Le rocher alla s'abattre quatre kilomètres au-delà, au village de Kerc'hoirat où l'on montre les griffes du diable bien marquées dans le roc. Furieux de sa déconvenue, Satan, d'un bond de son cheval, s'enfuit à Santec et se jeta à la mer du haut du rocher.
Extrait de L'aquarium de l'oncle Michel : récits instructifs de botanique et de zoologie, A. d'Arzano, F. Ardant frères Paris, 1881 :

« Anna : Mon oncle, qu'est-ce que ce haut clocher découpé comme une dentelle ?
M. Dhervily : C'est le Créizker, la merveille bretonne!... Ce magnifique clocher décore la petite ville appelée Saint-Pol-de-Léon (dans le Finistère), du nom du saint qui la convertit à la foi. [...]
Anna : Mais, mon oncle, cette jolie tour, quelle est-elle?
M. Dhervily. Je vais vous dire la légende du Créizker :
On assure qu'un seigneur païen se livrait, pour posséder des richesses, aux plus affreux pillages ! Il avait, dit-on, des armées qui lui servaient à piller et brûler les châteaux de tous ceux qui refusaient de partager leurs biens avec lui.
Il était devenu la terreur de la Bretagne. Cet idolâtre, dit-on, entendit parler du christianisme. Sans doute il eut un remords de sa vie coupable, car il vint trouver des disciples de Saint-Pol-de-Léon lesquels habitaient un monastère, dans l'île de Bas.
Ces bons religieux lui firent comprendre l'étendue du mal qu'il avait fait. Ce seigneur, désespéré de sa vie de meurtres et de pillage, se repentit et devint un bon chrétien. Il fit alors venir à ses frais les plus grands artistes sculpteurs de l'Italie, lesquels, aidés des tailleurs d'images qui commençaient à orner de leurs œuvres les premières églises de l'Armorique, construisirent cette tour sans pareille ! Sans doute il avait voulu, en faisant élever ce monument, témoigner aux générations futures ses regrets de sa vie criminelle.
J'ai monté les quelques cents marches qui mènent au sommet du Créizker. De ce point, j'ai vu les côtes d'Angleterre et les sept îles. La Manche m'apparaissait comme un large ruban d'un vert argenté. Pour les milliers de villages que je voyais sous mes yeux, on aurait dit de légères taches de poussière au milieu d'une riche verdure.
Voyez, mes enfants, cette tour admirable est posée légèrement sur quatre piliers ; elle est découpée comme une fine dentelle, et la pierre toute à jour qui forme le clocher n'a pas plus de deux doigts d'épaisseur. D'en bas, cette découpure sur le ciel bleu fait un effet splendide !
Louis : Il faut avouer, mon oncle que cette petite ville est richement dotée?
M Dhervily : Oui, mon ami. Elle possède encore quelque chose de curieux : c'est une immense pierre de granit creusée comme une nacelle ; on la montre dans la cathédrale comme le bateau qui rapporta saint Pol de la Grande-Bretagne en Cornouailles, lorsqu'il vint convertir les idolâtres de ce pays. J'espère, mes enfants, qu'un jour nous irons tous faire une visite à ces beaux monuments do notre chère Bretagne! »

## Enseignement
Au pied de la chapelle se trouve une institution d’enseignement privé portant le même nom, dont le passé de violences et d’abus envers les enfants est dénoncé dans le sillage de l’affaire Bétharram.

### Sources
1. 1 2 3 4 5 6  Abjean 2011, p. 18
2. 1 2 3 4  « Chapelle Notre-Dame-du-Kreisker - Monument historique de Saint-Pol-de-Léon - Actuacity », sur Actuacity (consulté le 20 août 2017)
3. ↑  Jules Gabriel Janin, La Bretagne, E. Bourdin, 1844 (lire en ligne)
4. ↑  « Le Kreisker ou quand la copie surpasse le modèle.» , Anarvorig, Conteville, février 2001.
5. 1 2 3 4  Y. P. Castel, ill. J. Feutren, Saint-Pol-de-Léon, p. 27, Édition Tous, Saint-Pol-de-Léon, mars 1997  (ISBN 2-910981-22-3).
6. ↑  « Fondation de François de Guiscaznou, sieur de Kerincuff, gouverneur du Creisker, 1er mars 1616. », cote 8 G. 33, Archives départementales, Quimper.
7. ↑  Cf. article « Orthographe du breton ».
8. ↑  Cf. Le Creisker, Association des anciens élèves du Collège de Léon et de l'Institution ND du Kreisker, Saint-Pol-de-Léon.
9. ↑  (Lécureux 1909, p. 63)
10. ↑  (Lécureux 1909, p. 65)
11. ↑  Abjean 2011, p. 14
12. ↑  Abjean 2011, p. Quatrième de couverture.
13. ↑  « Feuillets manuscrits retirés de reliures », Archives départementales, Quimper, 6 f.
14. ↑  Fonds Lamennais, « Ancien bréviaire du diocèse de Léon », Archives départementales, Rennes.
15. ↑  Fonds français, ms. 22321, Bibliothèque nationale de France, Paris.
Ex cote 38, fonds des Blancs-Manteaux.
16. ↑  A. Le Grand, Les vies des saints de la Bretagne Armorique : ensemble un ample catalogue chronologique et historique des evesques d'icelle... et le catalogue de la pluspart des abbés, blazons de leurs armes et autres curieuses recherches, 1901, 5e édition revue et corrigée par Guy Autret.
17. ↑  Dictionnaire historique et géographique de la province de Bretagne, vol. II, p. 867, 1845.
18. ↑  D. Nash Ford, « Prince Bican Farchog of Brittany », in Early British Kingdoms, Nash Ford Publishing, 2001.
19. ↑  Abjean 2011, p. 17
20. ↑  P. de Courcy, Origine de la ville de Saint-Pol de Léon, 1844.
21. ↑  A. Le Grand, op. cité.
22. ↑  L. Kerbiriou, La Cité de Léon, p. 52, Imprimerie Cornouaillaise, Quimper, 1947.
23. ↑  Abjean 2011, p. 140
24. ↑  J. Froissart, Œuvres de Froissart, t. XXV, p. 279, 1867-1877.
25. ↑  Y. P. Castel, ill. J. Feutren, Saint-Pol-de-Léon, p. 29, Édition Tous, Saint-Pol-de-Léon, mars 1997  (ISBN 2-910981-22-3).
26. 1 2 3 4 5  Abjean 2011, p. 20
27. 1 2 3 4 5  Abjean 2011, p. 105
28. ↑  Abjean 2011, p. 50
29. ↑  «La tour mesure 78 m de haut. La flèche de granit est un octogone percé de 80 ouvertures en rosaces...», in Info Bretagne.
30. ↑  Pierre Chirol, « Le pays normand et son architecture », in La Construction moderne, 45e année, no 3, p. 38, 20 octobre 1929.
31. ↑  R. Couffon, « Recherche sur le vénérable chapitre de Saint Brieuc au XVe siècle et sa contribution à la restauration de la Cathédrale », p. 5, in Mémoires de la Société d'émulation des Côtes-du-Nord, Les Presses bretonnes, Saint-Brieuc, 1963.
32. ↑  Abjean 2011, p. 119
33. 1 2  Abjean 2011, p. 21.
34. ↑  L. Kerbiriou, La Cité de Léon, p. 71, Imprimerie Cornouaillaise, Quimper, 1947.
35. ↑  L. Kerbiriou, La Cité de Léon, p. 70, Imprimerie Cornouaillaise, Quimper, 1947.
36. ↑  Abjean 2011, p. 96
37. 1 2 3  Abjean 2011, p. 61
38. 1 2 3 4  L. Kerbiriou, La Cité de Léon, p. 56, Imprimerie Cornouaillaise, Quimper, 1947.
39. ↑  Abjean 2011, p. 59
40. ↑  Abjean 2011, p. 46-48.
41. ↑  Abjean 2011, p. 19.
42. 1 2  Abjean 2011, p. 128.
43. 1 2  L. Kerbiriou, La Cité de Léon, p. 54, Imprimerie Cornouaillaise, Quimper, 1947.
44. ↑  Abjean 2011, p. 23.
45. ↑  Abjean 2011, p. 22.
46. 1 2  Abjean 2011, p. 46.
47. ↑  Abjean 2011, p. 48-49.
48. 1 2  Abjean 2011, p. 81.
49. ↑  M. Perret, « Décision n° 07134 », Conseil d'État, Paris, 29 janvier 1954.
50. ↑  Abjean 2011, p. 144.
51. ↑  Notice no PA00090427, sur la plateforme ouverte du patrimoine, base Mérimée, ministère français de la Culture.
52. ↑  « Amis de la chapelle du Kreisker et du patrimoine religieux de Saint-Pol », Service culturel de la Mairie de Saint-Pol-de-Léon.
53. ↑  Abjean 2011, p. 74
54. ↑  Bulletin journées du patrimoine
55. ↑  Abjean 2011, p. 127.
56. ↑  L. Chauris, « Éclairage lithologique sur l’église de Lanhouarneau (Finistère) : XIVe–XVIe – XVIIIe siècles. », in Revue archéologique de l'Ouest, n° 23, p. 139, PUR, Rennes, 2006 DOI 10.4000  (ISSN 0767-709X).
57. ↑  Abjean 2011, p. 84
58. ↑  Philippe Bonnet et Jean-Jacques Rioult, « Saint-Pol-de-Léon. Cathédrale Saint-Paul-Aurélien », dans Bretagne gothique, Paris, Picard, 2010, 485 p. (ISBN 978-2-7084-0883-8), p. 436
59. 1 2  Saint-Pol-de-Léon, Cité Capitale en Bretagne
60. ↑  P. de Courcy, Grand dictionnaire universel du XIXe siècle, t. XII, P-POURP, Pierre Larousse, Paris, 1866-1877.
61. 1 2 3 4  An., « La foule à l'assaut du clocher du Kreisker », Le Télégramme, Morlaix, 16 septembre 2007.
62. ↑  L. Th. Lécureux, Saint-Pol-de-Léon, la cathédrale, le Kreisker., p. 64, H. Laurens, Paris, 1909.
63. ↑  Voyage en Bretagne, Finistère : précédé d'une notice sur la Bretagne au XIXe siècle, Édouard Vallin, 1859
Photo
64. ↑  Abjean 2011, p. 25.
65. ↑  Abjean 2011, p. 37.
66. ↑  cote IM29000897.
67. ↑  cote IM29000891.
68. ↑  Abjean 2011, p. 115.
69. ↑  P. Guivarc'h & Ph. Abjean, St-Pol-de-Léon, p. 18-19, Mémoire en images, 1995.
70. ↑  Abjean 2011, p. 129.
71. 1 2  Abjean 2011, p. 52.
72. ↑  Abjean 2011, p. 53.
73. ↑  Abjean 2011, p. 147.
74. ↑  cote IM29000881.
75. ↑  Abjean 2011, p. 44.
76. ↑  Abjean 2011, p. 45.
77. ↑  Abjean 2011, p. 41.
78. ↑  Souscription pour le vitrail de la chapelle du Kreisker sur saintpoldeleon.fr
79. ↑  « Vitrail du Kreisker. Début des travaux en juin », Le Telegramme,‎ 24 avril 2012 (lire en ligne, consulté le 19 août 2017)
80. ↑  Chapelle du Kreisker. Une distinction pour le vitrail, Le Télégramme, 19 juin 2015
81. ↑  An tour dantelezet.
82. ↑  P. Loti, Fleurs d'ennui, in Œuvres complètes, t. II, p. 229, Calmann-Lévy, Paris, 1893-1911.
83. ↑  Mon frère Yves de Pierre Loti en 1883
84. ↑  Journal L'Ouest-Éclair, no 3527 du 14 septembre 1908, lire en ligne
85. ↑  Daniel Lauret, « L’affaire Bétharram libère la parole chez d’anciens élèves d’un établissement catholique breton », Basta!, 13 mai 2025.